# Famille Brontë
Vous lisez un « article de qualité » labellisé en 2010.
Pour les articles homonymes, voir Brontë.

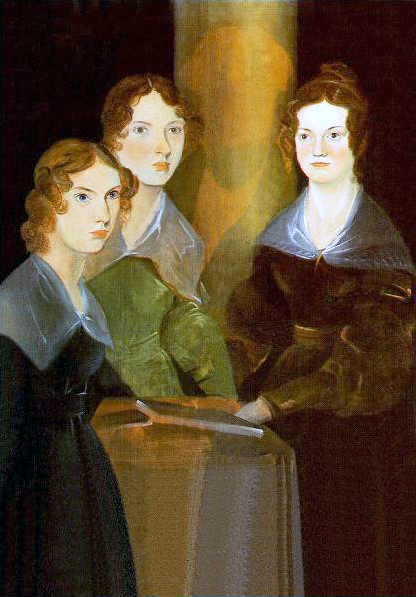
Anne, Emily et Charlotte Brontë, par leur frère Branwell (vers 1834). Lui-même s'était représenté, au milieu de ses sœurs. Les raisons pour lesquelles son portrait a été effacé demeurent aujourd'hui encore obscures, mais cet effacement serait dû à une période de dépression chez Branwell.

La famille Brontë, [ˈbɹɒnteɪ] est une famille littéraire britannique du XIXe siècle, dont la notoriété, qui s'étend à tous ses membres, est essentiellement due aux trois sœurs, poétesses et romancières, Charlotte (1816-1855), Emily (1818-1848) et Anne (1820-1849). Elles publient des poèmes, puis des romans, d'abord sous des pseudonymes masculins. Leurs romans attirent immédiatement l'attention, pas toujours bienveillante, pour leur originalité et la passion qu'ils manifestent. Seul Jane Eyre, de Charlotte, connaît aussitôt le succès. Mais Wuthering Heights (Les Hauts de Hurlevent) d'Emily, The Tenant of Wildfell Hall (La Locataire de Wildfell Hall) d'Anne et Villette de Charlotte sont admis plus tard parmi les grandes œuvres de la littérature.
Très proches, les trois sœurs et leur frère Branwell développent leur imagination en écrivant ensemble des histoires de plus en plus complexes, au contact d'un père très cultivé. La confrontation à la mort, de leur mère d'abord, puis surtout de leurs deux sœurs aînées, Elisabeth et Maria, les marque profondément et influence leurs œuvres.
Leur propre destinée tragique (mortes jeunes de maladies), tout autant que leur précocité, ont beaucoup contribué à leur renommée et, par ricochet, à celle de leurs proches. Depuis leur disparition et même du vivant de leur père qui leur a survécu, la famille fait l'objet d'un culte s'étendant bien au-delà de l'Angleterre. Sa demeure, le presbytère de Haworth, aujourd'hui transformé en musée, est devenue un lieu que visitent, chaque année, des centaines de milliers de personnes venues du monde entier.

## La famille Brontë
La famille Brontë comprend :
- les parents et la tante maternelle : Patrick Brontë, le père - Maria Brontë, la mère - Elizabeth Branwell, la tante ;
- les deux sœurs aînées, mortes très jeunes : Maria Brontë, l'aînée des enfants - Elizabeth Brontë, la cadette ;
- la fratrie littéraire composée des trois sœurs Brontë et de leur frère Branwell : Charlotte Brontë, l'auteure de Jane Eyre, Shirley, Villette et Le Professeur - Emily Jane Brontë, l'auteure de Wuthering Heights - Patrick Branwell Brontë, dit Branwell, le fils - Anne Brontë, l'auteure d'Agnes Grey et de The Tenant of Wildfell Hall.

Le sort des aînées, du fait de leur mort précoce, doit être dissocié de celui des enfants parvenus à l'âge adulte. C'est pourquoi ces derniers sont traités séparément, de façon plus approfondie.

### Le père, Patrick Brontë

#### La scolarité

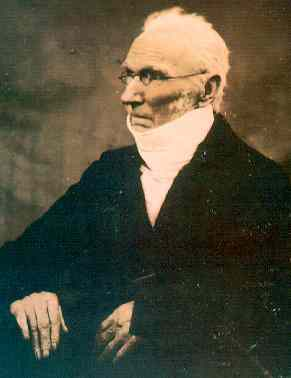
Portait de Patrick Brontë, vers 1860, portant sa large cravate blanche « à la Wellington ».

Patrick Brontë (17 mars 1777 - 7 juin 1861) est l'auteur de Cottage Poems (1811), de The Rural Minstrel (1814), d'articles de journaux et de pamphlets, ainsi que de diverses poésies champêtres,.

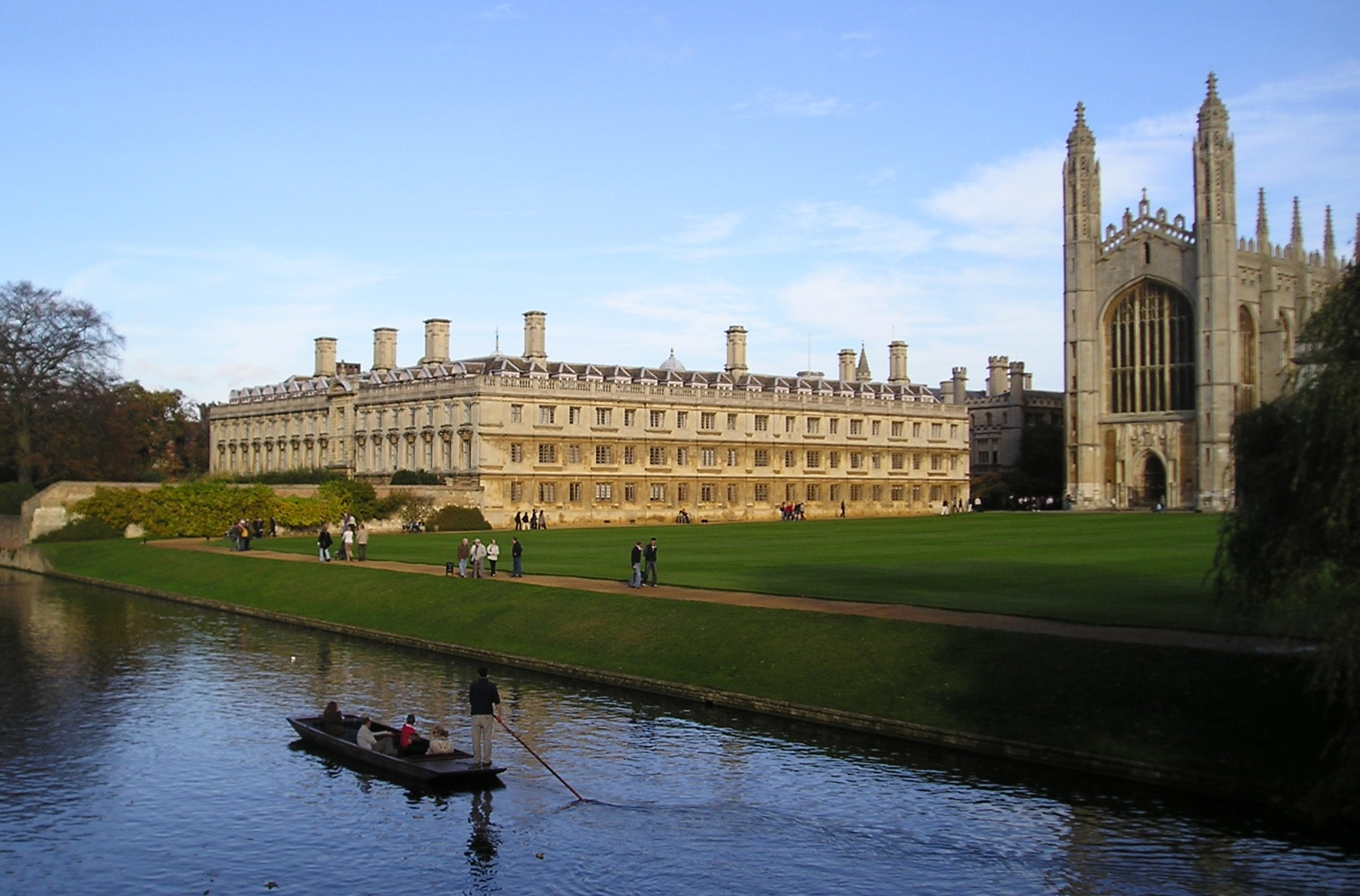
Vue de l'université de Cambridge, où étudia Patrick Brontë. (La Cam est au premier plan et King's College Chapel en arrière-plan, sur la droite.)

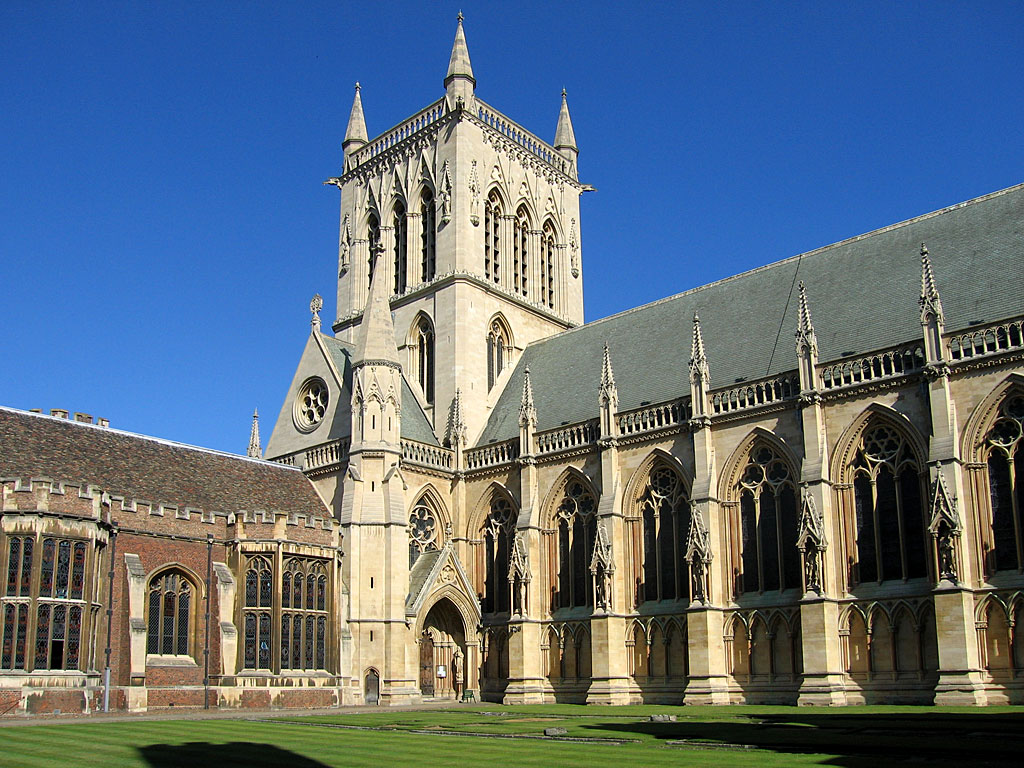
Chapelle de St John's College à Cambridge.

Ce garçon doué a fréquenté l'école jusqu'à seize ans. Pour financer ses études, ses parents ont loué plus de deux hectares en supplément. Il a ensuite fondé une école dite public (ouverte au public)— soit, selon la terminologie anglaise, privée. Il a travaillé comme précepteur et fait quelques économies, pécule qui lui permet d'entrer au St John's College de Cambridge, fait exceptionnel, un Irlandais du Sud et de souche si humble étant d'habitude destiné au Trinity College de Dublin et non à un établissement aussi prestigieux, égal en notoriété à Trinity College de Cambridge.
Il doit son admission à ses capacités reconnues, ainsi qu'à Thomas Tighe, juge de paix, fils de parlementaire et demi-frère de deux membres du parlement irlandais, ministre de l'Established Church of Ireland et sympathisant des mouvements évangéliques qui, dans le sillage de John Wesley, visent à revivifier l'Église et à en bannir la corruption. Tighe le recommande en connaissance de cause puisque Patrick a supervisé les études de ses enfants pendant quatre ans. De plus, il lui a sans doute fait étudier le latin et le grec, prérequis de l'entrée à Cambridge, peut-être en paiement partiel du préceptorat. Patrick reçoit donc une sizarship, bourse de l'université, qui supplémente son apport. Ainsi, il étudie la théologie et l'histoire (ancienne et moderne) de 1802 à 1806 avec application, à la différence de nombre de ses condisciples fortunés. Les documents de sa scolarité attestent qu'il a reçu la distinction de first class, ce qui correspond au moins à une mention « Bien ».
Après son B. A. (Bachelor of Arts), il est conduit à l'ordination (10 août 1806), comme la majorité des étudiants sans grandes ressources. Ce choix correspond à ses aspirations et il y est aidé par son ami Henry Martyn. De quatre ans son cadet mais déjà Wrangler de l'université, le grade le plus élevé dans la hiérarchie des jeunes fellows (« assistants »), Martyn le recommande auprès des autorités ecclésiastiques. Patrick obtient alors une bourse d'appoint destinée à « pourvoir aux besoins de jeunes hommes de grande piété qui se destinent au sacerdoce » (« maintain pious young men designed for the ministry »).

#### Le vicaire «perpétuel»
Six années plus tard en 1812, il rencontre Maria Branwell, arrivée de sa Cornouailles natale. Âgée de 29 ans, elle est depuis quelques mois chez un oncle du Yorkshire, directeur d'un pensionnat pour garçons, où Patrick est invité à corriger les épreuves d'études bibliques. Cette jeune fille « éveillée, gaie et spirituelle lui inspire aussitôt un coup de foudre qui s'avère réciproque. Ils se marient le 29 décembre 1812 et ont six enfants.

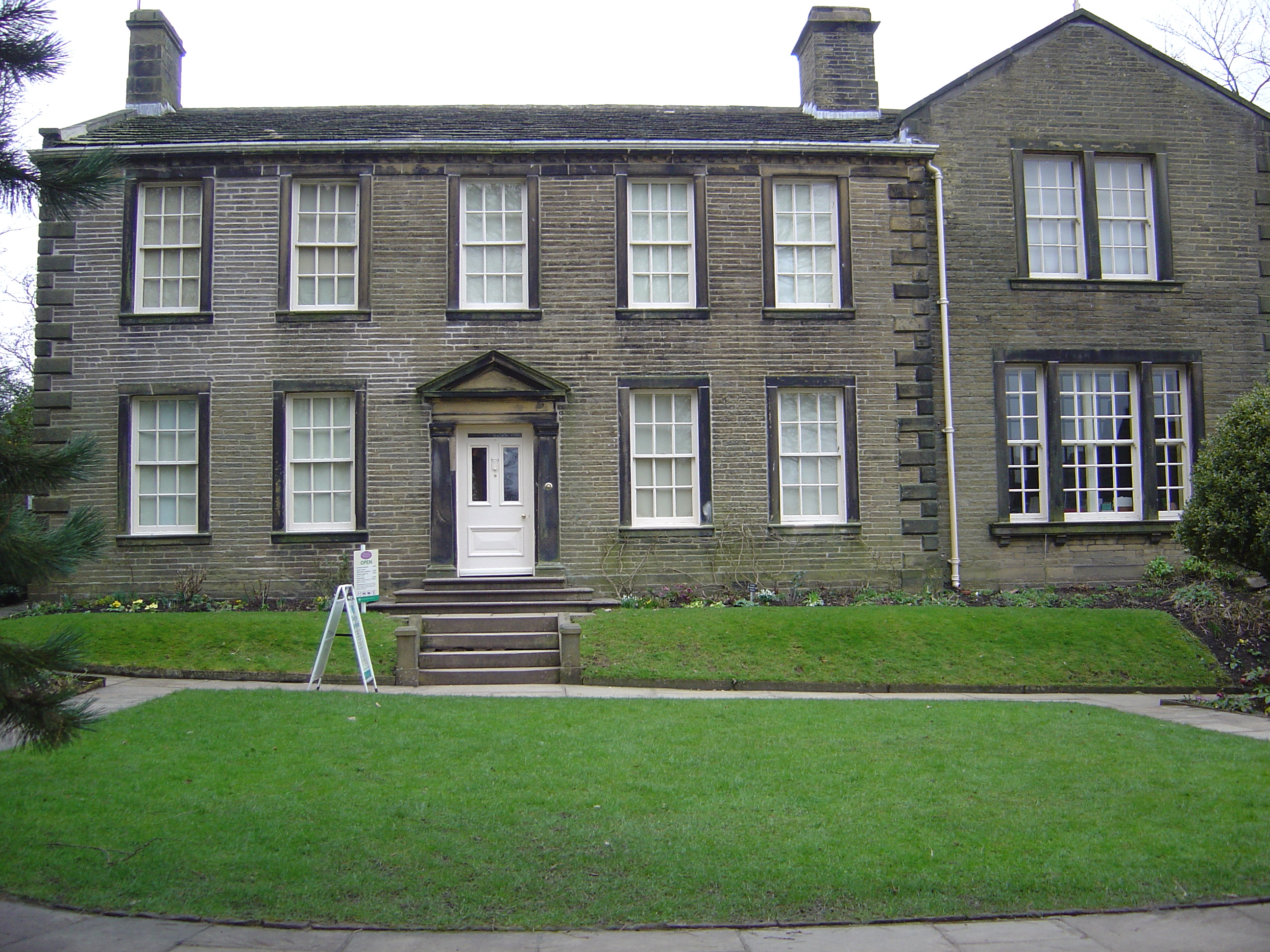
Le presbytère de Haworth, la maison des Brontë, aujourd'hui un musée (Brontë Parsonage Museum).

Patrick et Maria Brontë séjournent tout d'abord à Thornton, entre le 15 mai 1815 et le 20 avril 1820. C'est là que naissent successivement leurs enfants Charlotte, Branwell, Emily, puis Anne. Le 20 avril 1820, la famille s'installe dans le presbytère de Haworth. Le bâtiment actuel comporte une aile en pignon ajoutée en 1878 par le successeur de Patrick, le révérend John Wade, et le perron, agrandi à sept marches, n'en comptait alors que trois. Les responsables du musée ont recréé le jardin de devant, mieux tenu aujourd'hui qu'alors, aucun membre de la famille ne s'intéressant au jardinage, avec les plantes de l'époque. À droite, poussaient quelques groseilliers et cassis dont on récoltait les fruits, avec les myrtilles des landes, pour les confitures.
Patrick Brontë exerce les fonctions de vicar (curé), avec le rang de curate (vicaire), mais il signe toujours de la mention Incumbent (« Titulaire »). Admirateur passionné de Wellington, le vainqueur de Waterloo, comme son héros il s'enroule autour du cou une large cravate blanche qui finit par lui couvrir le menton, mode passée de son temps mais qu'il n'abandonne jamais sous prétexte d'une gorge fragile. L'adulation pour Wellington est reprise par ses filles qui, dans leurs petits livres (cf. Juvenilia), en font sous des noms divers, souvent exotiques, le héros de bien de leurs histoires. Patrick professe des opinions très conservatrices, partagées avec encore plus de rigidité par ses enfants. Il prend souvent position dans la presse locale ou en publiant à ses frais des pamphlets. Ainsi, après avoir approuvé le Catholic Emancipation Act (« Loi relative à l'émancipation des Catholiques »), il s'insurge contre cette Église dont il fustige les intentions « malveillantes » envers la Grande-Bretagne en conflit avec la province irlandaise en constante rébellion. Chez les Brontë, le pape est considéré comme Satan en personne, et Charlotte, en particulier, fait sur les « papistes » une véritable fixation.

#### Un homme à principes mais généreux

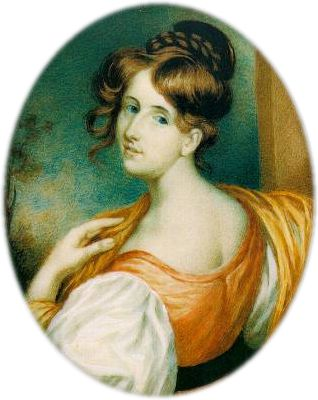
Elizabeth Gaskell, biographe de Charlotte Brontë
Portrait par le miniaturiste écossais William John Thomson (1832).

Elizabeth Gaskell, première biographe de Charlotte à la demande de Patrick, le décrit, suivant l'archétype du pasteur anglican, comme plutôt inflexible, rigide, hypocondriaque et misanthrope, portrait repris par certains auteurs, telles Margot Peters ou Daphne du Maurier. Elle évoque, au travers de deux anecdotes, son attitude rigoriste envers ce qui pourrait induire chez les siens un amour coupable de la toilette : il jette au feu des bottines de cuir offertes à ses enfants et réduit en lambeaux une robe de soie que sa femme a négligé de mettre sous clé. Aujourd'hui, ces faits sont plutôt considérés comme apocryphes, et Patrick lui-même les a réfutés dans une lettre à Mrs Gaskell du 30 juillet 1857.
Il passe pour excentrique, par exemple ne se couchant jamais sans deux pistolets qu'il vide par prudence à son réveil sur le clocher de l'église où les impacts demeurent visibles, habitude prise après la révolte dite des Luddites,,. Patrick redoute aussi l'agitation chartiste, toujours menaçante en 1848, dont le clergé est souvent victime,. Près de Bingley, de Kildwick, ou à Keighley, Bradford et Manchester, des milliers d'hommes font face à des régiments entiers. Charlotte s'en fait l'écho dans une lettre à W. S. Williams, lecteur de sa maison d'édition, où elle qualifie le mouvement de « ill-advised » (« inapproprié ») et se félicite de la répression, tout en souhaitant l'examen sérieux de ses causes et une action « juste et humaine » des autorités.
Juliet Barker le décrit plutôt comme « ouvert, intelligent, généreux comme tous les Branwell-Brontë, aimant profondément ses enfants ». En effet, il s'occupe lui-même de leur éducation, leur procure les livres qu'ils réclament, leur achète des jouets et leur accorde une grande liberté, les encourageant à lire, écrire, courir la lande ou rêver. Conscient de leur vivacité d'esprit, il les envoie à Cowan Bridge, nouvelle école pour les filles du petit clergé, dont il attend un cursus formalisé (cf. infra).

#### La solitude
Patrick Brontë ne peut épouser sa belle-sœur Elizabeth, si tant est que les deux y aient jamais songé, la morale du XIXe siècle considérant cette union comme incestueuse. Veuf en pleine force de l'âge, il essaie de se trouver une seconde épouse, sans que les rencontres et les pourparlers aboutissent. Il propose le mariage à Isabella Dury de Keighley, ce qui suscite quelques commérages à Haworth, puis à Mary Burder, son premier amour, qu'il a connue à Weathersfield,. Mary se fait attendre, puis répond qu'elle est heureusement installée dans la vie. Bref, Patrick se résout au veuvage ; il a 47 ans, de maigres revenus, une situation humble, de nombreux enfants : Dieu, pense-t-il, n'a pas l'intention qu'il convole une deuxième fois, et il en reste là.

#### La mort et les «memorabilia»

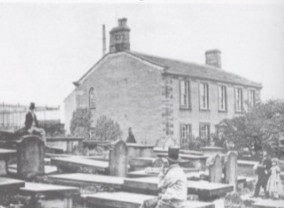
Le presbytère de Haworth, peu après la mort de Patrick Brontë.

Il décède six années après Charlotte, à 84 ans, après avoir subi deux AVC (strokes) sans graves séquelles, souvent cloîtré dans son bureau où il prend ses repas, penché sur sa Bible et son Book of Prayers,  (« Bréviaire »). Jusqu'à son dernier souffle, il est aidé par son gendre, le révérend Arthur Bell Nicholls, vicaire (« curate ») de la paroisse, qui retourne ensuite, après avoir quitté les ordres, dans son Irlande natale à Banagher, accompagné de la servante Martha Brown (qui meurt à Haworth lors d'une visite à sa famille et qui est enterrée au cimetière jouxtant le presbytère). Là, Arthur Bell Nicholls se remarie avec sa cousine Mary Bell, tout en conservant le souvenir et les objets rappelant sa première épouse, l'horloge, les manuscrits, des vêtements, le pupitre portatif, les piluliers et le tableau peint par Branwell, plié en quatre en haut d'une armoire jusqu'en 1906. Dans la reproduction mise ci-dessus en frontispice, les meurtrissures du pliage sont corrigées, mais elles subsistent sur l'original, visible à la National Portrait Gallery. Tous ces objets sont, à la mort du vicaire, vendus par sa veuve à court d'argent, et acquis en majorité par la Brontë Society.
Il s'avère que c'est A. B Nicholls lui-même qui a vendu en 1896 tous les documents manuscrits qu'il détenait des sœurs Brontë à Clement Shorter, collectionneur et biographe des Brontë ; ces documents comprenaient des manuscrits écrits pendant l'enfance des sœurs ainsi que des lettres, telles que celles que Charlotte écrivait à sa famille lorsqu'elle était à Bruxelles.

### La mère, Maria, née Branwell
Maria Brontë, née en 1783, meurt à 38 ans en 1821, vraisemblablement d'un cancer de l'estomac, un cancer gynécologique ayant aussi été évoqué ; d'après les témoignages, comme elle vomissait beaucoup, le problème semble avoir été digestif. Mariée le 29 décembre 1812 à l'âge de 29 ans, le même jour que sa plus jeune sœur Charlotte, en l'église de Guiseley, après que son fiancé y a célébré l'union de deux autres couples, elle est connue pour sa vivacité d'esprit, sa gaieté et sa douceur. Méthodiste très pieuse, elle écrit un traité, The Advantages of Poverty in Religious Concerns (« Les avantages de la pauvreté dans la conduite de la religion »), jamais publié. Elle confectionne et fait broder par ses enfants les abécédaires (samplers) exposés au Brontë Parsonage Museum. Elle laisse un souvenir très chaleureux, surtout chez son mari et les aînées, Emily et Anne n'ayant gardé que quelques images, en particulier d'une maman souffrant sur son lit de malade.

### La tante, Elizabeth Branwell
Elizabeth Branwell, née en 1776 à Penzance, Cornouailles, morte à 66 ans le 29 octobre 1842 à Haworth, est la sœur aînée de Maria, donc la tante des enfants qu'elle élève à Haworth après le décès de Maria. C'est une méthodiste, dont les convictions n'ont pas d'influence sur les jeunes Brontë. Avec eux, elle assiste aux offices en l'église de son beau-frère, assise dans le « pew » (« le banc fermé ») réservé à la famille, où figure le nom des titulaires s'acquittant du loyer. Toute sa vie, elle porte le deuil de sa Cornouailles et se plaint du climat du Nord qu'elle ne quittera plus. C'est Aunt (« tante ») Branwell, qui enseigne aux enfants l'alphabet, l'arithmétique, le work (« l'ouvrage »), c'est-à-dire les travaux d'aiguille : couture, broderie au point de croix ; elle leur offre des livres et est abonnée au Fraser's Magazine, moins intéressant que le Blackwood's, mais sollicitant la discussion.

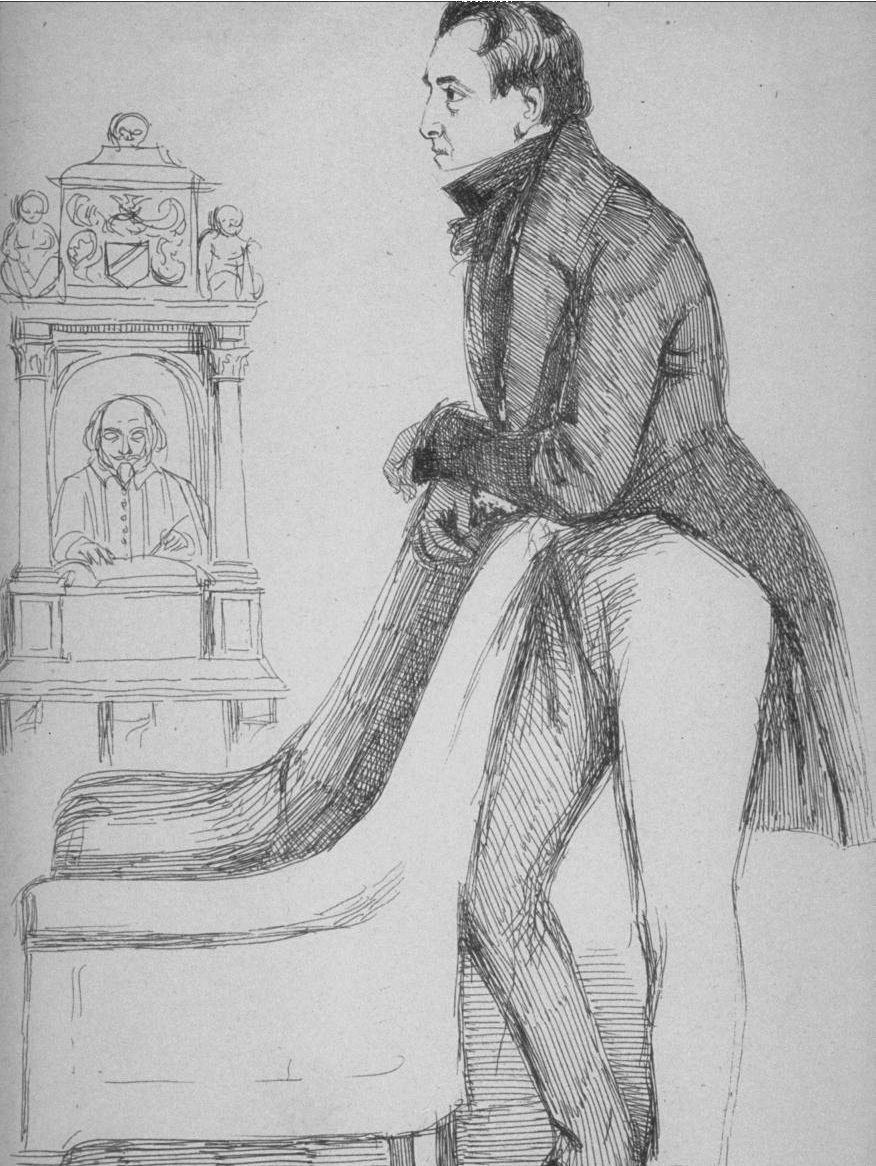
Portrait de James Sheridan Knowles, paru en 1833 dans le Fraser's Magazine, auquel est abonnée Aunt Branwell

Selon les témoignages, elle aimait priser et se montrait douce et enjouée tout en étant de mœurs conservatrices, encline à respecter une stricte étiquette, soucieuse de l'éducation religieuse et morale des enfants, méticuleuse dans ses tenues amidonnées et repassées, inflexible à l'occasion. Généreuse, elle a sacrifié sa vie pour ses neveu et nièces, sans chercher à se marier ni revoir les siens. Elle porte de gros sabots à semelle épaisse, qui résonnent sur les dalles de pierre, et dont les allées et venues claquent au-dessus de la salle à manger lorsqu'elle a rejoint sa chambre, ce qui amuse la maisonnée.

### Les deux aînées

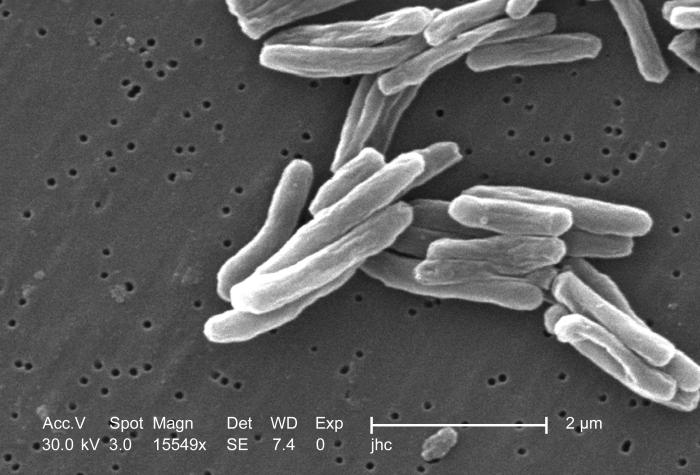
Mycobacterium tuberculosis, le « bacille de Koch », la malédiction de la famille Brontë.

#### Maria, l'aînée des enfants (1814-1825)
À Cowan Bridge, Maria Brontë connaît le froid, la faim, les privations, la violence des anciennes élèves, les discours sur la damnation éternelle et les flammes de l'Enfer (« fire and brimstone »). Elle en revient avec une tuberculose avancée. Charlotte la décrit comme vive et sensible, particulièrement précoce dans ses lectures et ses jeux.

#### Elizabeth, sa cadette (1815-1825)
Elizabeth Brontë rejoint sa sœur à Cowan Bridge. La biographie d'Elizabeth Gaskell évoque une blessure à la tête reçue lors de son passage à l'institution de charité pour jeunes filles, mais on ignore si elle succombe véritablement à la tuberculose, comme son aînée. Elle meurt le 15 juin 1825, deux semaines après son retour chez son père,. Peut-être est-elle moins précoce, encore que sa mort prématurée, la privant des distractions créatrices de sa famille, grève l'appréciation.

## Les années d'apprentissage
Très tôt, les enfants placent l'écriture au centre de leurs intérêts, en en faisant d'abord un jeu. Si tous apparaissent doués pour la narration, seuls les cadets ont le loisir d'en faire leur passion. L'existence de ce quatuor d'enfants aussi « géniaux » que « maudits » (Voir Tentative d'explication) se noue donc dans la solitude d'un petit presbytère du Yorkshire autour de la figure omniprésente du Père qui, alors que ses filles grandissent, se soucie d'une éducation plus formalisée.

### Cowan Bridge, l'école mortifère
Ainsi, en 1824, les quatre aînées entrent à l'école de Cowan Bridge, fondée pour les enfants du clergé peu fortuné et recommandée à Mr Brontë (Voir « Les pensionnats pour jeunes filles »). L'année suivante, Maria et Elizabeth tombent gravement malades et en sont retirées, mais elles décèdent peu après, le 6 mai et le 15 juin 1825 ; Charlotte et Emily reviennent elles aussi à Haworth. Le traumatisme lié à la perte de deux sœurs transparaît surtout dans l'œuvre de Charlotte : dans Jane Eyre, Cowan Bridge devient Lowood, la figure pathétique de Maria prend les traits de Helen Burns, la cruauté de Miss Andrews ceux de Miss Scatcherd et la tyrannie du directeur, le révérend Carus Wilson, ceux de Mr Brocklehurst.

#### L'emploi du temps

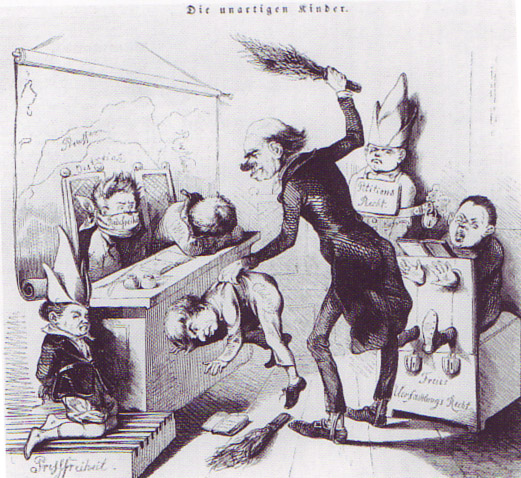
La dureté des punitions infligées aux élèves dans la première moitié du XIXe siècle n'est pas propre à l'Angleterre (gravure allemande de 1849).

Cowan Bridge impose un uniforme réservé aux enfants dits Charity children (« enfants accueillis par charité »), ce qui humilie les petites Brontë qui comptent parmi les plus jeunes pensionnaires. Elles subissent les sarcasmes des anciennes, Charlotte en particulier, qu'une forte myopie oblige à mettre le nez sur ses feuilles. On couche tête bêche, on se lève avant l'aurore ; après une rapide toilette froide avec une bassine pour six parfois transformée en glace on descend pour une heure et demie de prières précédant un petit déjeuner de porridge souvent brûlé. Alors commencent les leçons, de neuf heures à midi, suivies d'une récréation dans le jardin jusqu'au dinner. Les leçons reprennent, interrompues à 17 heures par la collation d'une demi-tranche de pain et d'un petit bol de café, une nouvelle récréation de trente minutes précédant une longue étude. La journée se termine par un verre d'eau, un biscuit d'avoine (oatcake), les prières du soir et le coucher. Les punitions pleuvent : privation de nourriture, de récréation, châtiments corporels, exposition sur un tabouret la tête couverte d'un bonnet d'infamie pendant des heures sans bouger.

#### La discipline
Cette dernière punition, mentionnée par Charlotte dans Jane Eyre est confirmée par Mrs Gaskell. Alors que Mr Williams, lecteur de Smith, Elder & Co, la félicite pour la vigueur de sa description, Charlotte proteste de la véracité de ses dires, restés partiels, précise-t-elle, pour ne pas laisser accroire qu'elle exagérait. Ayant ressassé pendant deux décennies les mauvais traitements infligés à ses sœurs, elle aurait pu, inconsciemment, les grossir, voire les inventer : ce procès d'intention a existé, mais il est mis à mal par certains témoignages précis que Charlotte, en effet, n'a pas relatés. Ainsi, Mrs Gaskell a recueilli l'histoire de la petite Maria, très malade et venant de recevoir une ventouse, qui se lève précipitamment à la vue de Miss Andrews et commence à s'habiller. Avant qu'elle ne puisse rien enfiler, la maîtresse la tire au milieu de la pièce, l'accable de reproches pour sa négligence et son désordre, puis la punit pour son retard, sur quoi Maria, titubant, descend du dortoir. Selon Mrs Gaskell, son interlocutrice, non identifiée, « parlait comme si elle revoyait la scène et son visage s'enflammait d'une indignation inextinguible ».

#### Le calvaire dominical
Les dimanches sont encore plus rudes. Par tout temps et sans vêtement adéquat, les élèves font cinq kilomètres à travers champs jusqu'à l'église pour la première messe, reçoivent un casse-croûte froid dans l'arrière-église avant l'interminable service vespéral, puis rentrent à l'école. Transies et affamées, elles y reçoivent une tartine au beurre rance. Les dévotions dominicales prennent fin avec de longues récitations du catéchisme, l'apprentissage par cœur de textes bibliques et, le plus souvent, un sermon sur la damnation éternelle. Le révérend Carus Wilson, qui dirige l'établissement, est un Évangéliste calviniste croyant à la prédestination et à la damnation ; ses prêches et ses écrits, petits manuels à l'usage des élèves, le rappellent avec force rhétorique et effets de style censés marquer les jeunes esprits.

#### La dénonciation dansJane Eyre
Replacé dans le contexte de l'époque, le régime de Cowan Bridge n'est ni plus ni moins sévère que celui des établissements comparables, et même relativement clément. Dans Jane Eyre, Charlotte dénonce Lowood, ses rigueurs, sa saleté, la nourriture avariée, la faim, les vomissements (les siens et ceux de sa sœur), la prise forcée d'émétiques et les saignées, les négligences du médecin, beau-frère du directeur, l'épidémie de low fever (le typhus ?), associé à la tuberculose qui décime les élèves, la sévérité des punitions, la fréquente méchanceté du personnel, surtout de Miss Scatcherd.

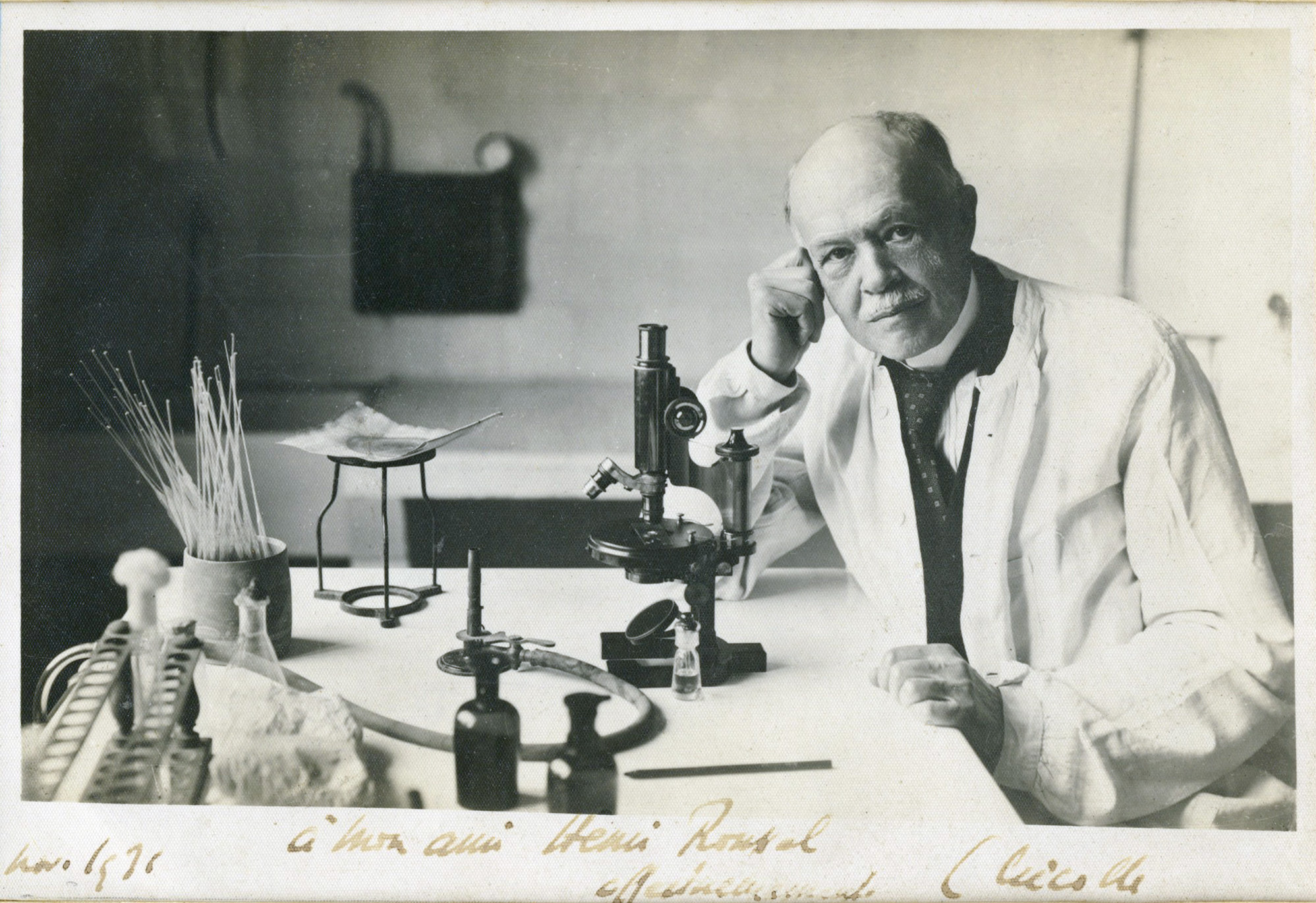
Charles Nicolle, qui établit en 1909 que le pou est le vecteur du typhus, appelé « fièvre de la famine », ou encore « fièvre des prisons ».

Ces conditions sont le plus souvent considérées comme normales et, lorsque paraît La Vie de Charlotte Brontë  de Mrs Gaskell en 1857, une ample polémique s'empare de la presse, les différents protagonistes s'y livrant une guerre acharnée. Mr Brontë a donc fait preuve de courage, quitte à offenser sa hiérarchie, en retirant ses filles du pensionnat. Le retrait est trop tardif pour les aînées, mais leur père ignorait leur état de santé.

#### La critique évangélique contestée
Le tableau que Charlotte a dressé de l'école, comme, plus tard, les remarques de Mrs Gaskell qui accuse encore le trait, ont suscité bien des réactions. Au-delà des conditions matérielles, Charlotte s'est vu reprocher une partialité idéologique. La polémique n'est pas close : ainsi, dans Nineteeth-Century Religion and Literature, An Introduction, publié en 2006, Mark Knight et Emma Mason s'attachent à montrer que la description de Mr Brocklehurst est « partiale et incomplète », et que ses propos sont « volontairement » amputés de toute référence à la rédemption des péchés qui, écrivent-ils, est « inhérente à la foi évangélique ». En outre, ajoutent-ils, son appréciation de la doctrine calviniste prêchée par St John Rivers qui a recueilli l'héroïne, « comme une condamnation à mort », « relève de l'incapacité de Jane [Eyre] à concevoir que le salut est un don de la Grâce, et non la conséquence du mérite individuel ».

#### La bonne foi de Patrick
Mr Brontë a fait tout son possible pour trouver ce qu'il a cru convenir à ses filles. Comme le montre Juliet Barker, il a lu dans le Leeds Intelligencer du 6 novembre 1823, des comptes-rendus de mauvais traitements jugés au tribunal correctionnel de Bowes, et d'autres, jugés le 24 novembre 1824 près de Richmond, concernant des élèves rongés de vermine et souffrant de malnutrition au point que certains en ont perdu la vue. Rien ne laisse présager que la Clergy Daughters' School puisse ne pas répondre à ses attentes. Elle n'est pas particulièrement bon marché et ses patrons (membres d'honneur) comprennent des personnalités respectées, dont la fille d'une grande amie de William Cowper, Mrs Hannah More, auteur reconnu d'ouvrages moralisateurs sur l'éducation des jeunes filles, différents prélats et même certaines de ses connaissances, dont William Wilberforce qui lui a permis de terminer ses études à St John's. Il croit sincèrement s'être entouré de toutes les garanties.

### LesJuvenilia:Glass Town,GondaletAngria
Le père court par monts et par vaux, visitant les pauvres et les malades, prodiguant prêches, toujours sans notes, messes et extrêmes onctions, laissant les trois sœurs et leur frère seuls avec leur tante et une servante, Tabitha Aykroyd, dite Tabby, qui, à la cuisine, conte les légendes de la lande en son dialecte du Yorkshire.

#### Une expérience collective fondatrice:Glass Town

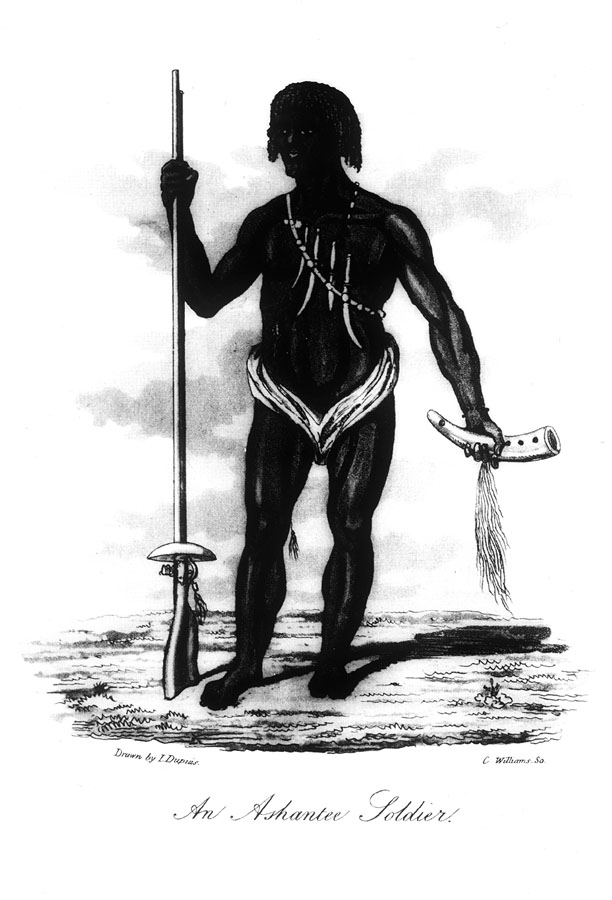
Soldat ashanti du XIXe siècle, tel que ceux qui, alliés aux Français, mènent une guerre destructrice contre Glass Town vers 1830.

À l'origine, se trouvent douze soldats de bois que Patrick Brontë offre à Branwell au début de juin 1826. S'il a aussi acheté des jouets pour Charlotte, Emily et Anne, ce sont ces soldats, « the little men » (« les petits hommes »), auxquels un nom est aussitôt attribué, qui enflamment la curiosité des enfants.
Au cours d'une froide journée de décembre 1827, un monde prend forme, alors que, sur proposition de Charlotte, chacun choisit « son » île dont il devient l'administrateur, et que Branwell reprend aussitôt l'idée pour l'amplifier.
Alors surgit la « Ville de verre » (« Glass Town »), mélange de Londres, Paris et Babylone, contrée qui s'anime d'une foule d'aventures complexes, secrètement consignées dans les small books ou little books, sans que les proches, père, tante, domestiques, soient informés de leur existence. Ces petits livres, plusieurs centaines, de la taille d'une boîte d'allumettes (3,8 cm × 6,4 cm), sont brochés avec de la ficelle et couverts de fines écritures souvent en caractères d'imprimerie, très serrées, sans ponctuation et s'ornant de dessins explicatifs, de cartes, de schémas, d'illustrations de paysages ou de bâtiments, que réalise le plus compétent dans le domaine en cours. Rédigée en prose, la saga s'offre des pauses sous forme de poèmes exprimant états d'âme et hésitations, abandonnés parfois à des effusions lyriques. Ensuite, les meilleurs sont sélectionnés et consignés pour des corrections dans des carnets jalousement gardés.
Ce monde, structuré historiquement, socialement, juridiquement, administrativement et politiquement, est un royaume constitutionnel, avec cours et fêtes, assemblées, partis politiques et luttes de pouvoir, émeutes, révolutions et guerres, codes civil et pénal, tribunaux correctionnels et d'assises ; la presse y est omniprésente, des revues spécialisées paraissant régulièrement, etc..

### À l'école de Miss Wooler

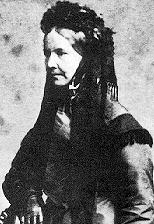
Ellen Nussey vers 1855, année de la mort de Charlotte Brontë.

#### L'élève

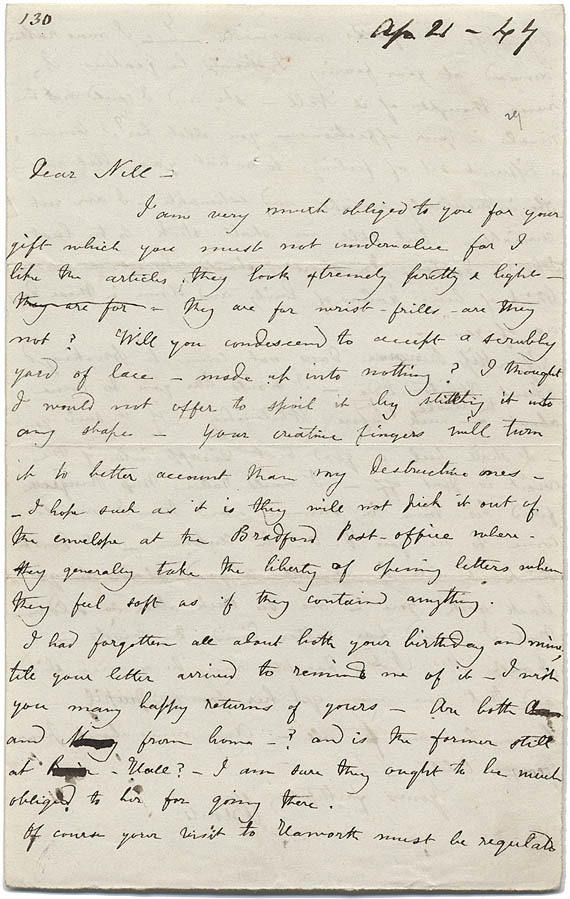
Lettre de Charlotte Brontë à son amie Ellen Nussey.

En 1831, Charlotte, qui a quinze ans, est confiée à l'école de Miss Wooler à Roe Head, Mirfield, Dewsbury Moor, au sud de Bradford. Patrick Brontë aurait pu l'envoyer plus près, à Keighley par exemple, et à moindres frais. Miss Wooler et ses sœurs, cependant, ont bonne réputation : certains manufacturiers leur envoient leurs enfants et Mr Brontë se souvient du beau bâtiment qu'il côtoyait en arpentant ses paroisses de Dewsbury, puis de Hartshead-cum-Clifton comme vicaire,. Son choix s'avère excellent, Charlotte n'y est pas malheureuse, fait de bonnes études et rencontre plusieurs jeunes filles qui restent, malgré des brouilles passagères, ses amies à vie, en particulier Ellen Nussey, calme et rangée, et Mary Taylor, plus fantasque, qui tente sa chance en Nouvelle-Zélande avant de retourner au pays. Charlotte revient de Roe Head en juin 1832, non sans le regret de quitter ses amies, mais heureuse de rejoindre le cocon familial.

#### La maîtresse
Trois ans plus tard, Miss Wooler fait appel à son ancienne élève comme adjointe. Il est décidé qu'Emily l'accompagnera pour y suivre des cours qu'elle n'aura pas à payer, les frais encourus faisant partie du salaire de sa sœur. Elle a dix-sept ans et c'est la première fois depuis Cowan Bridge qu'elle quitte son village. Le 29 juillet 1835, les deux sœurs partent du presbytère le jour même où leur frère Branwell, dans un état de grande excitation, écrit le brouillon d'une lettre à la Royal Academy of Arts de Londres, dans laquelle il sollicite de présenter des dessins pour une candidature comme probationary student (« étudiant stagiaire »).

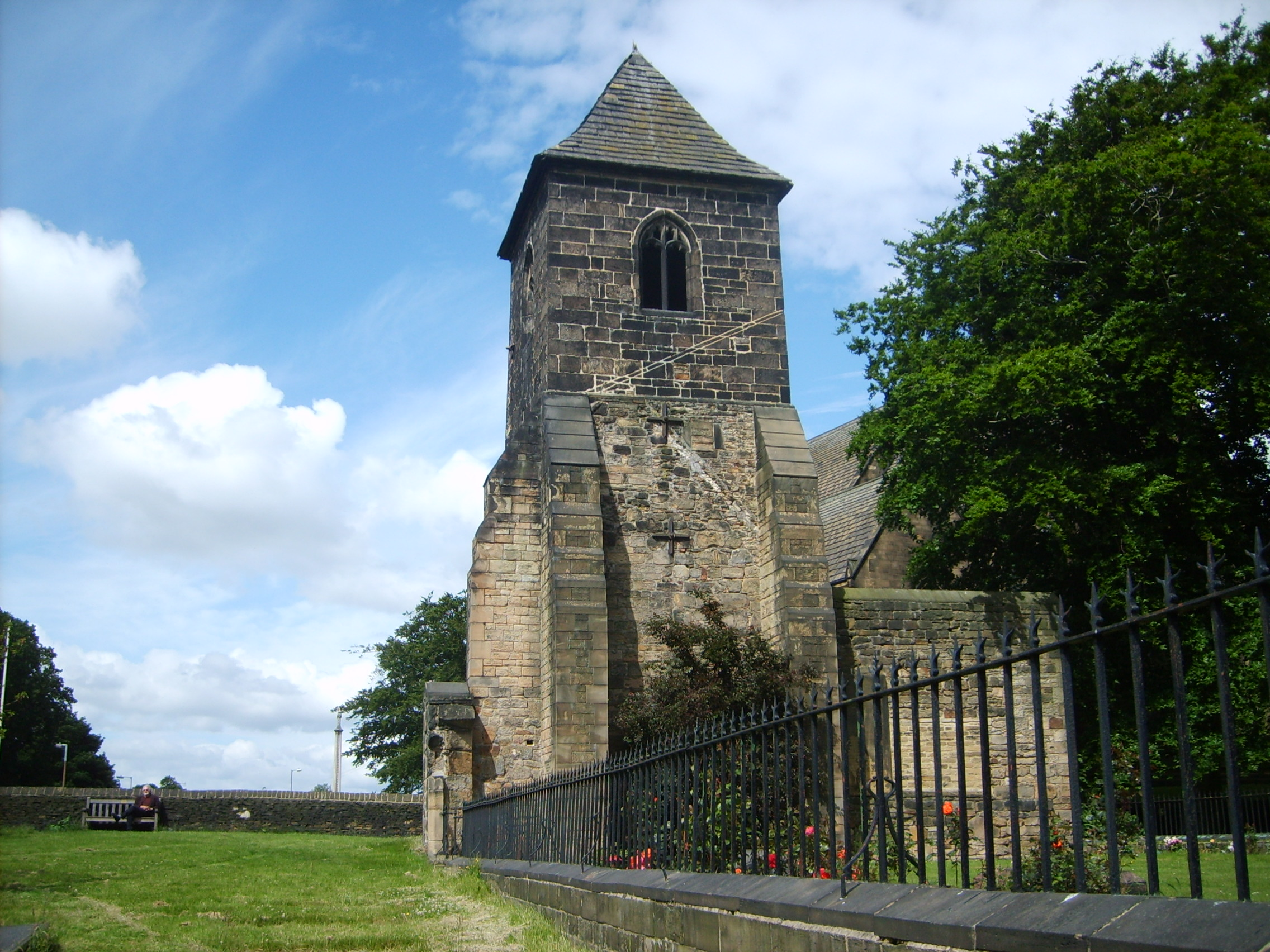
L'église St Mary à Mirfield, près de l'école de Miss Wooler.

Charlotte enseigne pour la première fois, sans être toujours tendre envers ses élèves qu'elle décrit dans ses carnets, comme plus tard à Bruxelles avec encore plus de mordant. Emily, cependant, dépérit, acceptant mal de partager son lit et contemplant les landes des fenêtres sans pouvoir les parcourir : au bout de trois mois, il faut la reconduire d'urgence au presbytère. Anne, décidée à étudier pour assurer son avenir, prend sa place et restera jusqu'à Noël 1837.

#### La lassitude et le retour
Charlotte s'échappe de la monotonie en se réfugiant dans le monde d'Angria dont, grâce aux lettres de son frère, elle suit le développement. Lors de ses vacances à Haworth, elle renoue avec la saga, écrit de longs chapitres, se faisant parfois reprendre par son père désireux qu'elle participe davantage aux affaires de la paroisse, en ébullition depuis l'institution des Church rates, cet impôt local pour le fonctionnement de la paroisse anglicane, alors que la majorité de la population est composée de Dissenters. Entre-temps, Miss Wooler a déménagé à Heald's House, Dewsbury Moor, où Charlotte se plaint de l'humidité et qu'elle quitte en décembre 1838 avec, cadeau de Miss Wooler, un recueil de poèmes de Walter Scott, The Vision of Don Roderick and Rokeby (La Vision de Don Roderick et Rokeby).

### La «sécession»:GondaletAngria

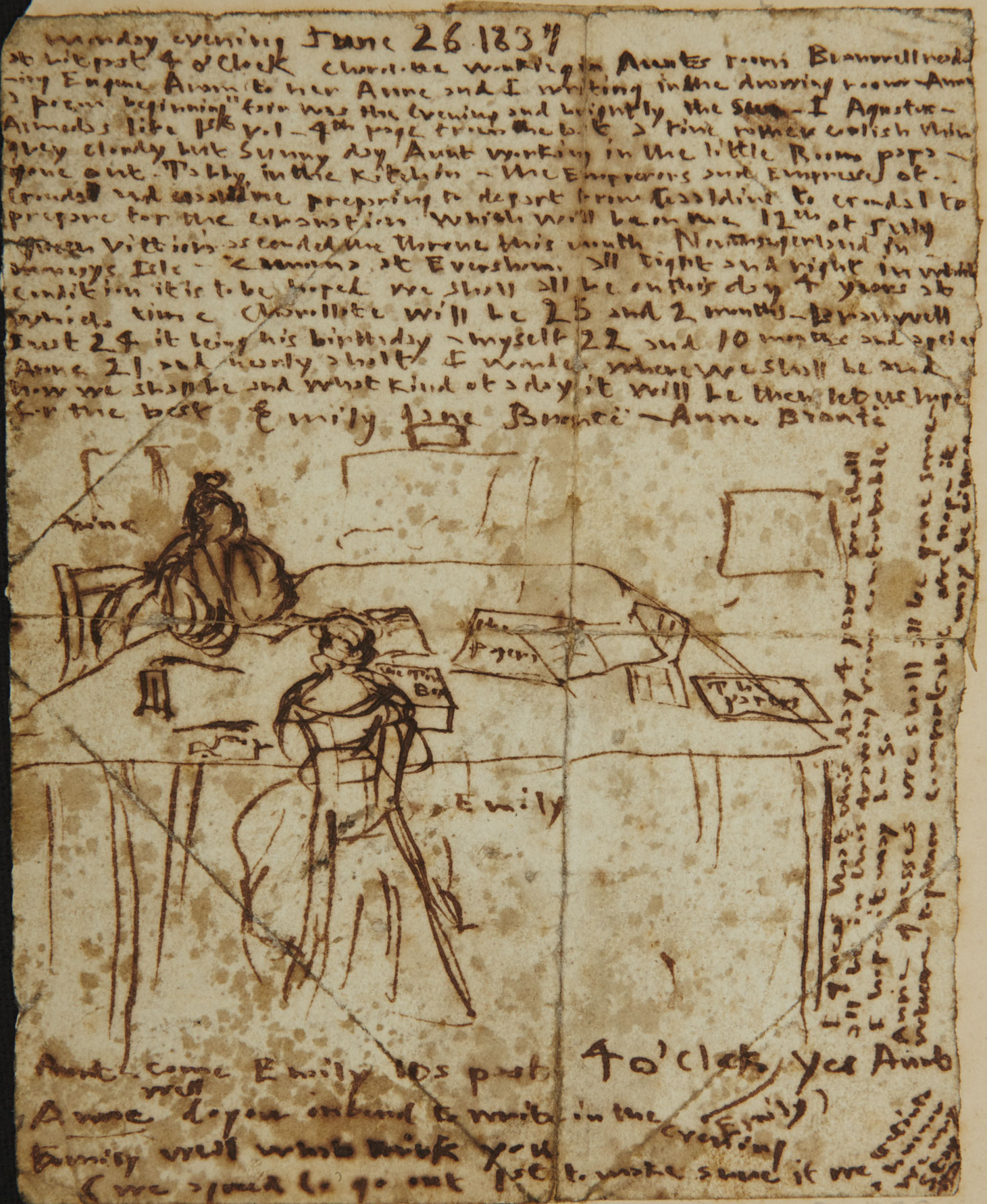
Journal d'Emily Brontë, 26 juin 1837, la montrant au travail avec Anne à la table de la salle à manger.

#### Gondal, créé par Emily et Anne
Au moment du départ de Charlotte pour Roe Head, Emily et Anne, souvent qualifiées de « jumelles », tant elles sont proches, marquent leur indépendance vis-à-vis de Branwell et font sécession de Glass Town, créant Gondal, grande île du Pacifique nord qui colonise Gaaldine, plus au sud et au climat plus clément.
Emily est l'inspiratrice de ce nouveau monde que dirige une femme et dont elle devient la gardienne. Chacune écrit ses poèmes en toute liberté dans le cadre défini, mais informe l'autre de ses projets. Dans son pupitre portatif, visible au Brontë Parsonage Museum, Emily enfouit les vers qu'elle destine, le cas échéant, à la saga.
Le peu de traces qui restent du cycle de Gondal rend son analyse difficile, Emily ayant vraisemblablement détruit les carnets le concernant, à l'exception des poèmes qu'elle a secrètement consignés, mais sans références au royaume. Certains des poèmes de Gondal portent en germe les personnages de Wuthering Heights et The Tenant of WIldfell Hall.

#### Angria, créé par Charlotte et Branwell
Dès son retour, Charlotte, en duo avec son frère, se concentre sur le royaume d'Angria, sans doute né aux alentours de 1834. Ce monde nouveau (né de la destruction de Verdopolis, autre nom de Glass Town, par la faute d'Alexander Rogue, comte de Northangerland), va lui aussi s'amplifier jusqu'à devenir une entité égale à celle de Gondal. Tour à tour, Branwell et Charlotte créent et développent une rubrique, non sans quelque conflit, parfois, Branwell ne tenant pas toujours compte des souhaits de sa sœur et ayant tendance à faire cavalier seul alors qu'elle est à Roe Head. À la différence de Gondal, Angria est bien connu, un grand nombre de documents, brouillons, illustrations, poèmes, lettres, ayant été conservé.

### Influences littéraires ou artistiques

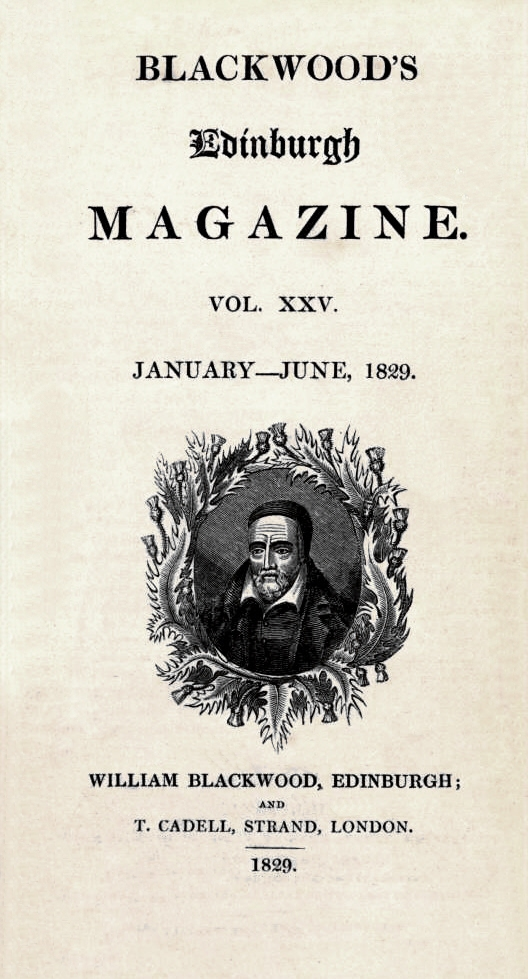
Blackwood's Edinburgh Magazine, volume XXV : janvier – juin1829. William Blackwood, Edinburgh and T. Cadell, Strand, Londres.

Les mondes de Glass Town, Angria et Gondal ont germé d'imaginations fertiles, nourries de passions politiques, sociales et littéraires, les enfants s'étant largement ouverts à diverses influences qui se retrouvent dans certaines œuvres de la maturité. Influences collectives d'abord, tant est vitale la symbiose réunissant la fratrie. Tous n'ont pas lu les mêmes auteurs, mais tous veillent à ce que chacun soit informé d'un nouvel apport. C'est une bibliothèque virtuelle que la famille possède, non sur ses étagères, car beaucoup de livres sont empruntés, mais dans le souvenir qui en est gardé, les notes prises et surtout les discussions animées.

#### La presse et leBlackwood's Magazine
Les journaux, reçus en abonnement par Patrick ou achetés chez John Greenwood, le libraire-papetier dont les Brontë sont les meilleurs clients, apportent une manne d'informations. Le Leeds Intelligencer, le Blackwood's Edinburgh Magazine, conservateur et bien écrit, meilleur que le Quarterly Review, (aux mêmes idées politiques mais moins raffiné, raison pour laquelle Mr Brontë ne le lit pas), tout cela s'exploite jusqu'au dernier détail. Le Blackwood's Magazine enflamme l'imagination : ainsi, la carte de l'Afrique, publiée en juillet 1831, matérialise l'univers de Glass Town en Afrique de l'Ouest, connaissances que complète la « Grammaire de géographie générale » de Goldsmith, toujours au presbytère.

#### Les «romans gothiques»

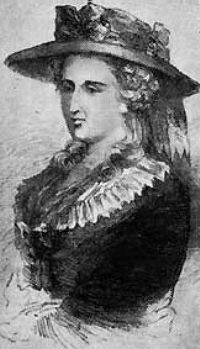
Ann Radcliffe, pionnière du roman gothique.

Ce même Blackwood's Magazine fait goûter les contes gothiques, si populaires vers la fin du XVIIIe siècle et au tout début du XIXe siècle, mais déjà sur le déclin. Jane Austen a raillé cette mode dans Northanger Abbey, dont la jeune héroïne, Catherine Morland, abreuvée de romans et plongée dans un monde imaginaire où la banalité se fait frayeur et émoi, va jusqu'à suspecter un crime dans l'abbaye où elle séjourne. Anti-héroïne, elle dénonce par sa naïveté l'outrance et l'incohérence de cette veine romanesque. Coïncidence ou inspiration, le nom de Catherine Morland aurait suggéré à Emily le choix de « Catherine » pour son roman ; il précède Morland, qui, à un « o » près, évoque les moors (« landes ») qu'elle aime tant. Et le pseudonyme choisi par Branwel, Northangerland, fait écho au « Northanger » de Jane Austen.
Ces histoires inspirent à Emily ses premiers poèmes de Gondal, et à Charlotte et Branwell certains aspects d’Angria. D'ailleurs, Charlotte écrit, vers 1833, une histoire fantastique, traitée sur le mode humoristique et intitulée Napoleon and the Spectre. On trouve aussi une touche de gothique dans Villette, hanté par une nonne fantomatique et où une visite à la bizarre et difforme Mme Valravens ajoute au sentiment de solitude et d'anxiété de l'héroïne.
Jane Eyre semble également inspiré par le roman gothique : lorsque la démente Bertha surgit d'un étage mansardé, Jane apprend avec effroi que cette femme occupe depuis longtemps la place, alors même qu'elle est conduite à l'autel avec Rochester. C'est the mad wife in the attic (« la folle de la mansarde ») dont Jane n'a jamais entendu parler, bien qu'elle ait déjà aperçu cette créature échevelée sans (convention romanesque !) chercher à connaître son identité. La bigamie à laquelle elle aurait été soumise sans le savoir détermine sa fuite. De même, résonne à ses oreilles un « rire surnaturel » (preternatural laughter), digne de n'importe quel roman de Mrs Radcliffe. Enfin, alors qu'elle s'apprête à épouser son « sauveur », St John Rivers, et à partir aux Indes avec lui, s'élève une voix transcendant les cieux, les espaces et les monts, celle de Rochester à qui l'amour confère le pouvoir de télépathie sonore à distance. Et Jane repart, en une course effrénée, pour rejoindre cet homme, désormais blessé et aveugle, errant sur son domaine, qu'a ravagé un terrible incendie, en ruines fumantes.

#### Lord Byron

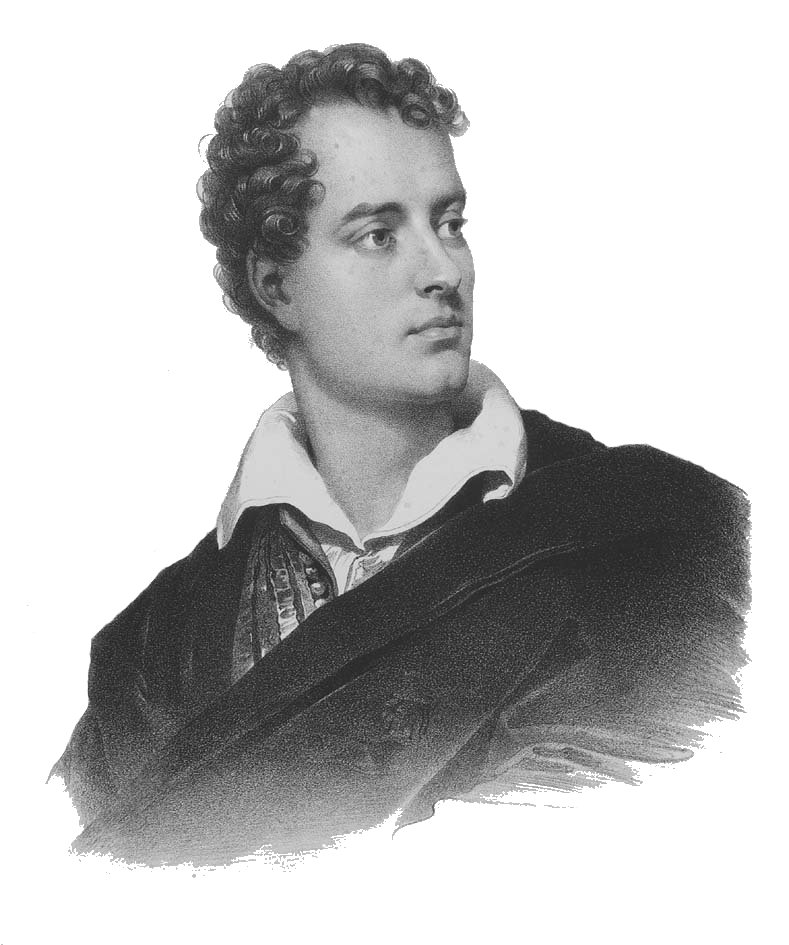
Lord Byron, source d'inspiration pour les sœurs Brontë.

Les enfants Brontë s'écartent vite de la forme trop manichéenne de ces contes, à laquelle ils vont préférer un tour plus byronien, où le héros, au fort magnétisme sexuel et à l'âme passionnée, fait montre d'arrogance, voire d'une certaine noirceur de cœur. C'est encore dans le Blackwood's Magazine qu'ils découvrent Byron, en août 1825, avec une revue des « Derniers Jours de Lord Byron », le poète étant mort l'année précédente. Dès ce moment, le nom de Byron « devi[e]nt synonyme de toutes les interdictions et de toutes les audaces, comme suscitant la levée des inhibitions ». Branwell et Charlotte poussent ainsi l'un des héros de Verdopolis, Zamorna, à un comportement de plus en plus ambigu, marqué d'une part d'ombre qui va s'épaississant, évolution retrouvée chez Emily avec les personnages de son roman, où les habitants de « Wuthering Heights », cette grande et sinistre bâtisse secouée par les vents, font montre d'une perversité, d'une pauvreté d'esprit, d'une violence inouïes. Heathcliff lui-même va jusqu'à déclouer le cercueil de Catherine pour enlacer la morte, à la fois extrême témoignage d'amour et comble du macabre et de la morbidité. De même, dans Jane Eyre, le sombre Mr Rochester possède bien des traits le rapprochant d'un héros byronien.
D'autres œuvres ont marqué l'imagination des Brontë, les Mille et Une Nuits par exemple, qui leur inspire ces « Génies » (Genii) qu'ils sont eux-mêmes devenus au sein de leurs royaumes, et apporte une touche d'exotisme. Le romanesque de Walter Scott les séduit aussi et Charlotte s'exclame en 1834 : « Pour ce qui est de la fiction, lisez Walter Scott et lui seul ; tous les romans après les siens sont sans valeur ».

#### Le peintre John Martin

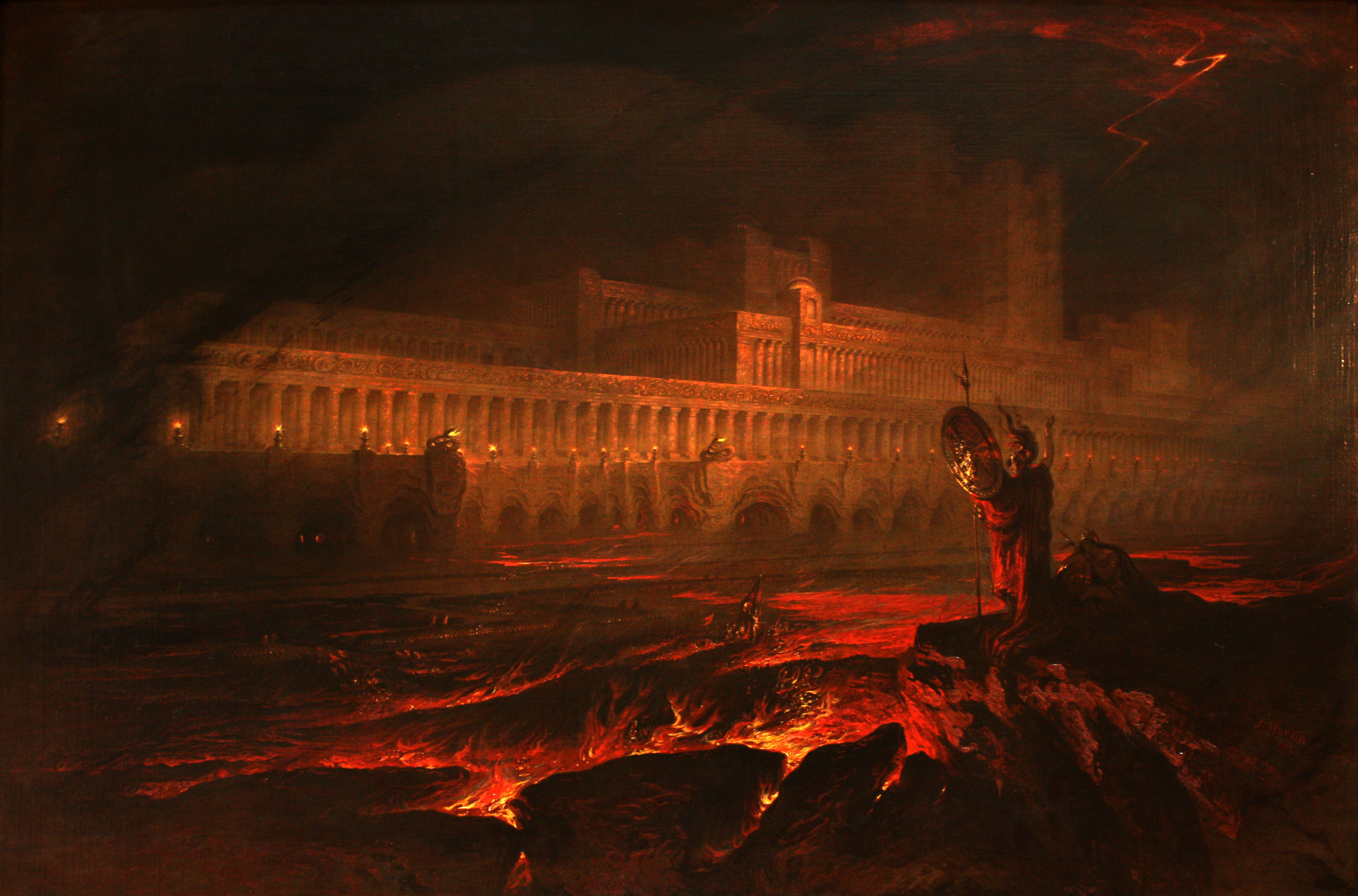
L'architecture fantastique de John Martin : Pandemonium, illustration du Pandémonium, inspiré de Paradise Lost, de John Milton (musée du Louvre).

Autre influence primordiale, le peintre John Martin, dont trois gravures en manière noire des années 1820 ornent les murs du presbytère : Le Festin de Balthazar (Belshazzar's Feast), Le Déluge, et Josué commandant au soleil de s'arrêter. Charlotte et Branwell en réalisent des copies, et leur architecture fantastique se reflète dans les monuments de Glass Town et d’Angria, où le peintre est lui-même mis en scène par Branwell.
L'une des œuvres majeures de Sir Edward de Lisle, personnage de la confédération, Les Quatre Genii en conseil, s'inspire directement de l'illustration de John Martin pour Paradise Lost de John Milton.

#### Réalisme et morale chez Anne

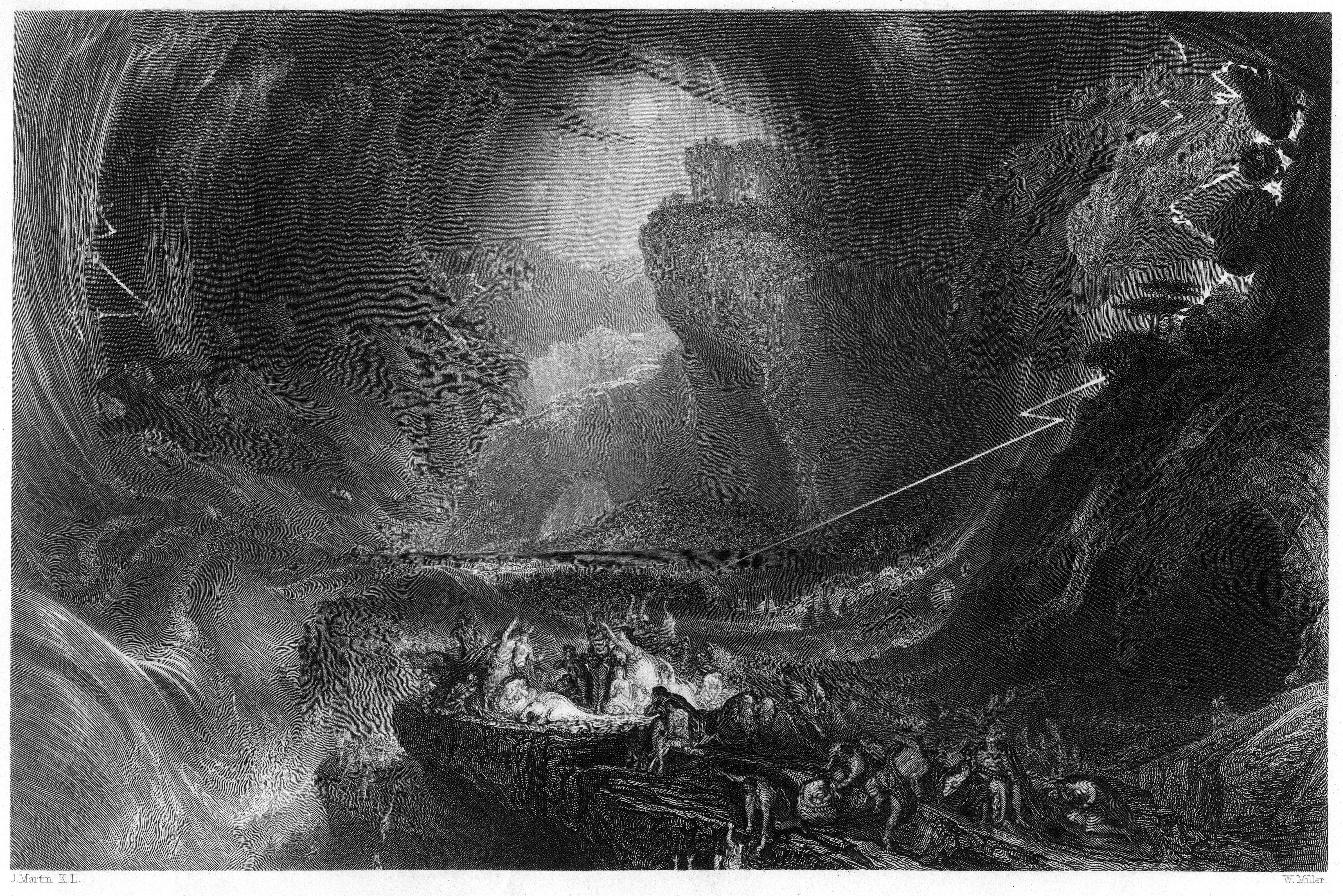
Gravure du Déluge, d'après John Martin.

Dans le cas d'Anne Brontë, les influences jouant sur Agnes Grey et The Tenant of Wildfell Hall sont moins nettes. Œuvres largement fondées sur son expérience de gouvernante et sur la déchéance de Branwell, elles témoignent de la conviction, héritée de Mr Brontë et de son enseignement biblique, qu'un livre doit édifier une leçon morale. Ce sens du devoir, cette obligation de témoigner, sont plus apparents dans The Tenant of Wildfell Hall, écrit après la mort de Branwell.
L'œuvre d'Anne, cependant, laisse elle aussi transparaître l'influence des romans gothiques d'Ann Radcliffe, d'Horace Walpole, de Gregory « Monk » Lewis ou de Charles Maturin, ainsi que celle de Walter Scott, ne serait-ce que par les exceptionnelles tribulations auxquelles l'héroïne, seule et abandonnée, se trouve soumise. La différence, c'est qu'elle résiste, non par des dons surnaturels, mais grâce à la force résignée de son tempérament.

#### Autres influences

##### Le parcours initiatique

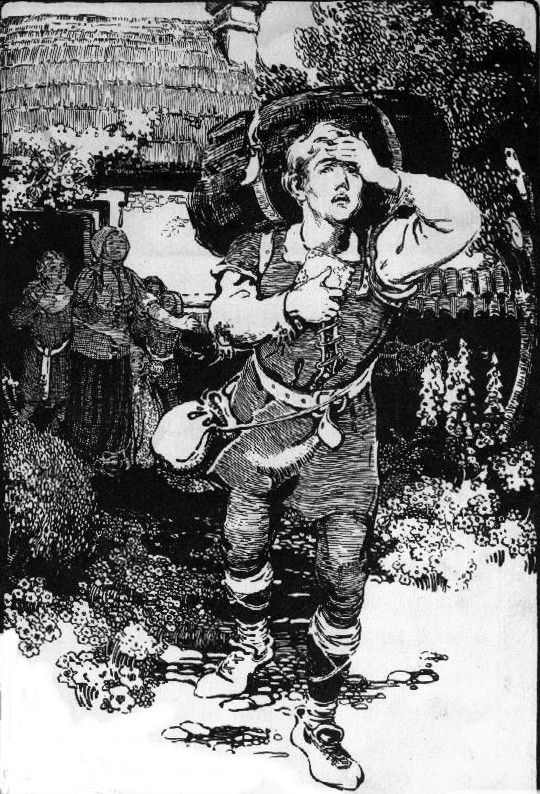
Christian, le pèlerin de John Bunyan.

Jane Eyre, Agnes Grey, puis The Tenant of Wildfell Hall, Shirley, Villette et même The Professor présentent, indépendamment du mode de narration choisi, une structure linéaire concernant un personnage principal qui s'avance sur le chemin de la vie pour trouver, après maintes tribulations, une forme de bonheur niché dans l'amour et la vertu. Il y a là un parcours initiatique semé d'obstacles rappelant les œuvres d'inspiration religieuse du XVIIe siècle comme le Pilgrim's Progress (Le Voyage du pèlerin) de John Bunyan (1628-1688), voire son Grace abounding to the Chief of Sinners (La Grâce prodiguée au plus grand des pécheurs).
De façon plus profane, le protagoniste suit un itinéraire picaresque, à l'honneur depuis Miguel de Cervantes (1547-1616) dans les lettres occidentales et, en particulier, au XVIIIe siècle anglais avec, par exemple, Daniel Defoe (1660-1731), Henry Fielding (1707-1764) et Tobias Smollett (1721-1771), tradition poursuivie au XIXe siècle avec la veine dite « from rags to riches » (« des guenilles à la richesse ») qu'ont illustrée presque tous les romanciers victoriens. Le héros, ou l'héroïne, est plongé par un hasard du sort dans la pauvreté et, après bien des difficultés, accède à un bonheur doré. Souvent, un artifice permet d'effectuer ce passage d'un état à l'autre, héritage inespéré, don mirifique, retrouvailles, etc. (voir Oliver Twist, David Copperfield, Les Grandes Espérances, pour ne citer que Charles Dickens), et c'est ce parcours qu'effectuent les personnages de Charlotte et d'Anne, même si la richesse gagnée relève plus du cœur que du porte-monnaie.

##### Un roman en tragédie grecque
Wuthering Heights tient une place à part. Outre les éléments gothiques déjà évoqués, il s'articule comme les tragédies grecques dont il « possède la musique », avec, en plus, la dimension cosmique des épopées de Milton et la puissance du théâtre shakespearien. On a évoqué à son sujet des échos de King Lear et même, quoique avec des personnages tout différents, de Romeo and Juliet, toutes références occultes sous-tendant le choc des forces et des passions qui s'y déchaînent.

### Gouvernantes par nécessité

#### Que faire?

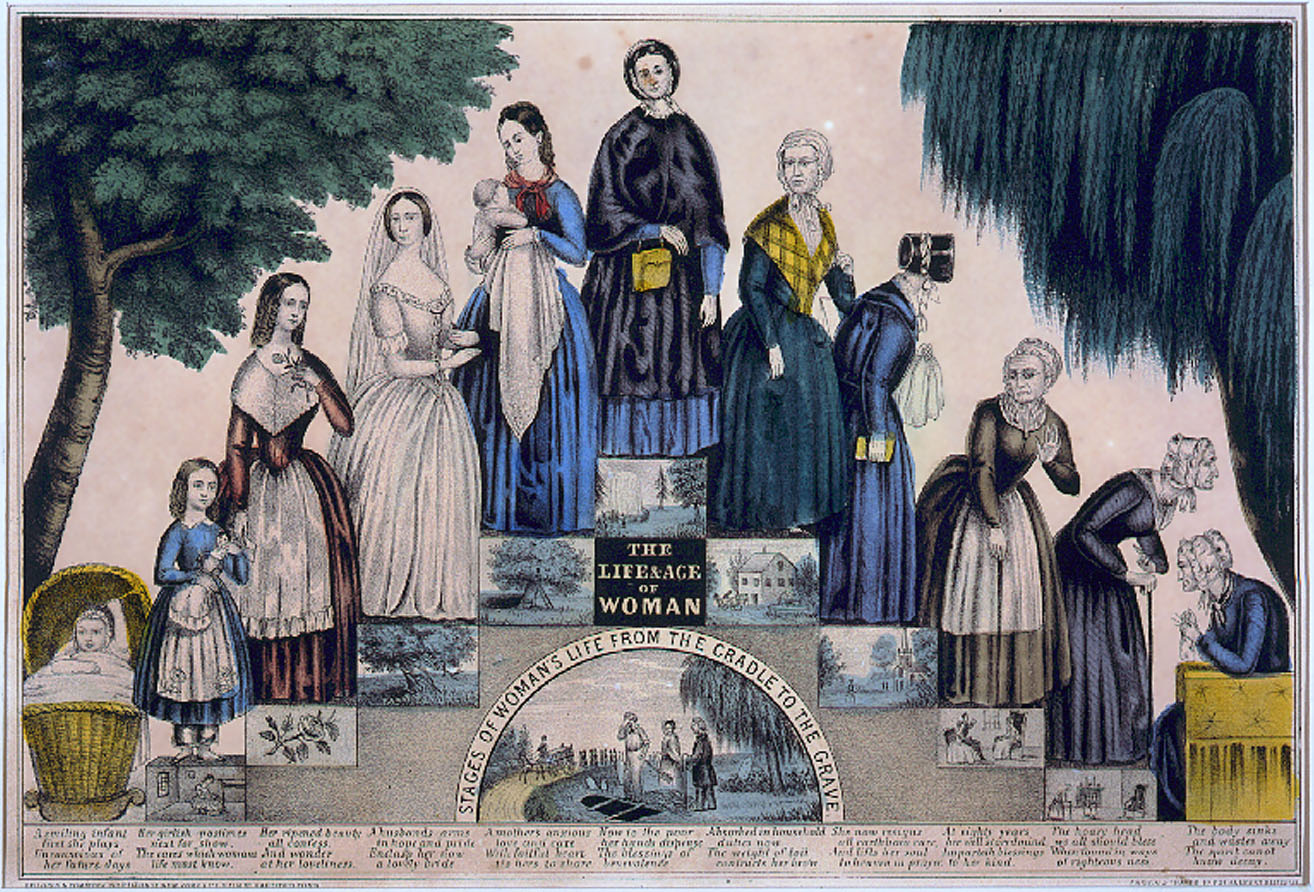
La vie d'une femme, telle qu'on l'imaginait dans le monde anglo-saxon des années 1840.

Que peut faire une femme qui n'est pas riche sans pour autant appartenir à la classe dite ouvrière, vouée aux travaux des champs et à devenir domestique ? Tel est le problème des sœurs Brontë qui, en dehors du cercle fermé de quelques familles amies, n'ont guère de contact avec la population. Elles figurent parmi les personnes de savoir, mais Mr Brontë a des émoluments modestes qui ne progressent pas. Les seules solutions envisageables sont un mariage honnête, à défaut d'être un bon parti, ce qu'elles ne recherchent pas, et deux professions : maîtresse d'école ou governess (en fait, préceptrice). Après l'échec de leur école, toutes se voient contraintes de se placer afin d'éduquer de jeunes enfants souvent rebelles, ou de rejoindre des établissements scolaires. Existe aussi la possibilité de devenir « dame de compagnie » auprès d'une femme riche et solitaire : c'est un pis-aller car la jeune fille devient souvent l'esclave de sa maîtresse, problème évoqué par Janet Todd à propos de Mary Wollstonecraft. Aucune des sœurs Brontë ne semble avoir envisagé semblable éventualité.

#### Charlotte et Anne placées

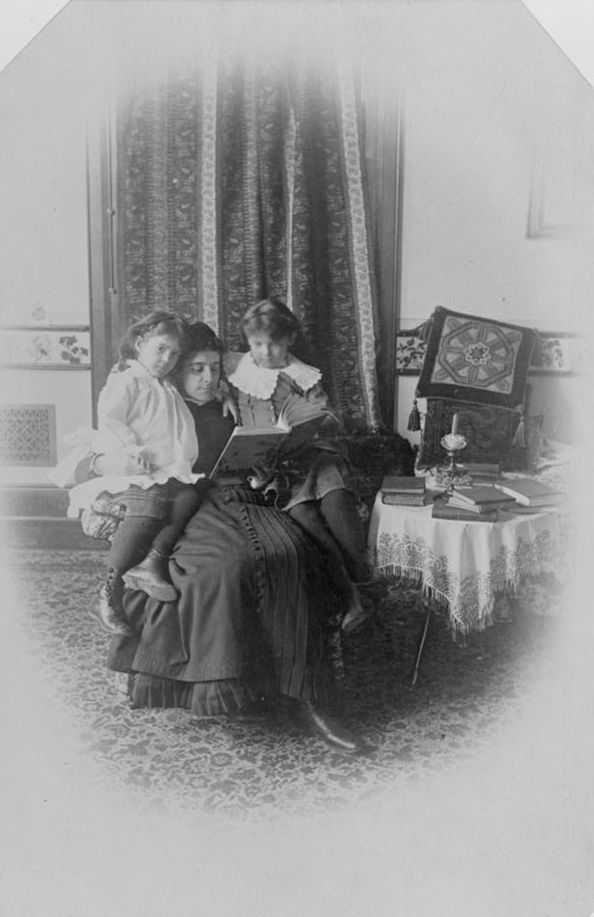
Gouvernante dans une riche famille anglo-saxonne de la seconde moitié du XIXe siècle.

Seule, Emily ne sera jamais gouvernante et sa tentative d'enseignement dans une école, celle de Miss Patchett à Law Hill, près de Halifax, où elle ne supporte l'exil que pendant six mois, est sa seule expérience professionnelle. Charlotte, en revanche, exerce plusieurs fonctions d'enseignante, à l'école de Miss Wooler et à Bruxelles chez les Heger. Elle devient aussi gouvernante chez les Sidgwick, Stonegappe, Lotherdale, où elle travaille pendant quelques mois en 1839, puis chez Mrs White, Upperhouse House, Rawdon, de mars à décembre 1841. De même Anne est gouvernante chez Mrs Ingham,, Blake Hall, Mirfield, d'avril à décembre 1839, puis chez Mrs Robinson, Thorp Green Hall, Little Ouseburn, près de York. Elle y fait embaucher son frère pour tenter de le stabiliser, mais son séjour tourne au désastre (voir : « Branwell Brontë», Un amour impossible).

### Charlotte: projet d'école pour jeunes filles

#### Nécessité oblige

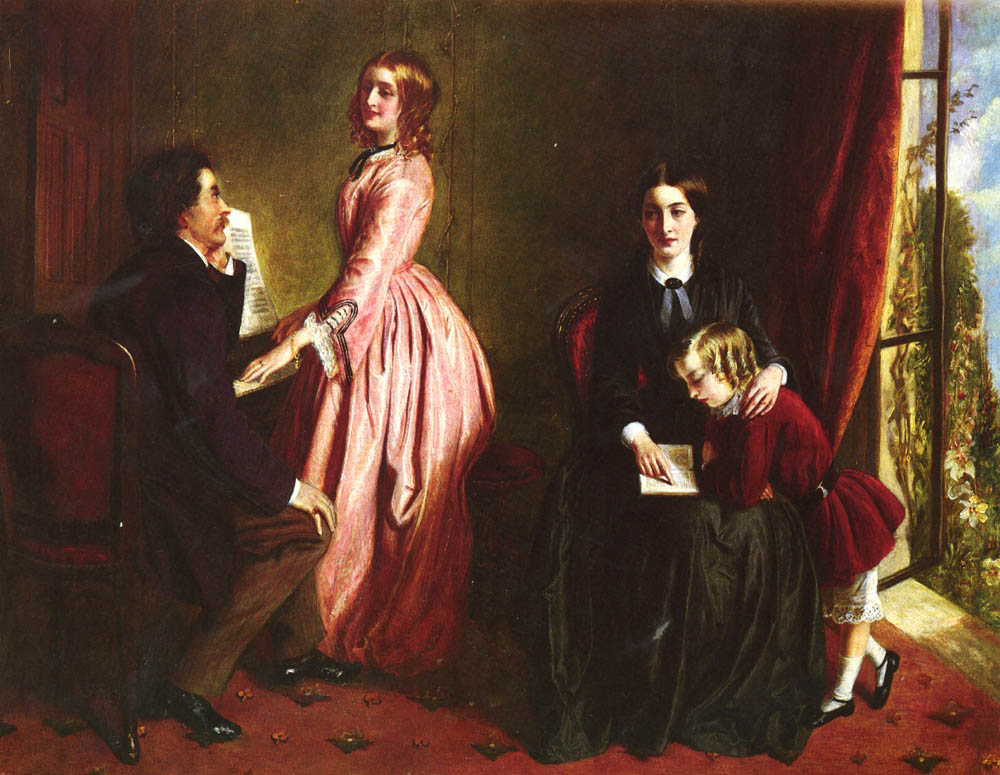
La Gouvernante, Rebecca Solomon, 1854.

Charlotte a une idée pour laquelle elle met tous les atouts de son côté. À juste raison selon son entourage, elle pense que ses sœurs et elle ont les capacités intellectuelles de fonder une école pour jeunes filles, le presbytère servant de logement et la « Sunday School » (« l'école du dimanche ») de salle de classe. Comme les élèves doivent pratiquer les langues vivantes, le départ à l'étranger est envisagé ; Bruxelles (où vit Mary) est préférée à Paris et Lille, qui sont rejetées par antipathie envers les Français, responsables de la Révolution et des guerres napoléoniennes. Sur la recommandation d'un pasteur de l'épiscopat de Bruxelles, M. Jenkins, qui recevra les pensionnaires à plusieurs reprises, la Belgique est donc retenue pour étudier le français, l'allemand et la musique. Charlotte s'ouvre de ce projet à Tante Branwell qui, bien que gérant sa petite fortune avec parcimonie, promet de l'aider.

#### Voyage à Bruxelles de Charlotte et d'Emily

##### Un professeur d'élite

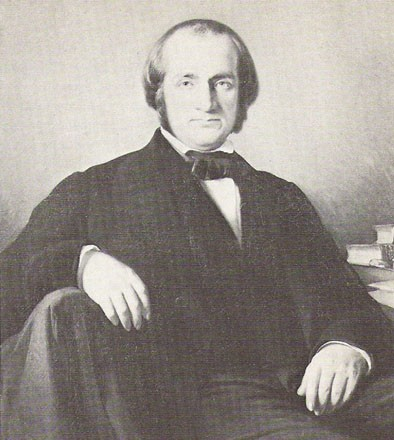
Portrait de Constantin Héger (vers 1865), l'amour secret de Charlotte Brontë lors de son séjour à Bruxelles en 1842 et 1843.

Emily et Charlotte, accompagnées de leur père, se rendent en février1842 à Bruxelles. Emily s'est laissé convaincre tant Charlotte était déterminée. Elles s'inscrivent au pensionnat de Monsieur et Madame Héger, rue d'Isabelle, pour six mois. Madame Claire Heger est la seconde épouse de Constantin Héger, et c'est elle qui a ouvert le pensionnat dont elle assure la direction, son mari ayant la responsabilité des classes supérieures de français. D'après l'une de ses anciennes élèves, Miss Wheelwright, « son intelligence tient du génie ». Il passionne son auditoire, exigeant beaucoup de lectures, des mises en perspective, des analyses structurées, dont on se fait une idée d'après ses commentaires en marge des dissertations de Charlotte et d'Emily rédigées pendant l'été de 1842. C'est une belle figure d'homme, aux traits réguliers, avec une chevelure abondante et des favoris très noirs, un regard enflammé lorsqu'il discourt sur les grands auteurs, dont il invite ses élèves à faire des pastiches sur des thèmes généraux ou philosophiques,.
Ses cours sont fort appréciés de Charlotte, et les deux sœurs se révèlent de très bonnes élèves, bien qu'Emily ne l'aime guère et se montre assez rebelle. Elle apprend l'allemand sans effort et brille au piano. À la fin des six mois, Mme Héger leur propose de rester sans frais en échange de certains cours. Après beaucoup d'hésitation, elles acceptent, non sans en avoir référé au presbytère et obtenu l'accord de leur père et de leur tante : Charlotte enseigne l'anglais, Emily la musique. Ni l'une ni l'autre ne se sentent proches de leurs élèves, Emily en particulier, dont on note le caractère entier et la rude pédagogie. Seule, l'une de ses élèves, Mlle de Bassompierre, alors âgée de seize ans, exprime plus tard son attachement à son professeur, sentiment réciproque puisque Emily lui offre, avec sa signature, le dessin d'un pin tourmenté par l'orage qu'elle a minutieusement détaillé.

##### Retour, puis Charlotte repart

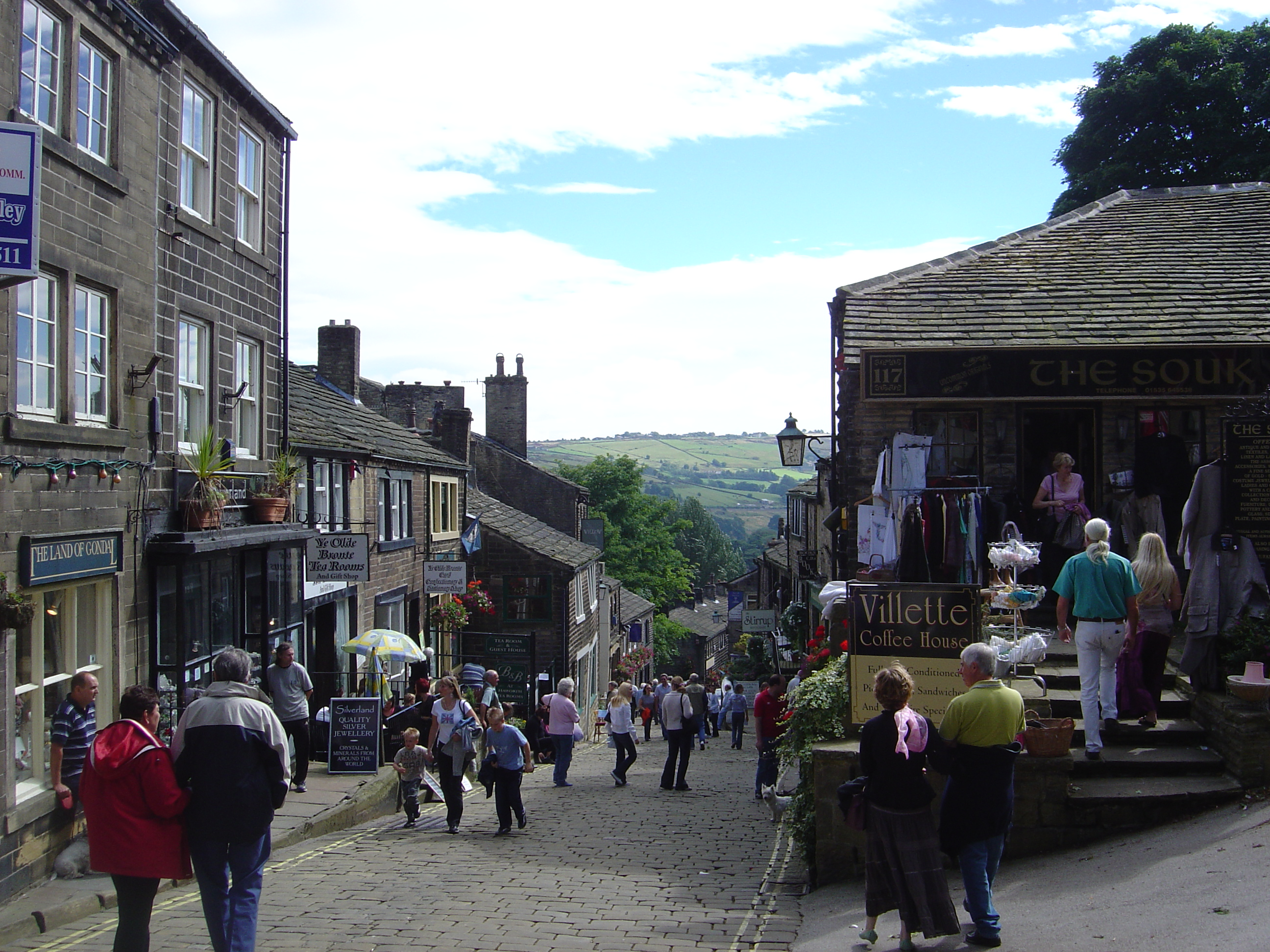
Haworth de nos jours, rue principale. On y note le souvenir des Brontë : Villette, The Land of Gondal

La mort de leur tante, en octobre de la même année, les contraint à rentrer à Haworth. Tante Branwell a laissé tous ses biens, également partagés, à ses nièces et à une cousine de Penzance, Eliza Kingston, ce qui annule la dette et apporte un petit pécule. Madame Héger renouvelle les postes au pensionnat, mais seule Charlotte repart en janvier 1843, Emily ayant refusé car elle préfère prendre la responsabilité des tâches ménagères. Monsieur Héger a une excellente opinion d'elle et aurait souhaité la recruter comme titulaire, déclarant plus tard qu'elle « avait un esprit d'homme, aurait pu être un grand navigateur, [qu'elle était] douée d'une faculté de raisonnement supérieure qui lui aurait permis de déduire des connaissances anciennes de nouvelles sphères du savoir, [que] son inflexible volonté aurait triomphé de tous les obstacles, aurait surmonté toutes les oppositions »,.

##### Charlotte s'en revient
Un an presque jour pour jour plus tard, éprise depuis quelque temps sans la moindre réciprocité de son professeur, Charlotte doit démissionner et revenir à Haworth. Sa vie à Bruxelles a connu des tourments : madame Heger n'a pas vu son attachement d'un très bon œil, elle s'est aventurée dans la cathédrale Sainte Gudule et, après beaucoup d'hésitation, a franchi le seuil d'un confessionnal. La tentation d'une conversion au catholicisme, religion de son professeur, l'a effleurée, mais sans suite.
La vie à Haworth est encore plus difficile qu'avant son départ, M. Brontë perdant la vue ; sa cataracte est pourtant opérée avec succès à Manchester, et c'est en cette ville, en août 1846, alors qu'elle veille à son chevet, que Charlotte commence Jane Eyre. Branwell sombre dans une rapide déchéance ponctuée de drames, ivresse, stupeur pathologique, incendie de son lit, délires,, et, en partie à cause de sa fâcheuse réputation, le projet d'école doit être abandonné.
Charlotte écrit quatre longues lettres très personnelles et ambiguës à monsieur Heger, restées sans réponse. Il les déchire et les jette à la corbeille, d'où elles sont récupérées par son épouse qui les range dans son coffret à bijoux. Lorsque Mrs Gaskell prépare sa biographie, elle se rend à Bruxelles et monsieur Heger lui en montre quelques-unes, sans le moindre commentaire. En 1913, le fils et la fille Heger, dont les parents sont décédés, les offrent au British Museum.

## Les années de la maturité: carrières littéraires

### Première publication:Poems, «by Currer, Ellis and Acton Bell»

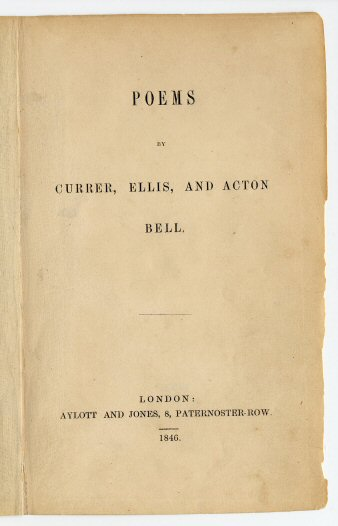
Publication en 1846 des poèmes des sœurs Brontë, sous leurs pseudonymes de Currer (Charlotte), Ellis (Emily) et Acton (Anne) Bell.

#### Le conseil du poète-lauréat
Charlotte, qui a de l'ambition comme son frère (mais le tient à l'écart de ses projets), écrit au « Poète lauréat » (poète officiel) Robert Southey pour lui soumettre quelques poèmes. La réponse se fait attendre et, lorsqu'elle parvient au presbytère, n'apporte rien de bon. Robert Southey, grande figure du Romantisme, aussi illustre en son temps, bien que son étoile ait quelque peu pâli depuis, que Wordsworth et Coleridge, partage les préjugés de son époque. Il répond en effet : « La littérature ne peut être l'affaire de la vie d'une femme, et elle ne saurait l'être. Plus elle se consacre aux devoirs qui lui incombent, moins elle aura le loisir de la pratiquer, même au titre d'un talent ou d'un divertissement. »

#### Felix culpa
Pourtant, Charlotte ne se décourage pas, et le hasard lui vient en aide. Un jour de l'automne 1845, seule dans la salle à manger, elle remarque un carnet resté ouvert dans le tiroir du pupitre portatif d'Emily et « de l'écriture de ma sœur Emily ». Et elle lit, éblouie, écrira-t-elle, par la profondeur et la beauté de poèmes qu'elle ne connaît pas. Cette découverte est ce qu'elle décrit, cinq années plus tard, dans un court récit d'où, selon Juliet Barker, elle gomme l'excitation qu'elle a ressentie, comme « plus qu'une surprise […], une conviction profonde que là se trouvaient des effusions hors du commun, une poésie tout à fait différente de celle qu'écrivent d'habitude les femmes. J'ai jugé ces poèmes condensés, ramassés, vigoureux et authentiques. À mon oreille, leur chant avait quelque chose de singulier - sauvage, mélancolique et portant à l'élévation »). Dans le paragraphe suivant, Charlotte relate la réaction indignée de sa sœur si exclusive, sur le territoire de laquelle « nul ne pouvait s'aventurer impunément ». Il lui fallut « des heures pour l'apaiser et des jours pour la convaincre ».

#### Trois «Bell» au masculin

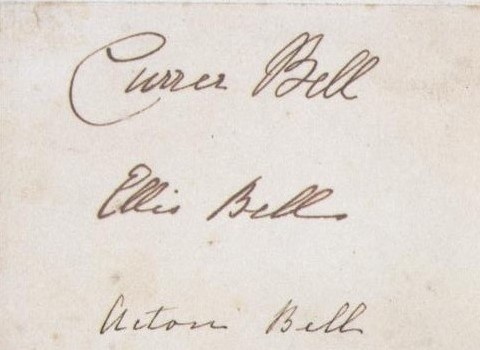
L'unique specimen des trois signatures de « Currer, Ellis et Acton Bell ».

Ce dont Emily doit être convaincue, c'est que ses poèmes méritent d'être rendus publics. Charlotte envisage une publication conjointe à trois. Anne se laissant facilement gagner au projet, c'est aussitôt l'émulation. Une fois les manuscrits sélectionnés, vingt-et-un pour Anne, autant pour Emily, et dix-neuf pour elle, Charlotte se met en quête d'un éditeur ; elle prend conseil auprès de William et Robert Chambers d'Édimbourg, responsable d'une de leurs revues préférées, le « Chambers's Edinburgh Journal », qui recommande (est-il admis, mais sans preuve documentée), Aylott & Jones, une petite maison d'édition du 8, Paternoster Row, Londres. Ils acceptent, mais à compte d'auteur, tant le risque commercial leur semble grand. L'ouvrage paraît en 1846 sous des pseudonymes masculins, Currer pour Charlotte, Ellis pour Emily, et Acton pour Anne, prénoms peu courants mais suivant les initiales de chacune. Le patronyme retenu après plusieurs essais, Bell, est sans doute inspiré par celui du vicaire Arthur Bell Nicholls, en fonction depuis le 18 mai 1845, alors que le projet de publication est déjà avancé.

#### Une réception très confidentielle
Le livre n'attire guère l'attention, trois exemplaires seulement sont vendus, dont un à un habitant de Cornmarket, à Warwick, Fredrick Enoch, qui, admiratif, écrit à l'éditeur pour obtenir un autographe, seul document portant l'écriture des trois auteurs avec leur pseudonymes réunis l'un sous l'autre, et elles retournent à la prose, produisant chacune un roman l'année suivante. Les jeunes filles travaillent toujours en secret. Leur père apprend l'existence de Jane Eyre après sa publication et dit tout de go aux filles : « Charlotte's published a book and it's better than likely! » (« Charlotte a publié un livre et il est meilleur qu'on aurait pu le penser ! »). Elles discutent inlassablement de leurs écrits en tournant, bras dessus, bras dessous, autour de la table de la salle à manger après que Mr Brontë a ouvert la porte à 21 heures tapantes, lancé un rapide « Don't stay up late, Girls ! » (« Ne vous couchez pas tard, les filles ! »), puis remonté l'horloge au tournant des marches et gagné sa chambre.

### 1847, l'année somptueuse

#### Parutions

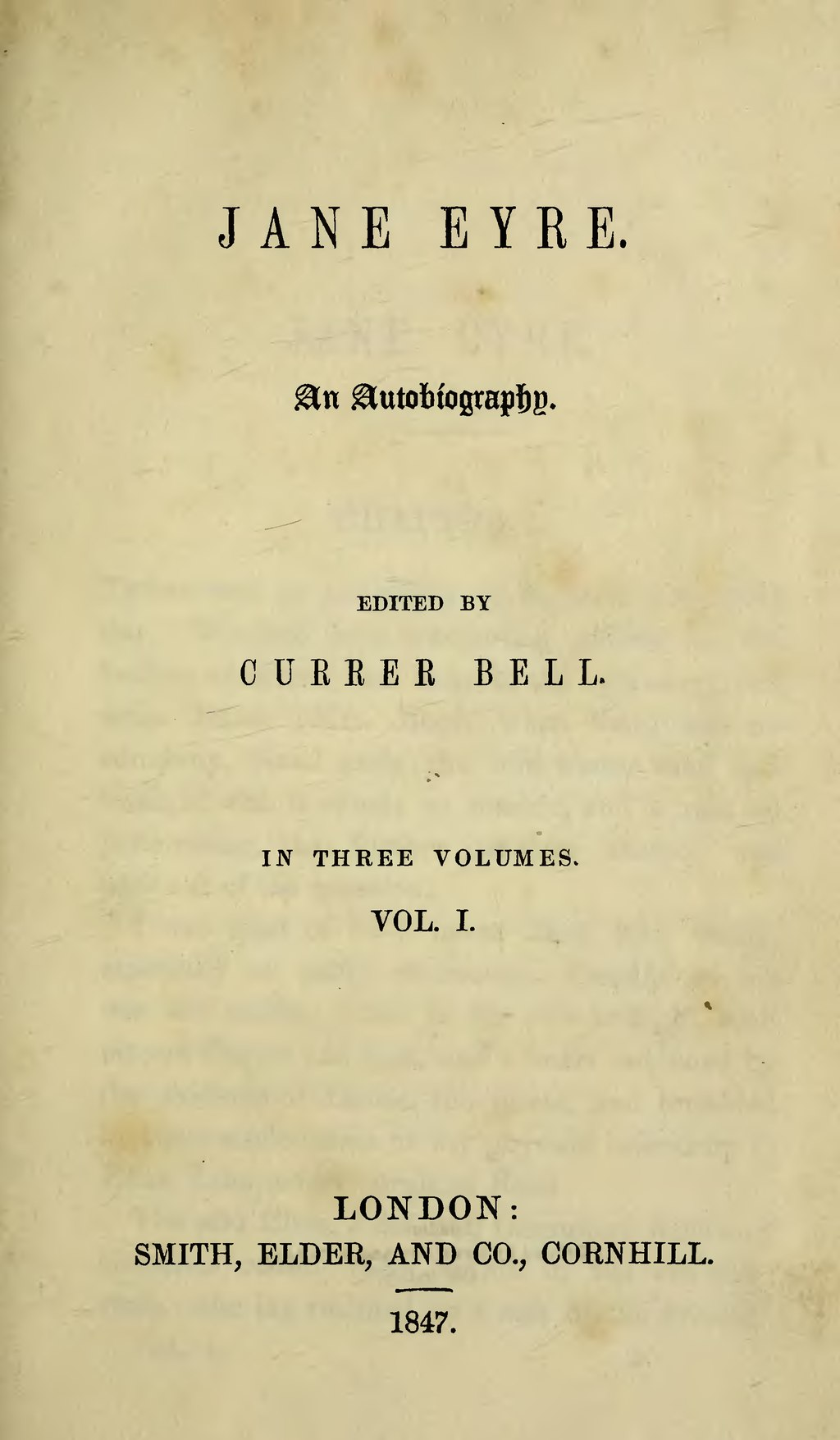
Page de titre de Jane Eyre, « edited by Currer Bell ».

Jane Eyre, de Charlotte, Wuthering Heights (Les Hauts de Hurlevent), d'Emily, et Agnès Grey, d'Anne, paraissent en 1847, sous leur pseudonyme de Bell. Le manuscrit de Charlotte connaît bien des tribulations pour trouver un éditeur, revenant souvent au presbytère où il reçoit une nouvelle adresse qui s'ajoute aux autres, une douzaine en un an,. Finalement, il est accepté par Smith, Elder & Co de Londres, dont le propriétaire George Smith (il a 23 ans et sa maison est spécialisée dans les revues scientifiques), aidé de son lecteur William Smith Williams — Mr Williams pour Charlotte), restera à jamais fidèle. Ceux d'Emily et d'Anne sont confiés à Thomas Cautley Newby qui entend, à compte d'auteur, composer a three-decker (« un roman à trois ponts »), plus rentable à la vente et surtout au prêt dans les circulating libraries (bibliothèques de prêt), les deux premiers comprenant Wuthering Heights, et le troisième Agnes Grey.
Les romans attirent une grande attention. Pour celui d'Emily, on critique l'originalité du sujet et de la narration, on est outré aussi par sa violence et son apparente immoralité, sûrement, écrit-on, l'œuvre d'un homme sans foi ni loi ; la réaction est assez neutre concernant Agnes Grey, mais plus flatteuse, quoique certains dénoncent un livre « totalement déplaisant » (thoroughly unpleasant),, « une atteinte à la morale et aux bonnes mœurs » émanant d'« un dépravé », pour Jane Eyre qui connaît bientôt un grand succès.

#### Fin de l'anonymat
Jane Eyre établit la réputation de Charlotte de façon fulgurante. En juillet 1848, elle décide de rompre l'anonymat. Anne et elle (Emily a refusé de les suivre) se rendent à Londres par le train pour prouver à Smith, Elder & Co que chaque sœur est bien un auteur indépendant, Thomas Cautley Newby, l'éditeur de Wuthering Heights et de Agnes Grey, ayant fait courir la rumeur que les trois romans étaient l'œuvre de la même personne, sous-entendu Ellis Bell (Emily). George Smith est extrêmement surpris de se trouver en face de deux petites femmes gauches, des provinciales empruntées et mal fagotées, paralysées par la peur, qui, pour s'identifier, lui tendent une de ses lettres adressée à Messrs. Acton, Currer et Ellis Bell ; revenu de sa surprise, il les reçoit aussitôt chez sa mère avec tous les égards dus à leur talent, les invitant même à l'opéra de Covent Garden, pour une représentation du Barbier de Séville de Rossini,.

### Charlotte dans la lumière

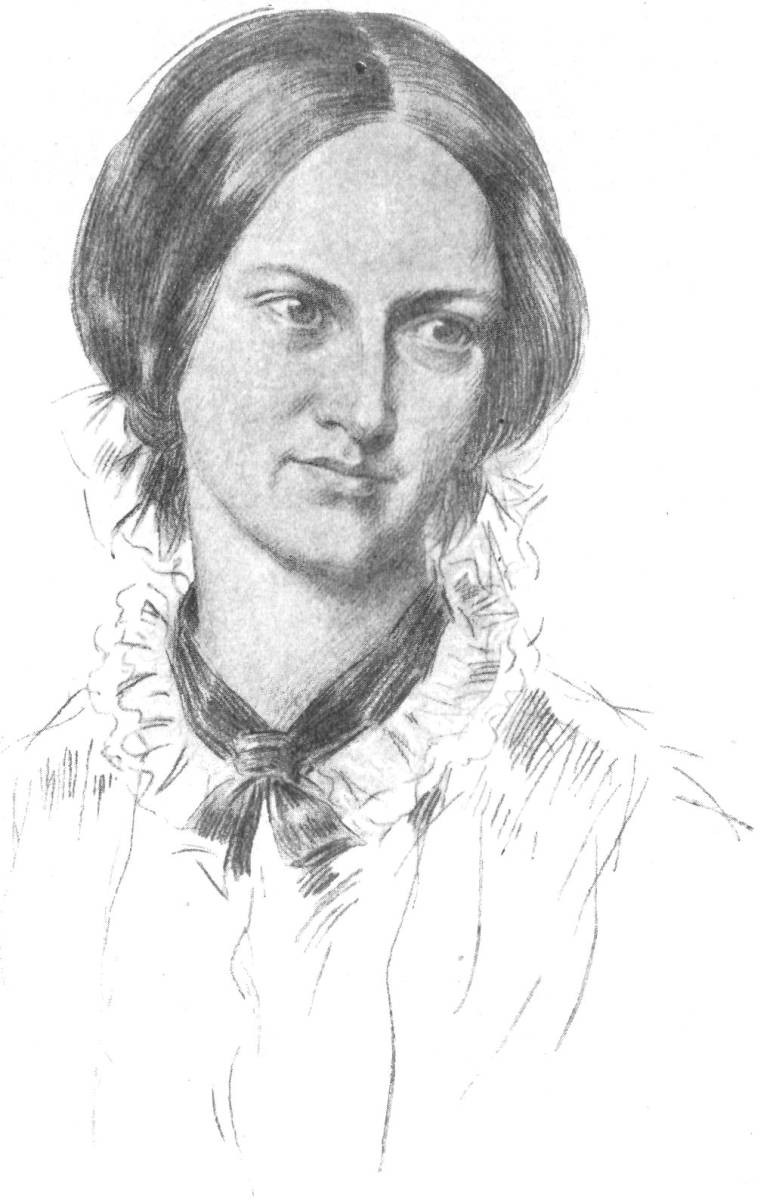
Charlotte Brontë, probablement par George Richmond (1850).

Après le succès de Jane Eyre, Charlotte, pressée par George Smith, voyage ; à Londres surtout, mais également à Édimbourg avec lui. Malgré son extrême timidité qui la confine aux monosyllabes, elle est fêtée et rencontre de grands écrivains : Harriet Martineau, qui la reçoit plus tard en sa propriété The Knoll, à Ambleside dans le Lake District, où elle voisine avec William Wordsworth, George Henry Lewes aussi, le compagnon de George Eliot, qu'elle réprimande pour une malencontreuse remarque sur Jane Eyre, ou encore Charles Dickens, peu intéressé et qu'elle n'apprécie pas. Sa notoriété lui apporte également l'amitié de Mrs Gaskell, chez qui elle se rend plusieurs fois à Manchester et qui séjourne au presbytère.

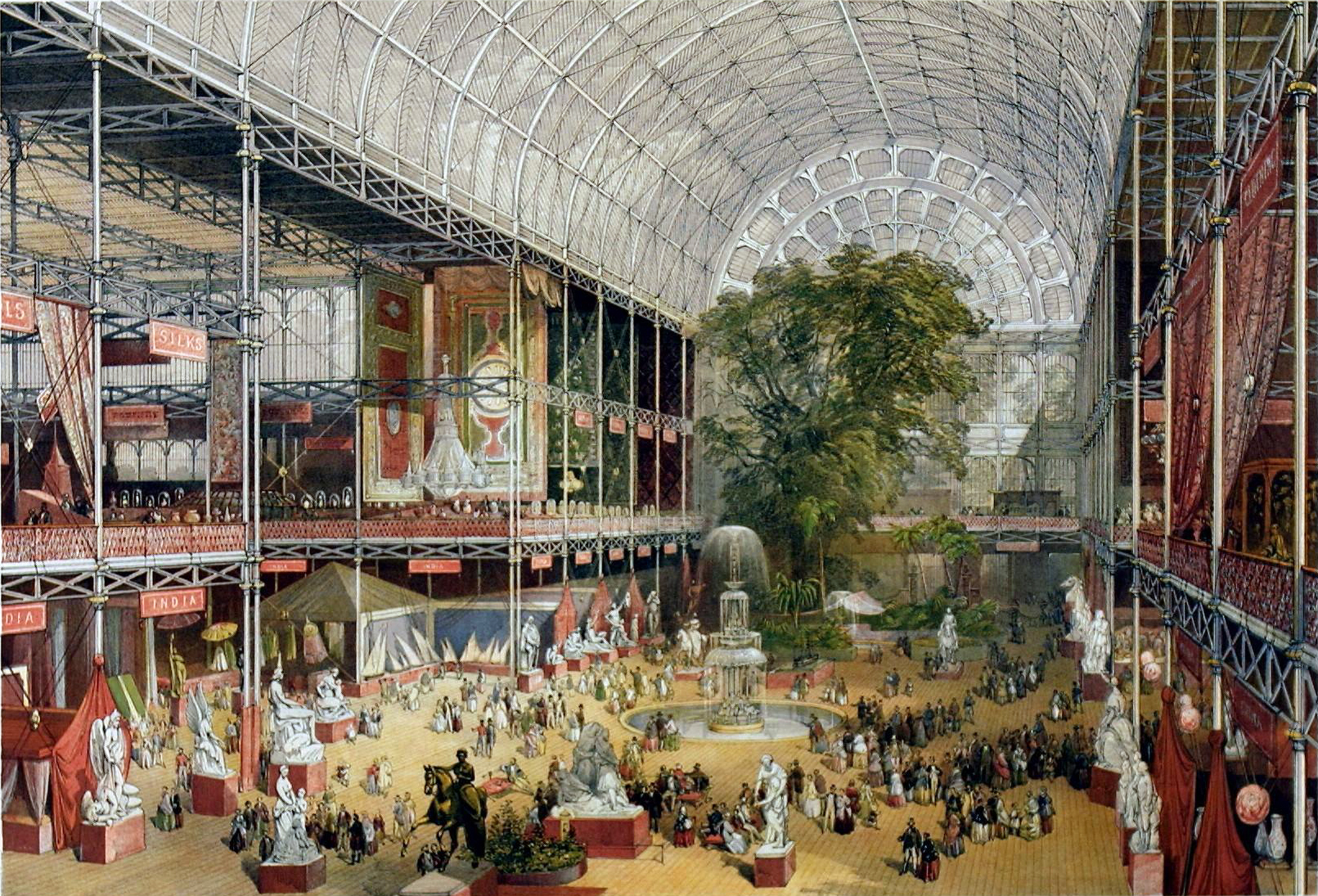
Intérieur du Crystal Palace, lors de l'Exposition universelle de 1851, à Londres.

Elle admire Thackeray, dont le portrait peint par Samuel Laurence (en fait une reproduction par F. Holl, cadeau de George Smith), orne la salle à manger, et aux conférences duquel elle se rend plusieurs fois. Lors d'une présentation à sa propre mère, Thackeray annonce, après une petite mise en scène et en grande pompe, l'entrée de Charlotte sous le nom de « Jane Eyre ». Furieuse et mortifiée, elle le prend à part pour le sermonner, faisant remarquer que ni sa dignité de femme, ni sa qualité d'auteur n'autorisent cet amalgame. Thackeray est un homme de grande taille et Charlotte une petite femme de 4 pieds 9 pouces (1,45 m), selon le menuisier qui a fabriqué son cercueil. On a raconté que leurs silhouettes s'agitaient derrière la vitre, et que Charlotte, la tête renversée, ressemblait à une volaille en colère.
En 1850, le peintre George Richmond, de Londres, réalise son portrait, lui aussi accroché dans la salle à manger, dont Ellen Nussey regrette les traits adoucis, le nez raccourci, la mâchoire arrondie.
En 1851, elle visite l'Exposition universelle (The Great Exhibition) et le Crystal Palace, immense palais de verre. Elle publie Shirley en 1849 et Villette en 1853.

### Son mariage et son décès

Photographie présumée de Charlotte Brontë, en 1854, l'année de son mariage,.

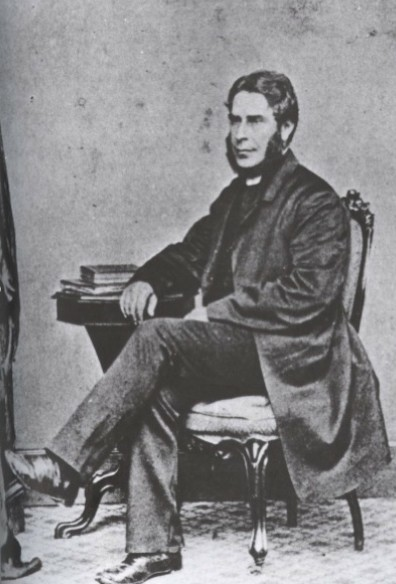
Portrait d'Arthur Bell Nicholls, à l'époque de son mariage avec Charlotte Brontë, en 1854.

Les sœurs ont pour habitude de s'amuser des vicaires qu'elles rencontrent. Le révérend Arthur Bell Nicholls (1818-1906) est vicaire à Haworth depuis sept ans et demi lorsque, contre toute attente, le 13 décembre 1853, il propose le mariage à Charlotte. Cette dernière, quoique impressionnée par sa dignité et sa voix sonore, le trouve rigide et conventionnel, plutôt étroit d'esprit « comme tous les autres vicaires », écrit-elle à Ellen Nussey, et décline son offre. Commence alors une période mouvementée de plusieurs mois, pendant lesquels Nicholls, poursuivi par la colère de Mr Brontë, quitte ses fonctions. Pourtant, ses sentiments ayant peu à peu évolué et son père s'étant laissé convaincre, Charlotte finit par l'épouser le 29 juin 1854. Prétextant de la fatigue, Mr Brontë n'assiste pas à la cérémonie en sa propre église et c'est Miss Wooler qui conduit Charlotte à l'autel.
Dès le retour de son voyage de noces en Irlande où elle a été présentée à sa belle-famille, sa vie change du tout au tout. Elle s'acquitte, presque à temps plein, de ses devoirs d'épouse et écrit à ses amies que Mr Nicholls est bon et attentionné. Pour autant, elle éprouve une terreur sacrée de sa nouvelle condition, confiant dans une lettre du 19 juin 1854 à Ellen Nussey : « […] Vraiment, vraiment, Nell, c'est une chose solennelle, étrange et périlleuse pour une femme de devenir une épouse ».
Elle décède l'année suivante, en 1855, à 39 ans, pratiquement au même âge que sa mère, officiellement de la tuberculose ; ont été aussi avancées les hypothèses d'une typhoïde ou une complication de grossesse à ses débuts.
À la demande de Mr Brontë, Mrs Gaskell écrit la première biographie de Charlotte (1857), aidant à créer le mythe d'une famille de génie maudite, au sein d'une solitude douloureuse et romantique, témoignage aujourd'hui controversé. Pourtant, Mrs Gaskell a bien connu la famille, séjourné plusieurs fois à Haworth, reçu Charlotte chez elle à Plymouth Grove, Manchester, et est devenue son amie.

### L'œuvre de Charlotte

#### Romans
- Jane Eyre : An Autobiography (Jane Eyre : une autobiographie) (1847)[197]. Jane Eyre est un roman complexe qui traite d'une histoire d'amour tourmentée, mais expose aussi des mythes profonds de l'humanité qu'on trouve dans John Bunyan (le pèlerin qui avance, chute et retrouve la lumière), John Milton (le paradis perdu puis retrouvé) et la Bible (voir Les influences). Par exemple, le roman possède une structure fondée sur l'exil et le retour[198], mythe princeps du Christianisme (la vie, la mort, la résurrection). D'un strict point de vue psychologique et sociologique, Jane Eyre présente une héroïne qui, après avoir été dominée par un quatuor masculin, John Reed, Mr Brocklehurst, Mr Rochester et enfin St John Rivers, décide de prendre son destin en main et de n'obéir qu'à ses propres choix. En cela, elle présente un type de femme non conforme au modèle victorien. Comme l'écrit Ian Emberson, « Those who consider Jane Eyre as primarily a feminist novel have much to support them » (« Ceux qui considèrent « Jane Eyre » comme un roman essentiellement féministe disposent de beaucoup d'éléments en faveur de leur thèse »)[199].
- Shirley[200] (1849) est, à certains titres, un roman dit « condition of England », de la veine de ceux de Mrs Gaskell. Emily aurait servi de modèle à l'héroïne, Shirley Keeldar. Charlotte Brontë a écrit à Mrs Gaskell que Shirley représentait ce qu'Emily serait devenue si elle s'était trouvée dans des conditions de « bonne santé et de prospérité ». En fait, à part la relation que le personnage entretient avec son chien Tartar, son caractère énergique et entier, son courage physique, son surnom de « Captain », le personnage ne dit pas grand-chose sur son présumé modèle[201]. De plus, Ellen Nussey y serait représentée sous les traits de Caroline Helstone. C’est un tableau de mœurs, décrivant le monde de la manufacture en crise sociale (inspiré par la révolte des Luddites de 1812), mais où les vicaires (curates) anglicans, peints avec ironie et humour, jouent aussi un rôle[202].
- Villette[203] (1853) trouve son origine dans l’expérience professionnelle et platoniquement amoureuse de Bruxelles, déjà exploitée dans The Professor. C'est une œuvre touchant à la condition féminine, les choix qui s'offrent, les métiers accessibles. À cela s'ajoute la description de conflits entre le Protestantisme de l'héroïne, Lucy Snowe, et le monde catholique de la Belgique qui l'entoure. L'amour que sent naître et grandir Lucy pour un professeur catholique, M. Paul Emmanuel, laisse espérer une issue heureuse. Le livre, cependant, s'achève sur une crise portant en elle l'incertitude, puisque est laissé au lecteur le soin de décider si M. Paul Emmanuel, parti pour les Antilles, revient épouser l'héroïne ou se noie lors du naufrage de son bateau[204].
- The Professor (Le Professeur)[205] (1857), publié par Smith, Elder and Co à titre posthume, à l'initiative et avec une courte postface d'Arthur Bell Nicholls, est le premier roman de Charlotte, qu'aucun éditeur n'avait accepté en 1847. C'est le moins réussi, faussé qu'il est par le point de vue choisi, une autobiographie au masculin fondée sur l'expérience de Bruxelles. Lorsqu'elle l'a écrit, Charlotte ne disposait pas des moyens psychologiques et littéraires pour adopter une vision d'homme qui parût crédible[206].

#### Fragments incomplets
Il s'agit d'ébauches non révisées, qui, Emma excepté (cf. ci-dessous), ont été publiées très récemment :
- Ashford, écrit entre 1840 et 1841, où certains personnages d’Angria se trouvent transposés dans le Yorkshire et incorporés à une action réaliste ;
- Willie Ellin, entrepris après Shirley et Villette, et auquel Charlotte travaillera assez peu, de mai à fin juin 1853, histoire en trois parties restées mal liées et dont l'action est, à ce stade, très obscure ;
- The Moores (Les Moore), ébauche de deux courts chapitres avec pour personnages deux frères, Robert Moore, dominateur, et John Henry Moore, intellectuel maniaque ;
- Emma, publié en 1840, avec une introduction de Thackeray dans laquelle il évoque plus l'auteur que le texte, que Charlotte semble avoir commencé après que Mr Nicholls a demandé sa main, et poursuivi tant qu'elle en a eu la force. C'est un fragment qui, sans doute, aurait abouti à un roman d'envergure égale à ceux qui avaient précédé[207] ;
- The Green Dwarf (Le Nain vert), publiée en 2003, est un récit vraisemblablement inspiré par The Black Dwarf (Le Nain noir) de Walter Scott, dont Charlotte aimait les œuvres, avec une trame historique dans laquelle l'imagination et l'énergie créatrices surpassent parfois celles des romans achevés. Lady Emily Charlesworth est amoureuse de Leslie, artiste à la peine ; Lord Percy, aristocrate farouche et arrogant, met tout en œuvre pour conquérir la belle. La guerre éclate entre Verdopolis (capitale de la confédération de Glass Town) et le Sénégal, et les amoureux se battent pour Lady Emily. La politique, les subterfuges de l'amour, les paysages gothiques, la brièveté de la nouvelle sont garants de son mouvement qui ne connaît ni digression ni relâchement[208].

### Branwell Brontë

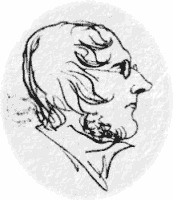
Autoportrait de Branwell Brontë.

#### Un garçon prometteur
Patrick Branwell Brontë (1817–1848), est considéré par son père et ses sœurs comme un génie. Il est capable d'écrire deux lettres différentes simultanément, l'une de la main droite et l'autre de la main gauche, talent qu'il exhibe souvent à l'auberge du village, The Black Bull, où on l'appelle pour divertir les visiteurs et où on le rétribue par de larges rasades qu'il ne refuse pas. Garçon intelligent et doué, il s'intéresse à la mécanique, à la musique, à l'histoire, aux langues de l'Antiquité et surtout à la littérature, servant souvent de moteur dans la construction des royaumes imaginaires. Il possède aussi un bon coup de pinceau pour lequel, encouragé par son père, il aura quelques velléités.

#### La faiblesse de caractère

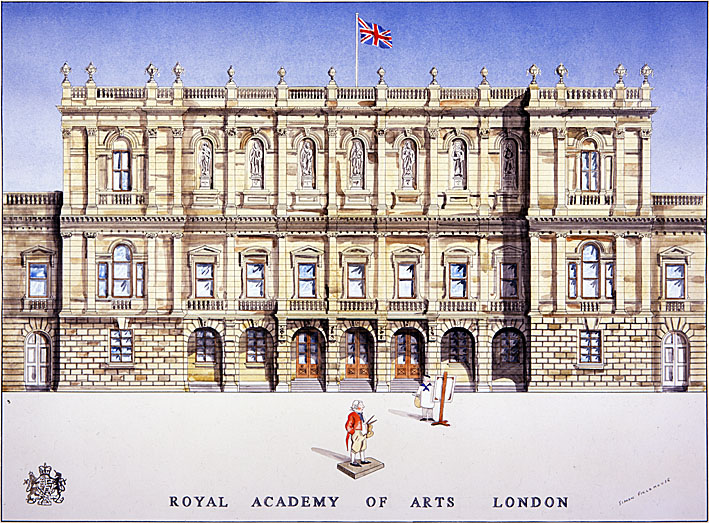
La Royal Academy of Arts, où Branwell aurait dû aller étudier la peinture, lui préférant la fréquentation des estaminets.

Pour tenter de se faire un nom comme peintre, profession lucrative si l'on a des commandes de riches clients, il part à Londres pour la Royal Academy of Arts qu'il ne fréquente pas, ayant préféré dilapider en quelques jours la somme remise par son père. Il essaie ensuite d'assurer de petites responsabilités à la Compagnie des Chemins de Fer exploitant la nouvelle ligne Leeds-Manchester, mais il finit par être exclu pour négligence dans la tenue des comptes. Très vite, il sombre dans l'alcool et le laudanum, incapable de retrouver son équilibre. Emily va souvent le chercher au Black Bull, situé en contrebas du presbytère et de la Sunday School, et le ramène, ivre, jusqu'à son lit.

#### Un amour impossible
Anne, alors gouvernante chez les Robinson à Thorp Green Hall près de York, le fait engager en janvier 1843 comme précepteur du jeune Edmund. Elle quitte son poste en juin et, un mois plus tard, Branwell est renvoyé avec fracas par Mr Robinson qui l'accuse d'entretenir une liaison avec son épouse et jure de le briser. Cette liaison est attestée par tous les biographes à l'exception de Mrs Gaskell. Les recherches ultérieures ont avancé l'hypothèse que Branwell ait été père d'un enfant naturel,. Branwell aurait éprouvé un amour sincère envers cette femme mariée de la grande bourgeoisie terrienne, et son retour à Haworth le plonge dans une immense détresse qu'il noie dans la boisson et la drogue. Il garde l'espoir que Mrs Robinson divorce et se remarie avec lui, mais le décès brutal de Mr Robinson met un terme à cette possibilité dont on ne sait si elle avait l'assentiment de l'intéressée, puisque le testament stipule que la veuve hérite des biens à la condition qu'elle n'ait plus de contact avec Branwell Brontë.

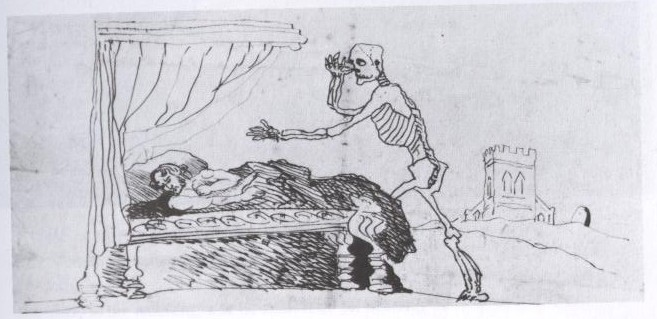
Caricature de Branwell Brontë par lui-même, au lit et convoqué par la mort (vers 1847).

#### La déchéance et la mort
Après quelques années de déchéance, puis des mois de souffrances, il meurt à Haworth le 24 septembre 1848, d'une tuberculose diagnostiquée trop tard à laquelle son corps usé et affaibli par le delirium tremens ne peut résister. À son décès, son père ne peut que répéter « My brilliant boy » (« Mon brillant fils »), alors qu'Emily, lucide mais toujours d'une totale loyauté, a écrit de lui qu'il était « hopeless » (« bon à rien »).

#### L'œuvre à peine ébauchée

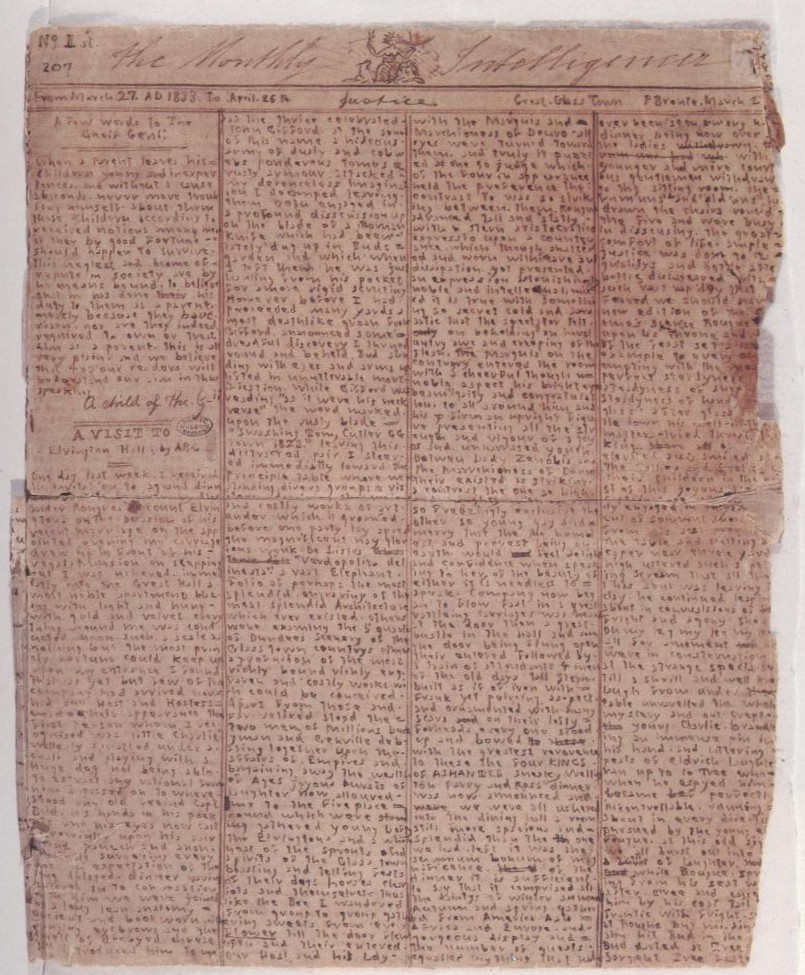
L'édition du mois d'avril 1833 du Monthly Intelligencer, le mensuel de Glass Town, Juvenilia, édité par Branwell.

Branwell est l'auteur de Juvenilia, Glass Town et Angria, écrits avec sa sœur Charlotte, de poèmes, de certains textes en prose ou en vers, tel Real Rest publié par le Halifax Guardian le 8 novembre 1846 sous le pseudonyme de « Northangerland » (c'est aussi le nom d'un personnage clé de Glass Town qu'il a créé, Alexander Rogue, devenu ensuite Earl of Northangerland, [comte de Northangerland]). Quelques articles paraissent de temps à autre dans des revues locales, et reste un roman inachevé, And the Weary are at Rest (« Et ceux qui sont las sont en paix ») (vers 1845).
Plusieurs notables ou amis posent pour Branwell mais il ne termine que peu de portraits. Certains demeurent, tels ceux de Mr et Mrs Isaac Kirby, 3 Fountain Street, Bradford ; John Brown, sacristain de Haworth, ami de Branwell et père de Martha Brown, domestique au presbytère ; Miss Margaret Hartley, nièce de Mr et Mrs Kirby, qui a rencontré Branwell chez son oncle à Fountain Street ; celui, reproduit en tête de cet article, appelé Fratrie heureuse en France et connu en Angleterre sous le nom de Three Sisters (« Trois sœurs ») ou encore de Pillar Portrait (« Portrait du pilier ») dont Branwell s'est exclu après avoir recouvert son esquisse, vide vertical valant à l'œuvre son titre de « Pillar ».
Certains visiteurs n'appréciaient pas ce portrait, Mrs Gaskell par exemple, qui l'a qualifié de « rough, common-looking oil-painting » (« peinture à l'huile grossière et très moche »). Elle cite aussi le jugement encore plus sévère de « shocking daub » (« croûte infâme »), proféré par une personne non identifiée en 1858, mais cette dernière remarque semble s'appliquer au tableau dit Gun Group (« Groupe au fusil »). L'original du Pillar Portrait se trouve à la National Portrait Gallery et y attire le plus grand nombre de visiteurs. D'après les témoins, la ressemblance est assez fidèle, surtout pour Emily et Anne, et certains des traits marquants de Charlotte, le front proéminent, un nez plutôt long, la mâchoire assez carrée, des yeux noisette, une belle chevelure.

### Emily Jane, le «sphynx de la littérature» (Angus McCay)

#### Sauvage et libre

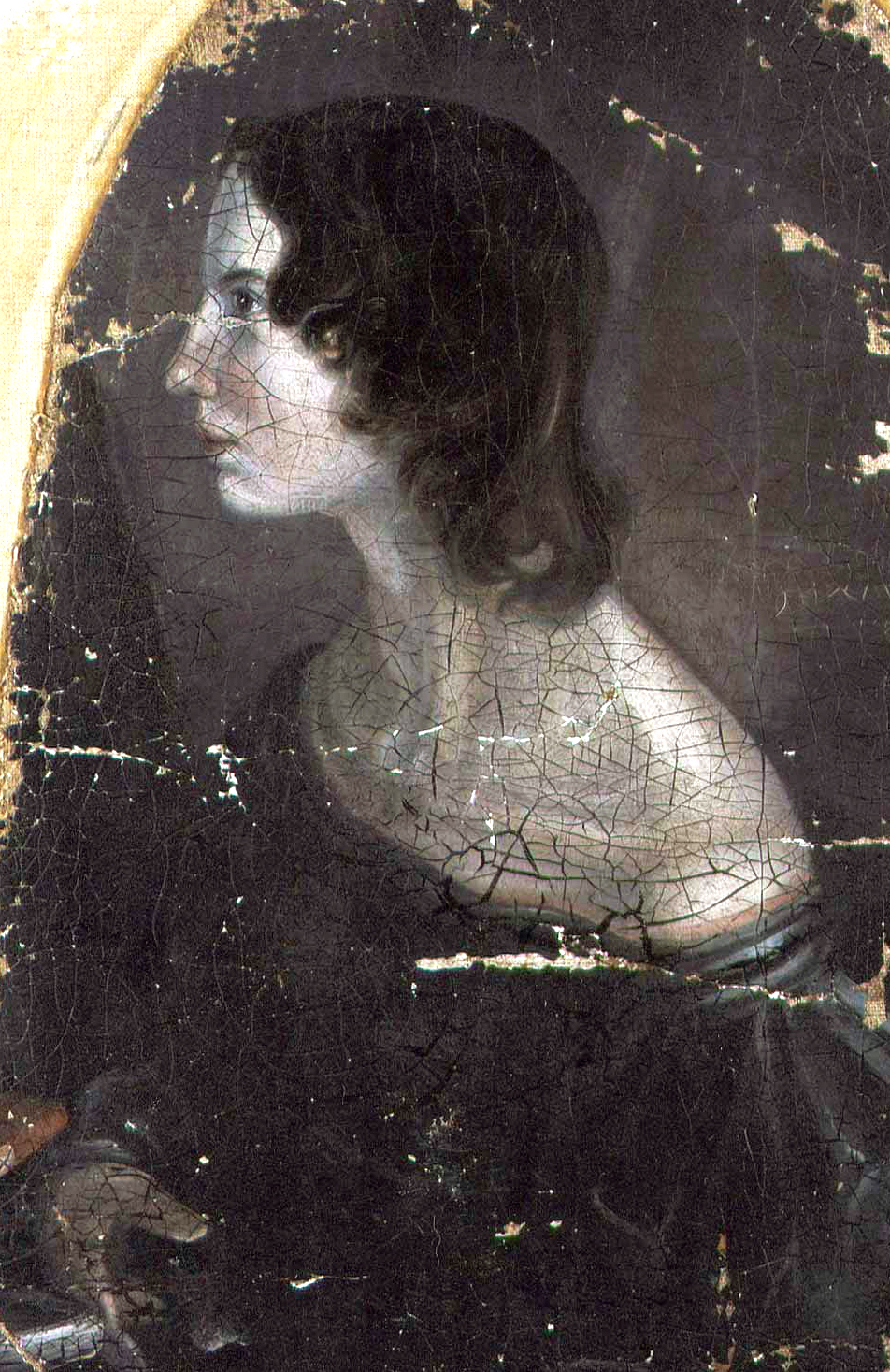
Portrait d'Emily, peint par son frère Branwell.

On a appelé Emily Jane Brontë (1818-1848) (elle-même signait de ses deux prénoms ou des deux initiales : E. J. Brontë) le « Sphynx de la littérature », écrivant sans le moindre désir de notoriété, pour répondre à sa seule obligation intérieure. Elle éprouve un farouche besoin d'indépendance et refuse les conventions sociales, voire le savoir-vivre qu'elle connaît parfaitement mais dont, souvent, elle n'a cure en dehors de son cadre familial,, au point de parfois tourner le dos à ses interlocuteurs sans dire un mot. Elle est dotée d'une personnalité aussi inflexible (elle cautérise elle-même au fer rouge la morsure que son chien Keeper lui a faite à la main) que secrète.
Emily aime avant tout, comme ses sœurs et encore plus qu'elles, parcourir la lande sauvage des moors entourant Haworth. Elle noue avec ces ondulations de bruyère, ces murs de pierre sèche, ces rocs et ces cascades, ces niches secrètes, une relation fusionnelle qu'on retrouve dans son roman et dans ses poèmes. Elle y recueille les animaux blessés qu'elle soigne et garde auprès d'elle. Peu après l'enterrement de son frère en septembre 1848, sa santé s'est très vite dégradée sans rémission.

#### Curieuse et douée
Grâce à son père et à sa passion pour la littérature, elle est cultivée, connaissant les tragiques grecs et les auteurs latins, Shakespeare et les grands écrivains anglais, et demeurant à l'affût des idées nouvelles (dont, sans doute, celles qui annoncent Darwin). C'est une pianiste de talent, avec une prédilection pour Beethoven,. Le haut piano droit (cottage piano) que Patrick lui a acheté et certaines partitions sont exposées au Brontë Parsonage Museum dans le bureau de Mr Brontë. Comme ses frère et sœurs, elle réalise de nombreux dessins et des peintures en pointillé affichant une maîtrise consommée.

#### « La puissance titanique » de Wuthering Heights (Sydney Dobell)

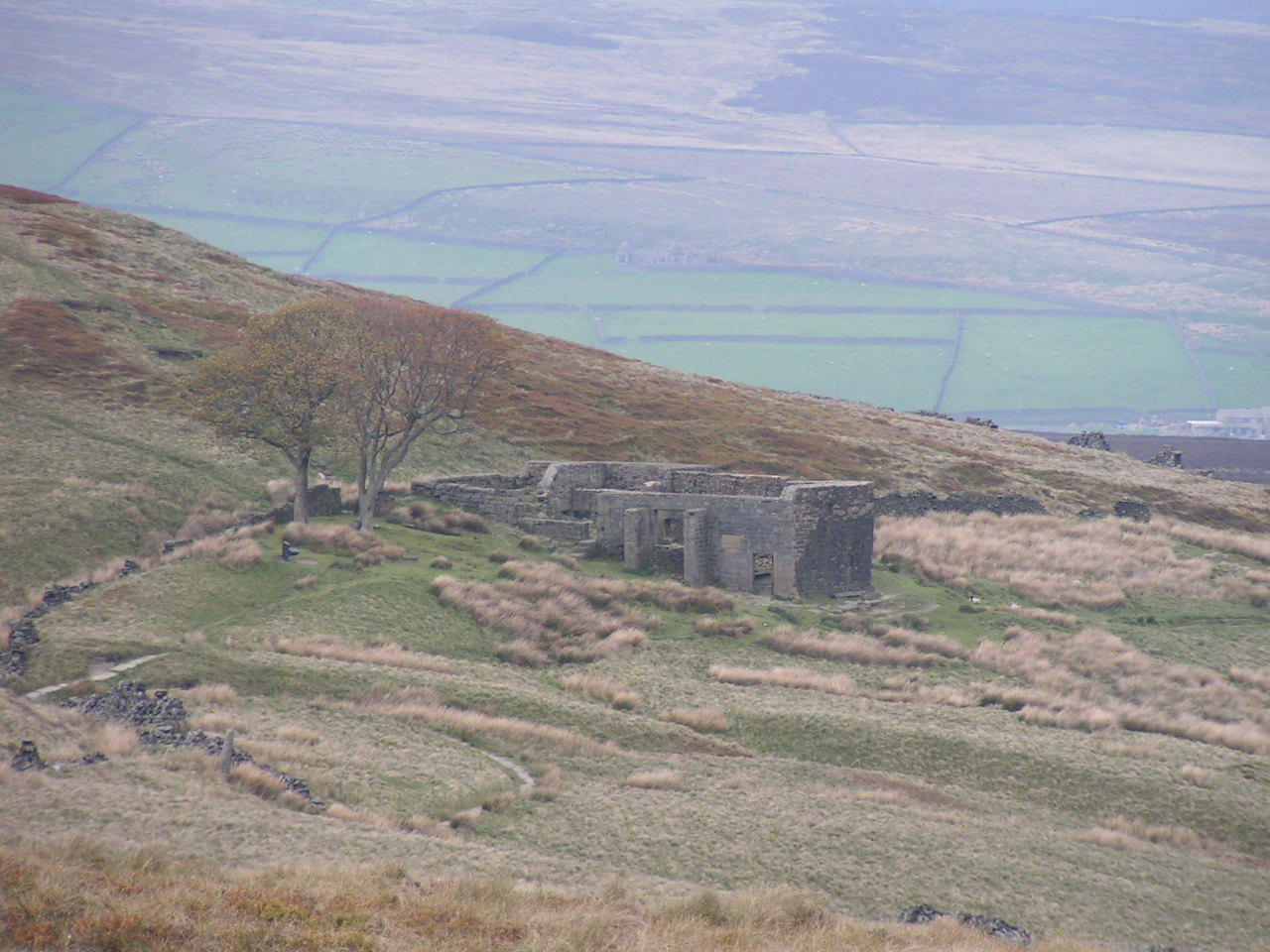
« Top Withens », ruine sur les moors ayant sans doute inspiré Les Hauts de Hurlevent.

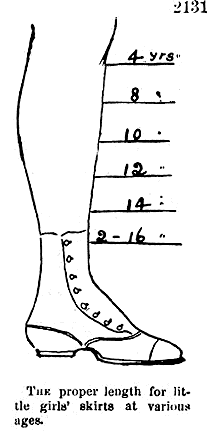
Wuthering Heights a choqué le sens des convenances (La bonne longueur pour les jupes des petites filles selon leur âge, Harper's Bazaar (1868).

#### Réception
Dans ce roman, dont les ventes ne sont pas négligeables pour un livre si contraire aux conventions et d'un auteur inconnu,
point de concession aux belles manières, l'obsession de la violence, l'absence de justice immanente, la passion brute, la sauvagerie, qui intriguent et choquent. Aussi, certains critiques, eux-mêmes sans concession, le qualifient de « grossier et répugnant », affichant « le matraquage de passions débridées », bref « contraire à l'art ». George Henry Lewes, homme d'influence au royaume des lettres victoriennes et, bien qu'il dise préférer la passion, grand défenseur de la morale littéraire, résume la situation : « Livres [les trois publications] grossiers, même pour des hommes, grossiers de langage et grossiers de conception, de cette grossièreté que génèrent la violence et les hommes sans culture ».

#### Postérité
G. H. Lewes s'est trompé : Wuthering Heights assure à Emily, presque méconnue de son vivant, une place au panthéon de la littérature ; dès sa parution, les critiques reconnaissent sa « puissance » et la postérité le classe « au premier rang », « in the literary canon (« The place of Wuthering Heights in the literary canon is assured »),. Dans The Oxford Book of English Literature, Margaret Drabble en parle comme d'un « masterpiece » (« chef-d'œuvre ») et cite Cecil Day Lewis, le célèbre critique, le décrivant comme « shakespearien ». La Shorter Oxford History of English literature évoque la profondeur, la complexité et la maîtrise de la forme, expose aussi l'« admiration » que suscite à la fois le roman et la poésie pour laquelle elle parle d'« ecstatic intensity » (« intensité extatique »), de puissance « vibrant » (« vibrante ») et « possessive » (« qui possède, habite [le lecteur »]) », et dont Daniel-Rops vante la « profondeur élémentaire ».
Le même Daniel-Rops écrit que Wuthering Heights est un livre « où le génie inscrit sa marque irrécusable »,, tandis que Sydney Dobell (1824-1874), le poète et critique, dit : « Sa puissance est absolument titanique ; de la première page à la dernière, il est terrible, il est vrai… et bien cruel à lire. Nous restons abasourdis en apprenant qu’il fut écrit par une modeste jeune fille inexpérimentée. Emily Brontë a dessiné dans son Heathcliff un scélérat dont on ne trouve de pendant que dans le Iago de Shakespeare ».

#### Un romantisme noir
Wuthering Heights couvre trois générations isolées dans les froidures ou les printemps de la lande, avec deux pôles contraires, le manoir raffiné « Thrushcross Grange », demeure de grands bourgeois fortunés, et la vaste masure secouée par les vents « Wuthering Heights », que balayent les tumultes de la terre, des cieux et des cœurs, et où règnent souvent violence et dépravation d'ordre paroxystique. Le récit est conduit de façon savante, avec deux narrateurs, le voyageur et locataire Lockwood, puis la gouvernante (housekeeper) Nelly Dean, deux paroles à la première personne, l'une directe, l'autre enchâssée, qui s'imbriquent l'une dans l'autre, avec des digressions, des narrations annexes, le tout formant, à partir de fragments apparemment épars, un ensemble d'une cohérence comme cadenassée.
Au fur et à mesure de son avancement, le récit dévoile un univers que bouscule et fracasse le choc d'un déferlement passionnel englobant la terre et les cieux. Le héros est un personnage aussi sombre et abrupt que son nom, Heathcliff ("heath" : lande, "cliff" : falaise), qui ourdit une revanche implacable, à l'égal de son amour, partagé mais longtemps frustré, pour Catherine Earnshaw, plus tard Catherine Linton, avant de retrouver sa compagne d'enfance dans une étreinte peut-être incestueuse, mortelle et, à la fin, d'outre-tombe. Au terme de cette tourmente, la soif de vengeance s'éteint en Heathcliff qui attend de rejoindre Catherine dans la mort. Le roman se termine avec la promesse, pour la génération suivante, d'un ordre moral restauré entre les mondes de « The Heights » et de « Grange » par l'union de Cathy, appartenant à l'un, et de Hareton, venu de l'autre. Cette fin relativement apaisée est ressentie par certains comme une retombée d'intérêt.

#### Polémique évangélique
Les pages de Wuthering Heights contiennent certaines allusions à la religion, en particulier la foi méthodiste dont Emily est entourée à Haworth. Son père, anglican, a succédé à William Grimshaw, dont « les effusions méthodistes, aussi robustes qu'extatiques […], ont constitué un élément important de la vie des enfants Brontë ». Grimshaw aurait même servi de prototype à Heathcliff, dont l'amour captatif pour Catherine « est typique du sentiment qu'on prête aux expériences de conversion méthodiste ». De même, la poésie d'Emily, selon Ken Burrows, est redevable au méthodisme, bien que son auteur attaque cette foi qu'elle dit « abrutissante et répressive, comme toutes les institutions religieuses ». Il ajoute qu'elle crée un « anti-cantique » (anti-hymn) en dotant sa rhétorique très maîtrisée d'une énergie si farouche qu'elle « fait ombrage aux idéaux religieux ». Ainsi, son poème There let thy bleeding branch atone, parodie la prière collective d'un cantique méthodiste de Wesley tout en l'attribuant à un narrateur solitaire qui, de surcroît, maudit le nom de Dieu,.

#### Inflexible Emily, morte à trente ans

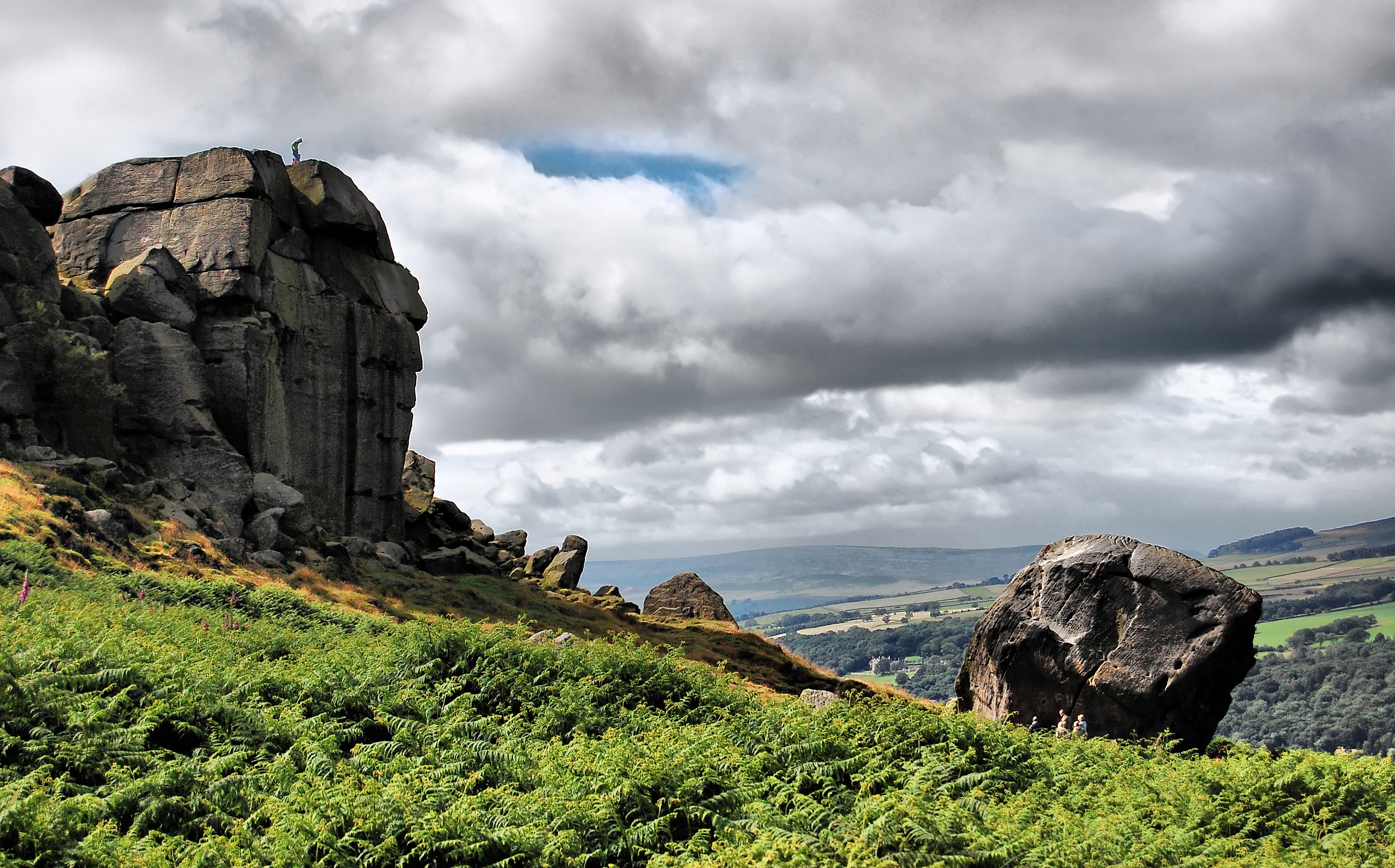
Paysage de rocs et de fougères des moors du West Yorkshire, non loin de Haworth.

Consomptive mais refusant tout soin, à l'exception, alors qu'il est trop tard et parce que ses proches ont insisté, de la visite d'un médecin londonien, elle meurt en décembre de la même année. La veille au soir encore, elle a préparé et donné leur repas aux chiens, son bulldog Keeper et l'épagneule d'Anne, Flossy, s'appuyant sans souffle sur les murs du couloir et repoussant l'aide que ses sœurs tentent de lui apporter pour la soutenir. Jusqu'au dernier moment et malgré son extrême faiblesse, elle a continué à assurer la totalité de ses tâches ménagères ou autres, levée à 7 heures, alors qu'elle titube, peignant sa longue chevelure devant l'âtre sans se rendre compte que le peigne a glissé de sa main dans le feu, d'où Martha Brown, alertée par l'odeur, est venue le retirer.
Elle aurait laissé un manuscrit inachevé, que Charlotte, après le décès de ses sœurs, aurait brûlé pour éviter les controverses ayant suivi la publication de Wuthering Heights. Il existe quelques allusions dans divers documents tendant à le laisser penser, mais aucune preuve n'a pu être apportée pour corroborer cette hypothèse.

#### Impuissance et mutisme face à la maladie
Le mal qui emporte Emily, est-il souvent écrit, est la conséquence d'un coup de froid qui l'a saisie lors des obsèques de son frère. Cela paraît peu probable, la traversée du jardin et de sa clôture par le petit portail du milieu, puis la marche vers l'église ne prenant guère plus de quelques minutes. De plus, pour un enterrement, les membres de la famille proche se couvrent traditionnellement d'épais vêtements de deuil et portent des gants blancs. Ceux qu'Emily avaient aux obsèques de son frère sont exposés au Brontë Parsonage Museum et leur photographie figure sur une brochure. De plus, Branwell était mort le 24 septembre, ce qui n'est pas le temps des grands frimas. Il est donc vraisemblable que ce malade, dont elle s'est occupée avec abnégation, l'a contaminée avant son décès. De plus, elle n'a aucune confiance dans les médecins et leurs remèdes, qu'elle traite respectivement d'« empoisonneurs » et de « poisons ».
La médecine connaît peu cette maladie, et prescrit des fortifiants, souvent du punch, courant dans la pharmacopée du début du XIXe siècle (on en a prescrit à Beethoven sur son lit de mort, alors qu'il succombe à une cirrhose du foie),, ce qui a pour effet d'aggraver le cas, des frictions au gant de crin associées à ventouses et sinapismes. À cette époque, le pneumothorax chirurgical n'est pas utilisé, du moins en Angleterre. La seule thérapie recommandée est la cure d'air, et encore est-elle réservée à qui peut s'offrir un séjour en villégiature.
Charlotte, qui a le souvenir de ses sœurs Maria et Elizabeth, et qui a assisté à l'agonie de Branwell, reconnaît les symptômes dès leur première apparition et, dans ses lettres à Ellen Nussey, Mary Taylor ou Elizabeth Gaskell, elle décrit sa terreur silencieuse à leur manifestation, leur progression, pour Emily, puis pour Anne. Le sujet reste tabou au presbytère, comme si n'en point parler réduit les risques de la déchéance, aussi parce qu'Emily entre dans de sombres colères à la moindre allusion et que Mr Brontë, par peur, pudeur ou résignation, se tait, préférant prier plutôt qu'affronter le mal qui emporte un à un ses enfants. C'est pourquoi on a pris l'habitude, sollicitant les fantasmes de l'imaginaire, de se référer à la fratrie comme celle d'enfants « maudits » (Voir Introduction). La tuberculose, en effet, a beaucoup contribué à créer le mythe de cette famille à laquelle on voue depuis 1860 un véritable culte.

### Anne, «l'autre» ( Elizabeth Langland )

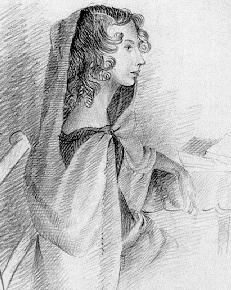
Portrait au crayon d'Anne, par Charlotte.

Appelée par George Moore « Cendrillon littéraire » (literary Cinderella), Anne est principalement connue en tant que sœur de Charlotte et Emily. Charlotte, après la mort d'Anne, a rejoint les détracteurs de La Locataire de Wildfell Hall et a empêché la republication du roman, contribuant à créer d'Anne une image plus conventionnelle et moins réformiste que son œuvre ne le suggère, Apparemment, Charlotte Brontë jugea elle aussi les thèmes du roman choquants. Malgré des critiques défavorables et un grand scepticisme vis-à-vis de ses performances littéraires de la fin du XIXe siècle au début du XXe siècle, les critiques anglo-saxons considèrent à présent Anne Brontë comme une romancière britannique majeure. À côté de ses deux romans, l’œuvre poétique d'Anne a été aussi réévaluée depuis quelques années. Ses poèmes sont essentiellement lyriques ; dont une part importante a été écrite dans le cadre du Gondal. Une partie d'entre eux sont d'inspiration religieuse, quelques-uns de ses textes sont encore utilisés dans des chansons d'église.

#### Agnes Grey
Ainsi, The Short Oxford History of English Literature écrit que son premier roman reste dans l'ombre de ceux de Charlotte et d'Emily. Elle ajoute que le moteur de l'action se limite au sens du devoir et à la résignation de la narratrice face au snobisme et à l'impolitesse de ses employeurs.
La chronique transposée de l'expérience d'Anne constitue, en effet, la substance d'Agnes Grey, ce qui en fait un roman semi-autobiographique. Il narre le sort d'une jeune gouvernante aux prises avec la morgue d'une famille de la bourgeoisie terrienne et de ses enfants. Le choix du nom « Grey » (« Gris ») n'est pas anodin, référence à la réserve de la jeune fille et à la grisaille où elle est maintenue de par son statut. À ce sujet, Brian Wilks reproduit une gravure d'époque intitulée The Governess of No Conséquence (La gouvernante sans importance). La gouvernante, en effet, occupe une place intermédiaire dans la hiérarchie de la domesticité, au-dessus des valets, des cuisinières et des femmes de chambre, mais en dessous des majordomes et sans faire partie de la famille. Si elle se voit parfois admise au salon, par exemple quand les enfants viennent saluer leurs parents avant le coucher, son domaine est la nursery où elle essaye d'inculquer à des gamins indisciplinés et gâtés les rudiments d'une éducation, lecture, écriture, histoire, langue étrangère, auxquelles s'ajoutent pour les filles les accomplishments, dentelle, broderie, point de croix, qu'on appelle work (« ouvrage »), ainsi que le dessin et parfois la musique, surtout le chant. En général, elle n'est respectée ni par la domesticité qui la jalouse, ni par les maîtres qui ne supportent pas que leurs enfants soient grondés, et qui en font souvent un souffre-douleur pour des émoluments dérisoires.

#### The Tenant of Wildfell Hall

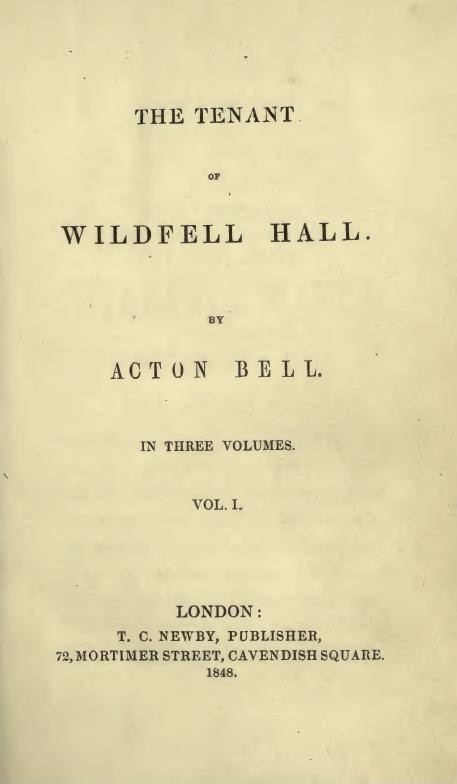
Page de titre, édition originale (1848), The Tenant of Wildfell Hall, signé « Acton Bell »).

La Recluse de Wildfell Hall (The Tenant of Wildfell Hall), de 1848 « s'embrase de feu et de colère » (« […] fire and anger which blaze up»).
Plus ambitieux que Agnes Grey, comme lui, il est fondé sur une expérience personnelle, indirecte puisqu'elle concerne la déchéance de Branwell. L'idée maîtresse en est l'alcoolisme d'un homme qui cause la ruine de sa famille. Helen Graham, personnage central, se marie par amour avec Arthur Huntingdon, qu'elle découvre bientôt débauché, alcoolique et violent. Obligée de briser les conventions la retenant dans un foyer devenu un enfer, elle le quitte avec son enfant pour se réfugier clandestinement dans la vieille demeure de Wildfell Hall. Lorsque l'alcool précipite le déclin de son mari, elle retourne le soigner avec abnégation jusqu'à sa fin.
Le roman présente une structure double audacieuse, ressemble à une mise en abyme ; la première et la dernière partie du roman sont les lettres que Gilbert Markham écrit à son beau-frère où il relate un épisode de sa jeunesse tandis que le milieu est quant à lui constitué du contenu du journal intime de Mrs. Graham que celle-ci prête à Gilbert. The Tenant of Wildfell Hall est une œuvre d'envergure, avec de la puissance, du suspens, des révélations échelonnées, de la violence et une fin heureuse. Anne Brontë a quelque chose d'une moraliste et, chez elle, la vertu finit toujours par s'imposer. Ce livre, en effet, est le seul à se dérouler - l'épisode d'Arthur Huntingdon une fois extirpé - dans le cadre d'une famille. Lorsque Gilbert rencontre Helen Graham, elle vit une vie à peu près normale, quoique cachée, avec son fils et non loin de ses parents, et c'est lui qui lui offre un foyer parfait : une maison, un père, une mère et des enfants, l'honneur reconquis sans drame, la paix domestique. Tel n'est pas le cas de Wuthering Heights, même si son épilogue scelle une réconciliation, ni de Jane Eyre, où l'héroïne retrouve son grand amour dans d'extraordinaires conditions de bruit et de fureur.
Dans les deux romans, l'héroïne mène le même combat, celui de sa dignité. La gouvernante réussit par sa force d'âme, l'épouse bafouée par la rupture, l'une et l'autre conduisant à la libération. Ce deuxième roman confirme, selon la critique féministe des années 1980, la tendance de l'auteur à utiliser un matériau thématique remettant en question les valeurs sous-tendant les œuvres de ses sœurs. Ainsi, Elizabeth Langland défend la thèse selon laquelle ce sont elles, Charlotte plus particulièrement, et non l'inverse, qui lui sont redevables. L'idée centrale des cinq premiers chapitres résume ce point de vue : 1. Anne Brontë's Life: "age and experience" 2. Influences: "Action Bell is neither Currer nor Ellis Bell" 3. The Poems: "pillars of witness" 4. Agnes Grey: "all true histories contain instruction" 5. The Tenant of Wildfell Hall: "wholesome truths" versus "soft nonsense".

#### La maladie et la mort

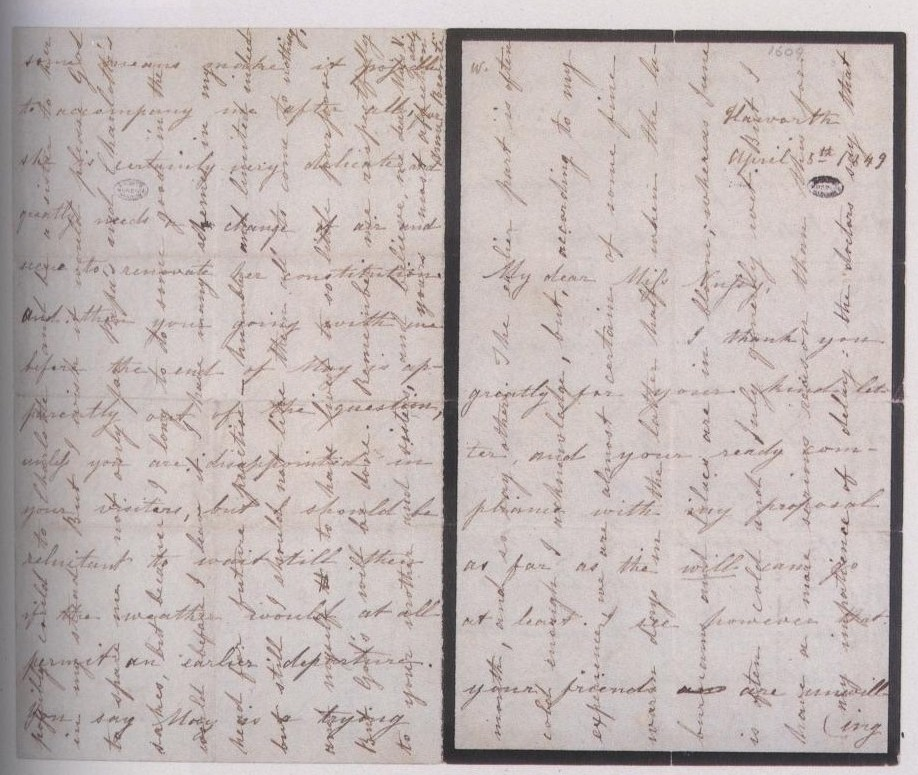
La « lettre en croix » d'Anne Brontë à Ellen Nussey, (5 avril 1849).

Anne, comme son frère et sa sœur Emily quelques mois auparavant, voit sa santé décliner très rapidement. Le 5 avril 1849, elle écrit à Ellen Nussey, lui demandant de l'accompagner à Scarborough, station balnéaire de la côte est, Charlotte préférant rester pour s'occuper de son père. Cette lettre, visible au Brontë Parsonage Museum, est la dernière d'Anne, écrite sur une page avec des lignes penchées et croisées. Charlotte et Ellen essaient de la dissuader, mais elle plaide sa cause et Mr Brontë intervient, assurant qu'il est en sécurité avec Tabitha Aykroyd et Martha Brown. Anne espère que l'air marin, recommandé par le médecin, lui rendra des forces, et Charlotte finit par accepter.
Le jeudi 13 mai au matin, les trois femmes quittent le presbytère après une cérémonie d'adieu sur le perron, Anne tenant à saluer tout le monde et à caresser les chiens. Le train part de Keighley pour Leeds, puis va à York où les voyageuses passent la nuit. Dans les wagons et les gares, Charlotte et Ellen reçoivent de l'aide pour porter la malade. Anne tient à visiter la cathédrale de York Minster, poussée dans une chaise à roues. Arrivée à Scarborough, elle se fait conduire vers la plage en charrette, tenant elle-même les rênes de peur que le muletier ne fatigue l'animal. Quand Ellen Nussey les rejoint, elle est en train de le sermonner sur la façon de s'occuper d'une bête de somme. Le dimanche matin, après un petit déjeuner de lait bouilli, elle se sent faiblir et demande à retourner à Haworth. Le docteur confirme devant elle que la mort est proche et Anne le remercie de sa franchise. « Take courage, take courage » (« Courage, courage ») murmure-t-elle à Charlotte. À 14 heures le lundi 18 mai, elle meurt alors qu'on annonce le dîner. Elle est enterrée au cimetière St Mary's de Scarborough sous les remparts au haut de la falaise, face aux flots,.

## L'Angleterre du Nord à l'époque des Brontë
Dans sa biographie The Life of Charlotte Brontë parue en mars 1857, Mrs Gaskell commence par deux chapitres descriptifs et explicatifs. Le premier traite des rudes paysages du West Riding dans le Yorkshire, du petit village de Haworth, du presbytère et de l'église, entourés de leur vaste cimetière, perchés au haut de la colline en bordure de la lande. Le deuxième présente un tableau économique, sociologique et sanitaire de la région. Les travaux qui ont suivi, jusqu'aux plus récents, dont The Brontës de Juliet Barker, font une large place à ces éléments qui ont contribué à façonner les sœurs Brontë.

### Les conditions sanitaires, économiques et sociales à Haworth
La commune de Haworth, située à environ 250 mètres d'altitude dans les Pennines, est devenue surpeuplée au cours de la première moitié du XIXe siècle. En cinquante ans, elle est passée d'à peine 1 000 habitants à 3 365 (recensement de 1851). Sans système sanitaire, et avec des puits contaminés par des infiltrations fécales ou la décomposition émanant du cimetière, la moyenne des obsèques célébrées par le révérend Brontë s'élève à près de 1 500 par décennie, presque un service tous les deux jours, hors ceux qu'assurent les Chapelles évangéliques (cf. La place de la femme). L'espérance de vie ne dépasse pas 25 ans et la mortalité infantile touche 41 % des enfants de moins de six ans. Au regard de ces chiffres, la mort qui a frappé la famille Brontë n'a rien d'exceptionnel et, du coup, ne choque pas les habitants, confrontés qu'ils sont à ce genre de drame en permanence.

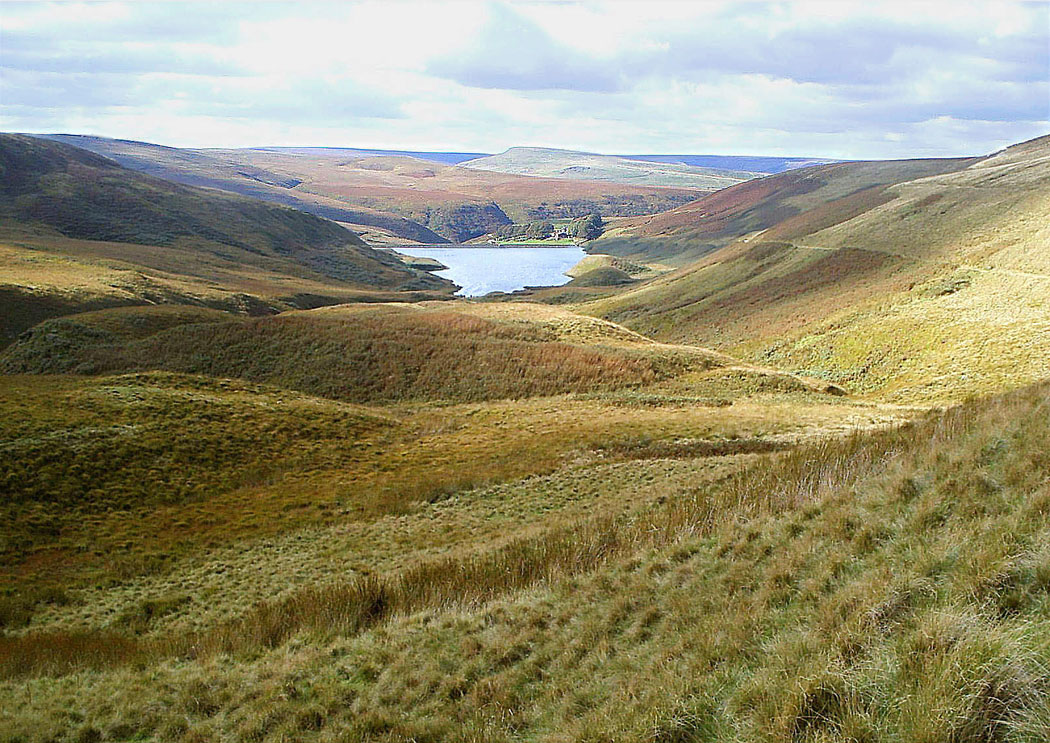
Paysage de moors, la lande sauvage des Pennines (West Yorkshire).

La plus grande partie de la population vit d'une maigre agriculture pratiquée sur des terres arrachées à la lande, et les revenus sont complétés par du travail à façon effectué à domicile, consistant surtout à carder et tisser sur des métiers à main la laine des élevages de moutons broutant dans les bruyères. Pourtant, les conditions économiques changent : des manufactures de textile, déjà présentes à la fin du XVIIIe siècle, s'installent de plus en plus sur les berges de la Worth qui fait tourner des machines bien plus productives avec beaucoup moins de personnel. Le jacquard, en effet, une fois copié et perfectionné, peut être confié à un seul ouvrier, d'où les considérables mutations touchant l'industrie textile et la reconversion en toute hâte, comme ceux du Berry en France, des tisserands à façon.
À leur arrivée, les Brontë trouvent la paroisse en désarroi, le travail commençant à manquer. Les hommes tentent de résister en exploitant des carrières pour le bâtiment et en pratiquant un petit artisanat. La bourgade ne compte aucune profession libérale ou assimilée, en dehors de l'apothicaire où s'approvisionne Branwell, et de la boutique de John Greenwood, le libraire papetier (stationer), dont les Brontë sont les meilleurs clients et qui a beaucoup compté dans leur vie, même après leur mort, rendant des services lors des maladies et des décès, collaborant par correspondance avec Mrs Gaskell pour la biographie de Charlotte et recevant ensuite sa visite, baptisant l'un de ses enfants du nom de Brontë, enfin se montrant hostile au révérend Arthur Bell Nicholls. L'activité principale, en effet, commerces, services, médecins, hommes de loi, etc., chemins de fer, se trouve concentrée à Keighley (où, le plus souvent, on se rend à pied), et, au-delà, à Bradford et Leeds, villes industrielles dont la richesse est due à l'industrie textile. Charlotte a fait de cette crise le sujet de Shirley, mais à la différence de Mrs Gaskell dans ses ouvrages dits industriels, tel Mary Barton, sa sympathie va clairement, comme celle de son père, vers les entrepreneurs et non les ouvriers, plutôt considérés comme une menace. Pourtant, elle aspire à une réconciliation fondée sur la compréhension mutuelle et une plus grande justice.
Seules, les autorités religieuses assurent une ébauche de service éducatif, en particulier à la Sunday School (« École du dimanche ») adjacente au presbytère, où Charlotte et ses sœurs, Mr Brontë et son vicaire enseignent les rudiments de la lecture, de l'écriture et de la catéchèse. Comme l'Église anglicane côtoie deux autres « Chapelles », l'une Baptiste et l'autre Wesleyienne, les activités sociales et récréatives tournent autour des paroisses et des congrégations. Charlotte se doit, par exemple, d'organiser régulièrement des réceptions pour l'agrément de certaines familles du village ou des ecclésiastiques en visite.

### La place de la femme

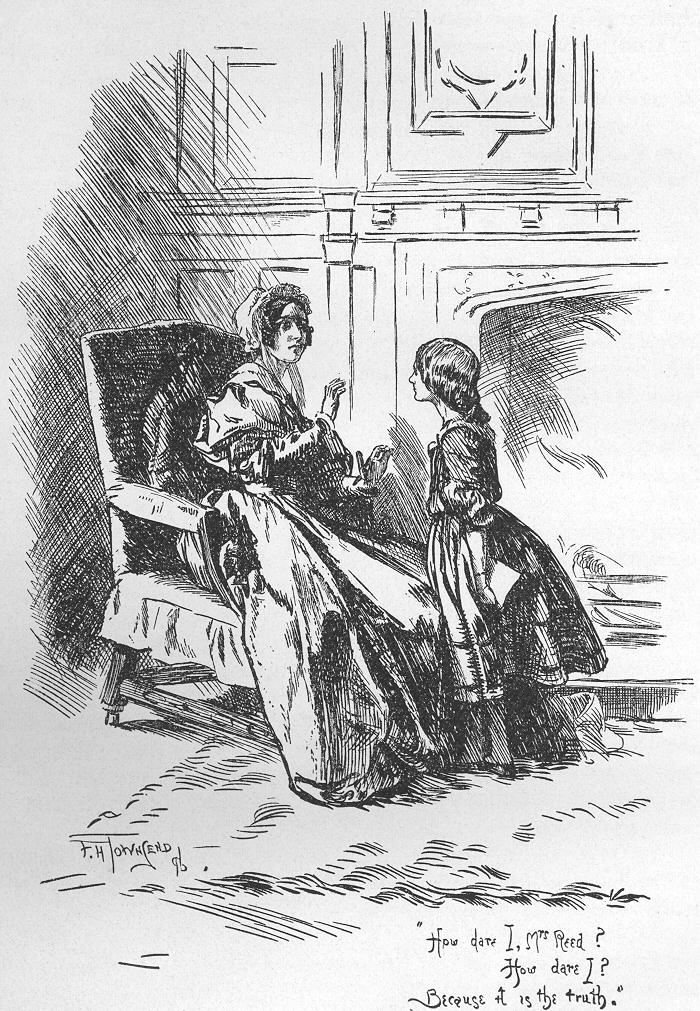
Jane Eyre, disant son fait à « sa tante », Mrs Reed, avant d'être envoyée à Lowood (seconde édition de Jane Eyre, 1847).

Où trouver les institutions pour recevoir ces jeunes filles de la petite classe moyenne quand on n'a ni moyens ni relations pour des établissements huppés ? On s'adresse à des écoles de seconde zone où les frais sont réduits au minimum. La plupart d'entre elles se disent « charitables », destinées justement à venir en aide aux familles, par exemple, du bas clergé.
La femme dite de bonne famille, comme l'a déjà expliqué Robert Southey (voir :  Juvenilia), doit se contenter d'une éducation au mariage agrémentée de talents décoratifs. Mr Brontë fait lui-même dire à l'un de ses personnages dans son The Maid of Kilarney, sans qu'on sache, lui qui a tant veillé à l'instruction de ses enfants, s'il condamne ou offre en exemple : « L'éducation de la femme se doit à coup sûr de la rendre capable de prendre plaisir à être la compagne que peut souhaiter un homme. Croyez-moi, cependant, la femme, par nature plaisante, délicate et éveillée, n'est pas destinée à scruter les vieilles pages moisissantes de la littérature grecque et romaine, pas plus qu'à s'échiner dans le dédale de problèmes mathématiques, et la Providence ne lui a pas assigné comme sphère d'action le boudoir ou le champ. Son point fort est la douceur, la tendresse et la grâce ».

### Les ravages de la tuberculose

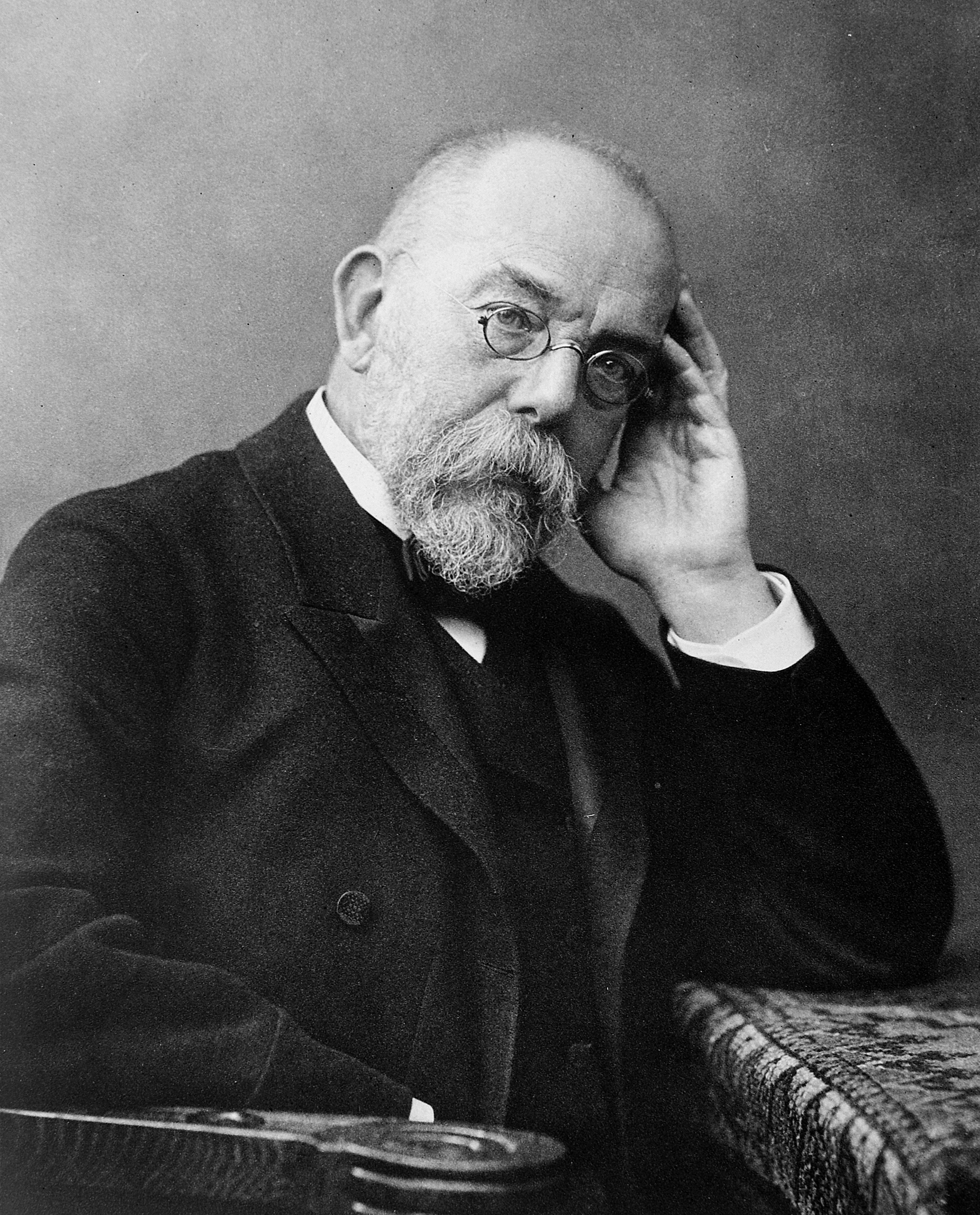
Robert Koch, qui identifie le bacille de la tuberculose en 1882, plus d'un quart de siècle après la mort de Charlotte Brontë

Au début du XIXe siècle, la tuberculose, appelée « consomption » (de : « se consumer ») ou « phtisie », ou encore « peste blanche », s'est répandue dans toute l'Europe occidentale. L'Angleterre, et plus encore le Nord du pays, subit rapidement dans la première moitié du siècle une épidémie dépassant de loin celle du continent.

#### L'épidémie en Angleterre

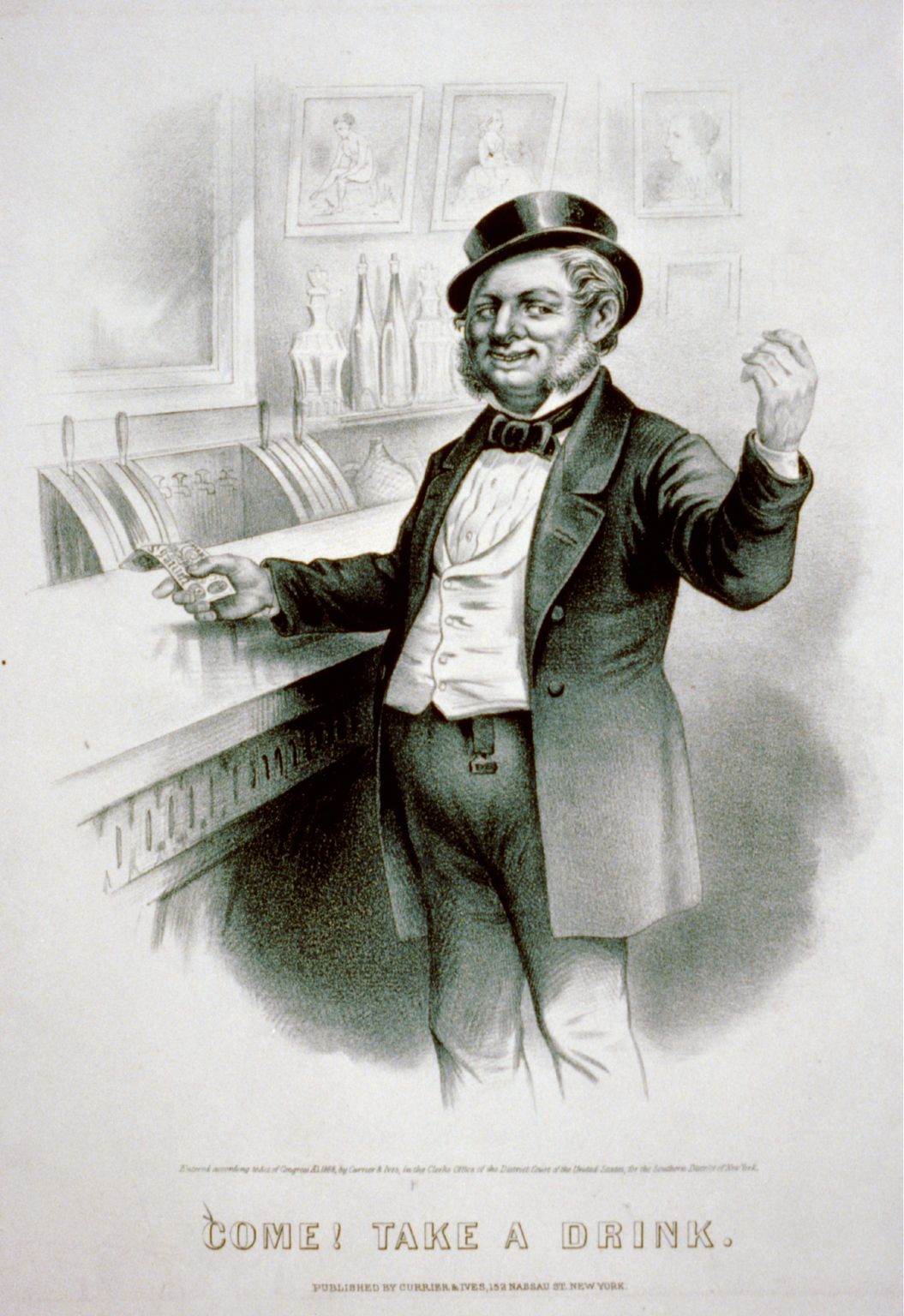
« Come ! Take a drink » : la tentation de la boisson au XIXe siècle.

Les statistiques montrent que les villes à l'urbanisation galopante et les campagnes sont également touchées. Un habitant sur quatre est frappé, si bien que peu de familles sont épargnées. Comme la maladie se répand par contagion directe, contact, air, eau, lait de vache, un foyer atteint peut craindre le pire pour la maisonnée. Les autorités ont fait placarder des recommandations mettant la population, ignorante et illettrée, en garde contre les risques encourus.
Le pays, industrialisé environ un siècle avant ses voisins, a vu les conditions de vie des classes rurales, souvent devenues ouvrières, se détériorer depuis plus longtemps et plus vite. Travailler dans les manufactures, et non plus dans les champs, signifie absence de temps libre, enfermement, pollution, salaires insuffisants, épuisement. À quoi s'ajoute un alcoolisme croissant. Jamais les Gin Houses n'ont connu autant de fréquentation ; la boisson, souvent frelatée, y est forte, bon marché et d'une certaine façon, conviviale.
La nourriture est peu abondante, souvent réduite au porridge, avec des carences en protéines et vitamines. L'hygiène publique demeure inexistante et les toilettes privées sont réduites au strict minimum. Les Brontë ont pour tout lieu d'aisance deux huttes à siège à l'arrière du presbytère. Charlotte, dans sa trentaine, est décrite la mâchoire édentée par plusieurs témoins, ses amies, certains visiteurs, Mrs Gaskell elle-même dans une lettre à Catherine Winkworth du 25 août 1850 : « […] une grande bouche avec beaucoup de dents manquantes […] ». Pourtant, la chère n'est pas mauvaise chez le pasteur, de bonnes assiettées de porridge le matin, des monceaux de pommes de terre pour le « dinner » de six heures, pelées à la cuisine pendant que Tabby raconte ses histoires du pays ou qu'Emily révise une grammaire allemande, et le dimanche, la table s'agrémente d'un gros morceau de mouton bouilli dont on découpe d'abord la ration des chiens et garde le bouillon pour les plats. De plus, Emily, jusqu'aux derniers jours de sa vie, pétrit et fait cuire le pain quotidien.

#### L'image romantique de la phtisie

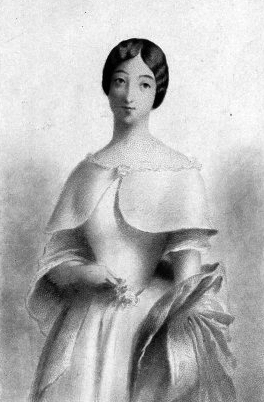
La Dame aux camélias, symbole de la fascination mêlée d'effroi qu'exercent au XIXe siècle les victimes de la « consomption » (gravure de Riffaut).

La tuberculose à ses débuts possède le pouvoir non pas d'enlaidir, mais d'embellir le malade. Le corps s'amincit, le teint se fait plus vif car les joues s'empourprent de fièvre, le regard devient attirant et même aguicheur car il paraît, et pour cause, brûlant. La peau, avant de se déliter, se pare d'une délicatesse diaphane. Ainsi, dans les Mémoires d'outre-tombe, Chateaubriand décrit Mme de Beaumont : « Son visage était amaigri et pâle ; ses yeux, coupés en amande, auraient peut-être jeté trop d’éclat, si une suavité extraordinaire n’eût éteint à demi ses regards en les faisant briller languissamment, comme un rayon de lumière s’adoucit en traversant le cristal de l’eau. »
Aussi, toute une mystique s'est créée autour de cette maladie comme relevant à la fois de l'esthétique et du tragique et, du temps des premiers romantiques, elle est presque considérée comme inévitable pour les gens d'esprit, garante de ce mal-être qui sous-tend toute création littéraire. Les sœurs Brontë, on le sait, sont intellectuellement avides de la poésie de leurs prédécesseurs dont certains leur ont survécu, mais la consomption, dont elles ont dès leur plus jeune âge constaté les effets sur leurs aînées, n'a jamais été considérée par elles autrement que comme une menace redoutable.

## Place des sœurs Brontë dans la littérature
À bien des égards, les sœurs Brontë ont constitué un groupe à part, une parenthèse de la littérature. Leur isolement voulu ou forcé, l'originalité de leurs œuvres font qu'elles n'ont vraiment ni prédécesseurs ni successeurs. Il n'existe pas de lignée Brontë, comme existent, par exemple, le réalisme, le naturalisme ou, pour la poésie, le romantisme et le symbolisme.

### L'absence de lignée
Certes, leur influence a existé, mais reste difficile à cerner dans sa globalité. Les écrivains qui les ont suivies ont sans doute pensé à elles pour leur univers tourmenté et sombre. Ainsi, Thomas Hardy dans Jude the Obscure ou Tess of the d'Ubervilles, ou encore George Eliot avec Adam Bede et The Mill on the Floss. Il s'en est trouvé d'autres, parmi les plus conventionnels, pour les décrier, ce qui constitue un héritage en soi, même négatif. Matthew Arnold, par exemple, du vivant même de Charlotte, prétend en 1853 qu'elle n'a au cœur « […] rien d'autre que la faim, la rébellion et la rage ». Mrs Humphry Ward (1851-1820), l'auteur de Robert Elsmere, qui se fait l'écho des batailles religieuses de son temps et écrit des romans moralisateurs, ne trouve chez Charlotte que du « didactisme », alors qu'elle apprécie en Emily « un heureux mélange de romanesque et de réalisme ». Il n'y a rien là, en effet, pouvant constituer une veine littéraire.

### Jane Eyrerevisitée
En revanche, à environ un siècle de distance, les influences se font plus précises et sont pleinement revendiquées.

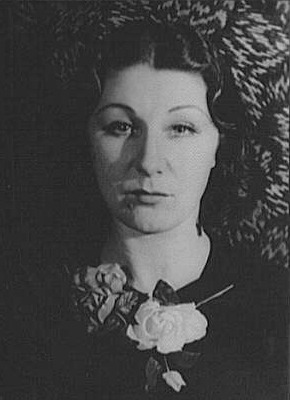
Judith Anderson, l'interprète de Mrs Danvers, dans Rebecca, le film d'Hitchcock d'après Daphne du Maurier.

Daphne du Maurier, dans Rebecca, crée un univers assez peu différent de celui de Jane Eyre, si bien que les deux romans sont souvent associés. Leurs protagonistes masculins, Rochester et De Winter, ont des points en commun, le caractère coléreux, le sombre mutisme, la bizarrerie des attitudes. De plus, l'insondable héros de Rebecca, à l'instar de St John Rivers dans Jane Eyre, annonce à la jeune fille venue par hasard à lui, qu’il l'aime et il lui propose le mariage. Cette romantique et timide créature, jamais nommée, devient la « seconde » Mrs de Winter, titre qui va devenir une malédiction. « Manderley », le domaine familial, au pied de la mer, tout superbe qu'il est, apparaît vite comme inquiétant : la domesticité accueille le maître et sa dame, glaciale cérémonie très impressionnante ; l'époux reste enfermé dans ses songes et son passé qu'on sent tourmenté. « Manderley », en effet, est hanté par un souvenir, celui de Rebecca, la « première » Mrs de Winter, brillante, drôle, sophistiquée, énergique. Mrs Danvers, la gouvernante de maison, ne l'a pas oubliée et, trop froidement respectueuse, se montre hostile, voire méprisante envers sa nouvelle maîtresse. Peu à peu, l’ambiance mine la jeune femme, la peur et la suspicion s’installent en elle ; Maxim est distant et semble agacé par cette ombre n’osant déranger personne, perdue en un milieu hostile. Un lourd secret pèse sur « Manderley » et sur lui ; la révélation de ce secret change leur vie pour toujours.
La tension dramatique de Rebecca, son atmosphère menaçante et chargée de mystère, inspirent à Hitchcock son film homonyme, joué par Laurence Olivier (Maxim de Winter), Joan Fontaine (la seconde Mrs de Winter, qui va devoir affronter le souvenir de Rebecca), et Judith Anderson (Mrs Danvers, la redoutable gouvernante). De son côté, la sœur de Joan Fontaine, Olivia de Havilland, interprète quelques années plus tard le rôle de Charlotte Brontë dans le film Devotion.
De même, Jean Rhys (1890-1979), imagine dans son Wide Sargasso Sea (1966) la vie de l'épouse folle de Rochester (Jane Eyre) ; elle y est transformée en héritière créole, appelée Antoinette Cosway, qui, dans la dernière partie, se trouve emprisonnée dans la mansarde de Thornfield Hall. On a parlé là d'« âpre poésie », qualification applicable à l'œuvre de Charlotte.
En 2006, The Thirteenth Tale (« Le Treizième Conte »), de Diane Setterfield, renoue, notamment au travers de la famille Angelfield, avec une forme de roman gothique s'inscrivant dans le sillage de Jane Eyre, évoqué tout au long du récit. On y retrouve aussi l’atmosphère de Hauts de Hurlevent, d'autant que l'action se déroule en partie dans le Yorkshire. Rebecca (Daphne du Maurier) semble avoir également influencé Diane Setterfield, et le manoir des Angelfield fait penser à « Manderley ».

### Wuthering Heights, un catalyseur

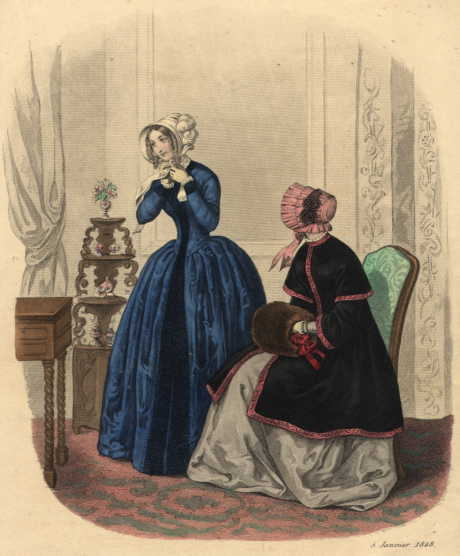
Le sentiment de propriety à l'époque victorienne : la tenue et les manières seyant à une dame dans les années 1840.

Wuthering Heights, au-delà de son actualité plutôt mal comprise en 1847, semble avoir joué un rôle de catalyseur. L'originalité de son sujet, l'ordonnance du récit, son style ont, consciemment ou non, exercé une influence sur certains écrivains. Il a brisé le tabou de la bienséance, ce sentiment de propriety qui régit les codes de conduite. Par exemple, le roman présente des personnages très locaux, incapables de s'exprimer autrement qu'en leur dialecte du Yorkshire qu'Emily a appris surtout au contact de « Tabby ». On a jugé cela grossier et indigne de la littérature, plus habituée à gommer les aspérités, le sexe, le parler rustique, dit « boorish » (« rustre ») et vulgaire. Plus tard, George Eliot, intellectuelle, femme d'intelligence et de savoir, fait s'exprimer son Adam dans Adam Bede (1859) exactement de la même façon, et c'est lui, le vertueux, qui triomphe et, par son courage et sa loyauté, se transcende en rédempteur du malheur et de la vilenie.

### La Locataire de Wildfell Hall, l’un des premiers romans féministes
Avec la naissance de la critique littéraire féministe dans les années 1970-80, La Locataire de Wildfell Hall, sous-estimée pendant plusieurs décennies, commence à attirer plus d’attention de la part des chercheurs. C’est grâce aux critiques féministes qu'Anne Brontë en tant qu’écrivain est tirée de l’oubli.
Une bonne part de La Locataire de Wildfell Hall recèle un commentaire social caustique, dénonçant le statut des femmes et la nature du mariage en Angleterre. Dans la préface de l’édition deuxième Anne Brontë défend son œuvre :
| Je suis pour moi assurée qu’un bon livre ne doit pas son excellence au sexe de son auteur. Tous les livres sont écrits — ou devraient l’être — pour être lus des hommes comme des femmes, et je ne vois pas pourquoi un homme se permettrait d’écrire ce qui serait vraiment déshonorant chez une femme, et pas davantage pourquoi l’on reprocherait à une femme d’écrire ce qui serait convenable et bienséant chez un homme. | « I am satisfied that if a book is a good one, it is so whatever the sex of the author may be. All novels are, or should be, written for both men and women to read, and I am at a loss to conceive how a man should permit himself to write anything that would be really disgraceful to a woman, or why a woman should be censured for writing anything that would be proper and becoming for a man. » |

Stevie Davies, le nouvelliste et critique, en parle comme d'un : « A feminist manifesto of revolutionary power and intelligence ». La Locataire de Wildfell Hall est aujourd'hui reconnu comme un roman précurseur des œuvres féministes du XXe siècle,.

## Le culte des Brontë
Charlotte est décédée depuis cinq ans et seuls restent au presbytère Mr Brontë et son gendre, entourés de deux servantes. En 1857, cependant, est parue la biographie rédigée par Mrs Gaskell et si, à la première lecture, Mr Brontë en approuve l'ordonnance et la formulation, il exprime quelques mois plus tard de sévères réserves, le portrait d'Arthur Bell Nicholls, fondé en grande partie sur une confidence d'Ellen Nussey, lui paraissant particulièrement injuste. Ellen Nussey déteste Arthur et assure que ses exigences de mari ont détourné Charlotte de l'écriture, qu'elle a dû lutter pour ne pas interrompre sa carrière. Arthur, il est vrai, trouve Ellen trop proche de son épouse de qui il exige qu'elle écrive pour demander que ses lettres soient détruites, vœu resté sans effet. Le livre de Mrs Gaskell fait sensation et se diffuse largement dans le royaume. La polémique lancée par le père se solde par une brouille et ne fait qu'amplifier la renommée de la famille.

### Pèlerinages à Haworth à partir de 1860
Déjà, du vivant de Charlotte, amis et admirateurs voisins fréquentent le presbytère, Ellen Nussey, Elizabeth Gaskell, John Store Smith, jeune écrivain de Manchester, Bessie Parkes qui raconte sa visite dans une lettre à Mrs Gaskell, Abraham Holroyd, poète, antiquaire, historien, etc.. Puis, dès la publication du livre de Mrs Gaskell, la demeure devient un véritable sanctuaire. Le dimanche, le révérend Nicholls doit protéger son beau-père sur le chemin conduisant à l'église pour son prêche, écarter la foule qui se bouscule pour toucher sa cape. Bientôt, les centaines deviennent des milliers, arrivés de toute la Grande-Bretagne et même d'Outre-Atlantique. Lorsqu'il accepte d'en recevoir quelques-uns, Mr Brontë raconte, sans cesse et avec grande courtoisie, l'histoire de ses filles si brillantes (« my brilliant daughters »), sans omettre de dire sa désapprobation des propos tenus sur le mari de Charlotte.

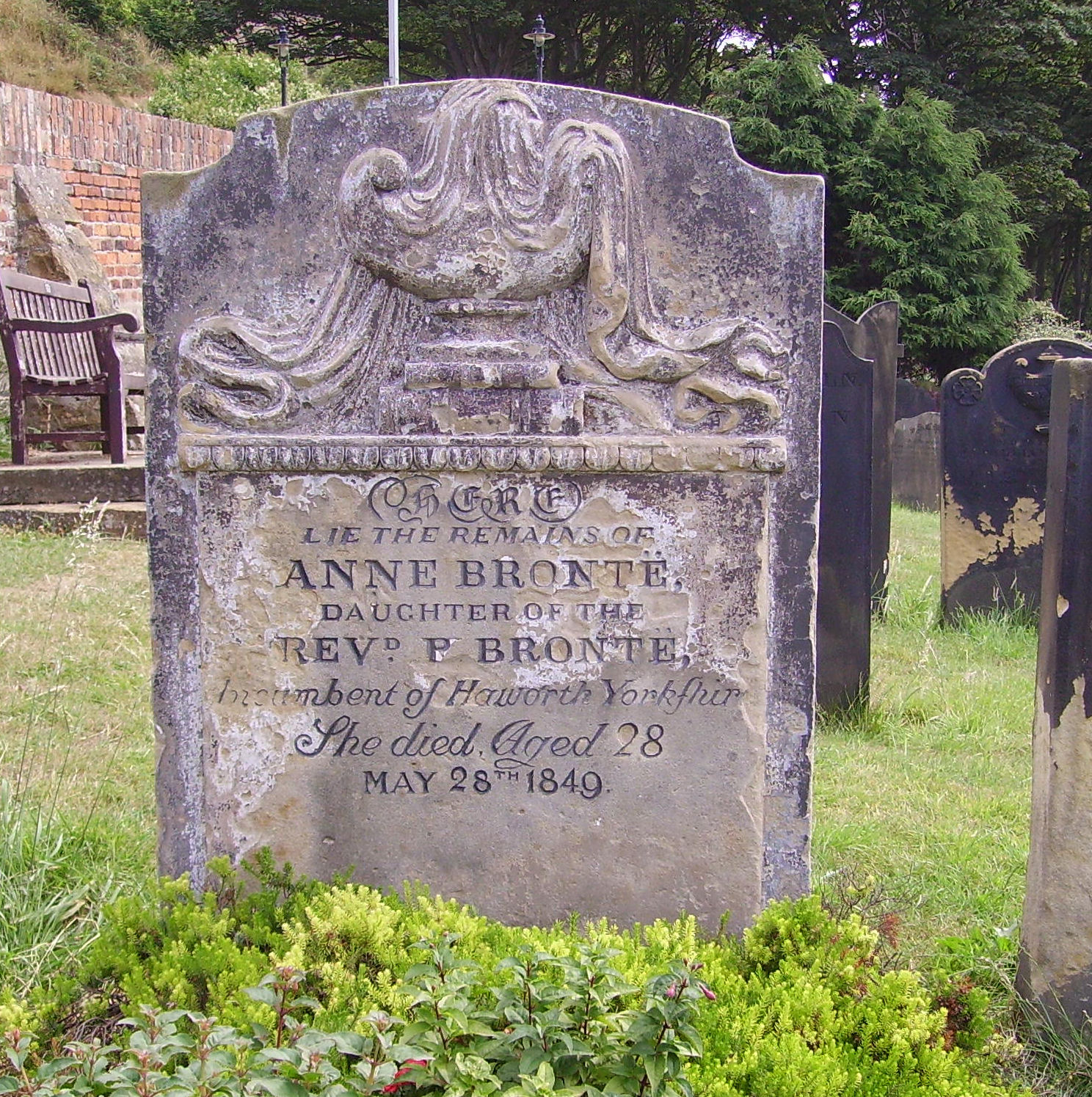
Tombe d'Anne Brontë, à Scarborough.

Son successeur, le révérend John Wade, exprime parfois son agacement de voir sa demeure considérée comme un lieu de pèlerinage d'où il se sent exclu, et il se barricade derrière la porte d'entrée fermée à double tour.
Ce flot ne s'est jamais interrompu. Selon les publications de la Brontë Society, le presbytère se classe au deuxième rang des sites littéraires les plus visités au monde, après Stratford upon Avon où est né Shakespeare. En 1996, la préposée aux entrées a mentionné le nombre de deux millions d'entrées, sans doute exagéré. Pourtant, les récents rapports font état d'une légère diminution et les conservateurs s'efforcent de changer sans cesse les expositions, d'acquérir d'autres artefacts, de multiplier les activités autour des lieux annexes, la Sunday School, les diverses demeures des parents, en particulier à Thornton, la tombe d'Anne à Scarborough,, les itinéraires de promenade dans les landes, les activités pour les enfants, l'accès à des manuscrits jusqu'alors interdits, etc., et Haworth s'est peu à peu transformée en une vaste boutique de souvenirs.
Ce phénomène fait sa fortune, les Brontë étant son unique richesse, et aussi celle de la région tout entière, qui a réalisé des infrastructures, multiplié les lieux d'hébergement, balisé les chemins du souvenir. La culture est devenue la seule manne de l'économie, préservée au point que l'éolienne des hauts-lieux fait l'objet de vives contestations pour avoir défiguré « le paysage connu des Brontë ».

### Tentative d'explication

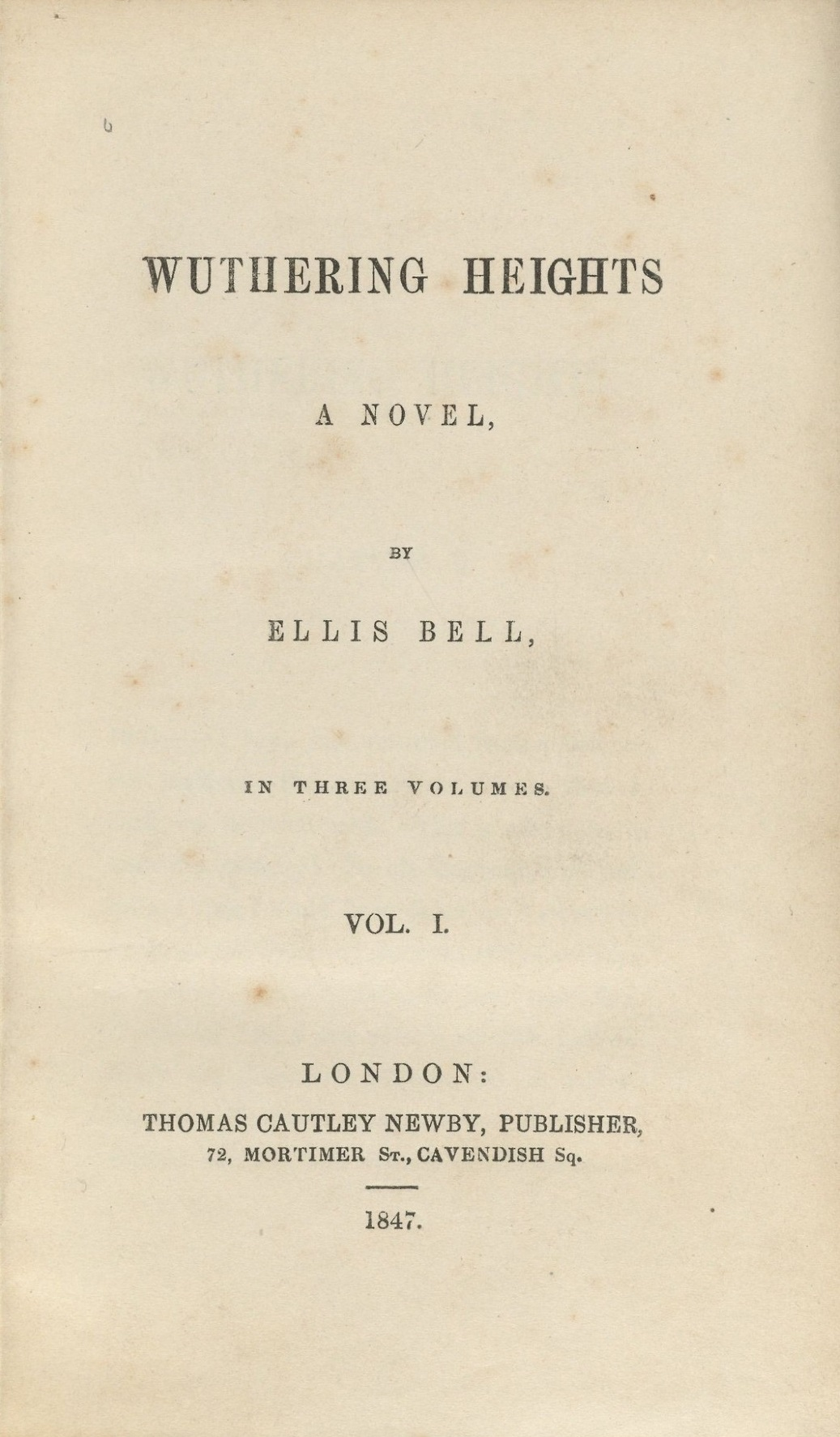
Wuthering Heights, publié en 1847 sous le nom de Ellis Bell (Emily Brontë).

En 1904, Virginia Woolf s'interroge dans The Guardian peu après sa visite à Haworth. Peu favorable aux musées littéraires, elle note pourtant la symbiose existant entre le village et les sœurs, le fait que les ustensiles et vêtements exposés leur ont survécu : « Haworth exprime les Brontë, écrit-elle ; les Brontë expriment Haworth ; elles y sont comme un escargot dans sa coquille ».
Plus systématique, Laurence Matthewman avance une explication sociologique. Elle parle de « lieux initiatiques », de « recherche du temps perdu », de nourriture créatrice « d'écrivains, de musiciens et de cinéastes ». Haworth serait devenu, rapporte-t-elle en s'appuyant sur les statistiques du comté, le deuxième sanctuaire le plus visité au monde ». Les causes de cet engouement, selon elle, sont multiples : le lieu, désolé, enclavé, escarpé ; la terre d'élection de prédicateurs de toutes dénominations occupés à chasser les voies du mal ; la révolte ouvrière luddite opposée à l'industrialisation ; la bataille du pasteur Brontë pour soutenir les patrons tout en essayant de vaincre les fléaux de la misère sociale et la précarité des ménages ; le développement en parallèle d'une production littéraire originale par trois filles quasiment recluses ; la progression de la mort qui les engloutit toutes à de brefs intervalles. Ce faisceau de circonstances frappe l'imaginaire collectif par son caractère d'unicité et de tragique.

#### Le mystère des passions par procuration
Demeure aussi le mystère d'enfants à peine pubères décrivant des passions humaines exacerbées sans en avoir jamais connu une seule. D'où viennent ces thèmes récurrents de la haine, de la trahison, de la démence, de l'amour poussé jusqu'à l'auto-destruction, cette souffrance du désir conduisant à la folie, la satire des mœurs contemporaines, l'ironie mordante des portraits, la transfiguration artistique et mystique des paysages sauvages ? Par quelle intuition ces orphelines pieuses, rangées, conventionnelles ou farouches jusqu'à la paralysie, se sont-elles révélées dans leur œuvre rongées par l'obsession de la liberté, sans droit réel et se les octroyant tous dans leurs royaumes de fiction?
On sait que les sœurs Brontë ont, toutes les trois, même la sauvage Emily mais plus particulièrement Charlotte, ressenti quelque sentiment envers un jeune vicaire de leur père, le révérend William Weightman, arrivé en 1839. C'est un beau garçon, gai, plein d'humour et d'entrain, qu'elles reçoivent volontiers à leur table pour un thé et quelques pâtisseries. Il les fait beaucoup rire et sa conversation les charme toutes les trois. Charlotte aurait éprouvé un peu plus que de l'affection, mais c'est à Emily qu'il a envoyé une carte de Saint-Valentin. Cependant, il meurt du choléra le 6 septembre 1842 à l'âge de 26 ans, décès que Charlotte apprend à Bruxelles peu avant celui de sa tante Elizabeth. Ce bref épisode partagé, cependant, ne saurait constituer une expérience amoureuse susceptible d'avoir servi de ferment à leur œuvre, commencée avant sa survenue et toujours poursuivie, ni expliquer les pulsions traversant l'imaginaire chaotique et tourmenté des jeunes auteurs.

#### Confusion entre personnes et personnages
Il existerait donc dans l'imaginaire du public une confusion entre les personnes réelles et les personnages fictifs auxquels, par leur talent, les sœurs Brontë ont conféré une immortalité jurant avec la pauvreté existentielle de leurs jeunes années. Il s'ensuivrait ce culte toujours ambigu, confinant à l'idolâtrie, où entre une part de voyeurisme et aussi d'appropriation. Les objets ayant appartenu à la famille sont autant de reliques que l'on sait avoir côtoyé la maladie et la mort, et être demeurées les témoins d'un destin.
Il existe un décalage entre ces quelques livres, ces ustensiles de cuisine, ces robes et fichus de dentelle, ces tasses et cette grande théière à robinet, etc., somme toute d'une extrême banalité dont a déjà parlé Virginia Woolf, et la ferveur non démentie du public. Cette ferveur, en soi, s'intègre au patrimoine qui la génère et les sœurs Brontë, leurs paysages, leur demeure, leurs proches et amis, tout autant que leurs livres, sont, selon la formule consacrée qui prend alors tout son sens, « tombés dans le domaine public ».

### LaBrontë Society
La Brontë Society a la charge d'entretenir les lieux, d'organiser les expositions et de veiller au patrimoine culturel représenté par la famille Brontë. Elle possède des antennes en Irlande, aux États-Unis, au Canada, en Australie, en Italie, en Afrique du Sud, dans certaines contrées scandinaves, etc. En France, les membres ne sont pas nombreux, mais leur nombre est en augmentation,.

### Les Brontë dans la culture populaire

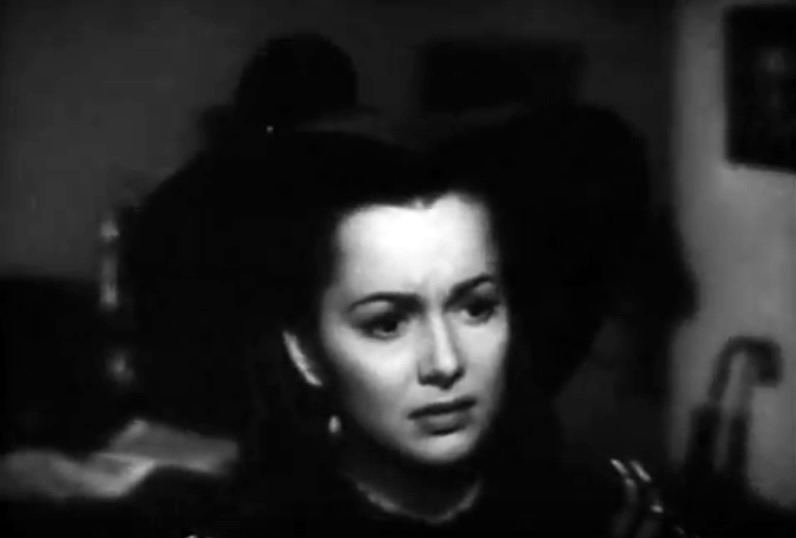
Olivia de Havilland, jouant le rôle de Charlotte Brontë dans le film Devotion de 1946.

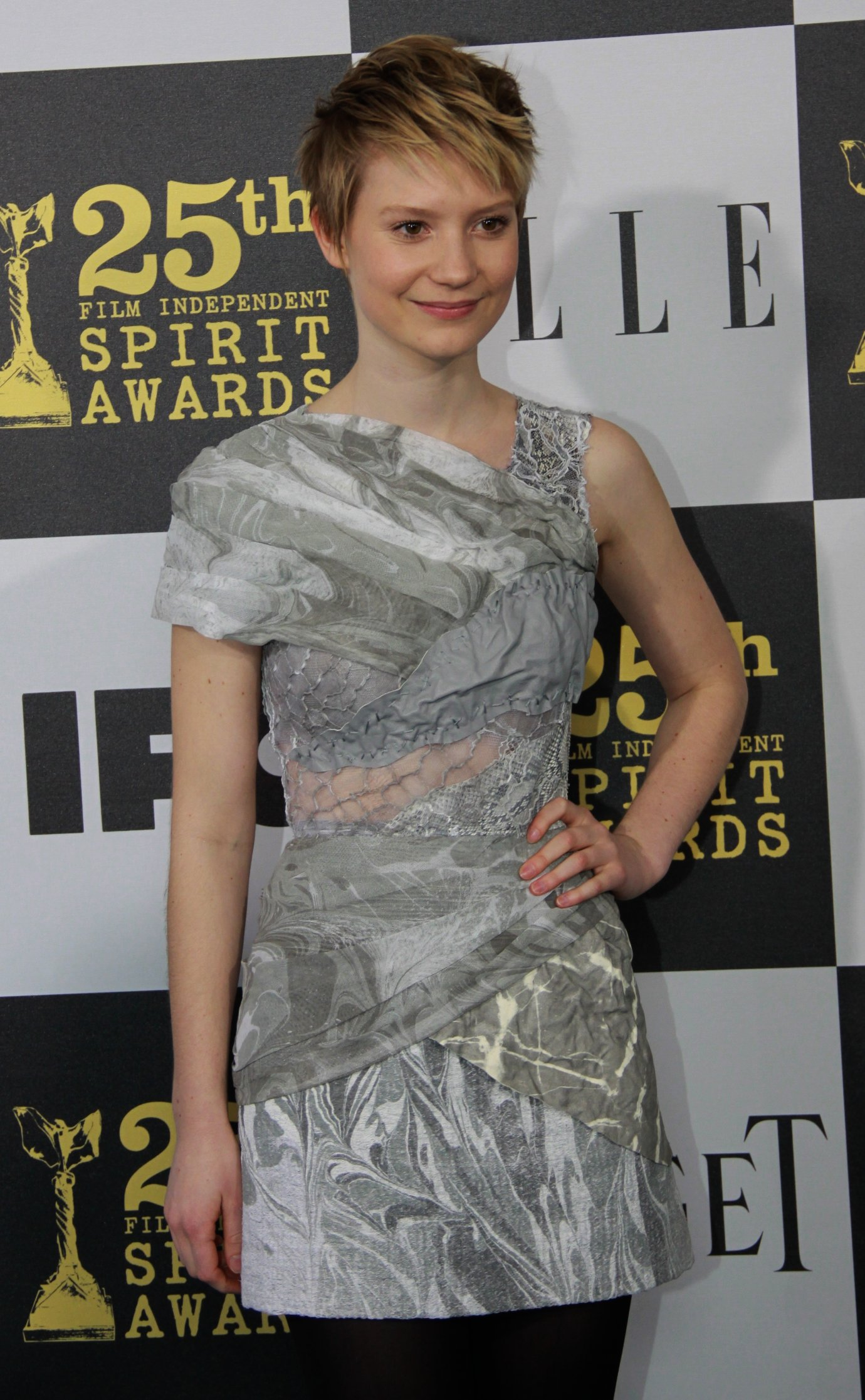
Mia Wasikowska interprète Jane Eyre, après son rôle dans Alice au pays des merveilles, de Tim Burton.

#### Cinéma
- Le film américain Devotion réalisé en 1946 par Curtis Bernhardt, constitue une biographie romancée des sœurs Brontë. C'est Ida Lupino qui joue le rôle d'Emily et Olivia de Havilland celui de Charlotte Brontë.
- Le film indien Sangdil, réalisé par Ramesh Talwar en 1952, est inspiré du roman Jane Eyre. Le rôle principal est joué par Dilip Kumar.
- Dans le film français Week-end de Jean-Luc Godard sorti en 1967, Emily Brontë apparaît dans une scène où l'un des protagonistes lui demande des informations géographiques.
- Les Sœurs Brontë est un film français réalisé par André Téchiné en 1979. Isabelle Adjani y interprète Emily Brontë, Marie-France Pisier joue le rôle de Charlotte Brontë et Isabelle Huppert celui de Anne Brontë. C'est Patrick Magee qui interprète le rôle de Patrick Brontë, cependant que Branwell Brontë est interprété par Pascal Greggory.
- Jane Eyre est le film réalisé par Franco Zefirelli en 1996 à partir du roman de Charlotte Brontë, avec Charlotte Gainsbourg.
- Un nouveau film tiré de Jane Eyre était en préparation fin 2009 sous la direction de Cary Fukunaga[355], avec Mia Wasikowska dans le rôle de Jane Eyre[356]. Il est sorti aux États-Unis le 11 mars 2011[357].
- Deux nouvelles adaptations de Wuthering Heights étaient également en gestation début 2009, l'une pour la télévision et l'autre pour le cinéma. Gemma Arterton et Ed Westwick ont été envisagés pour la distribution du film[358], mais Gemma Arterton semble ne pas avoir donné suite (au troisième trimestre de 2010).
- Le film américo-britannique Emily de Frances O'Connor sorti en France, le 15 mars 2023, retrace la vie de la romancière, interprétée par Emma Mackey.

#### Autres (astronomie, musique, danse)
- Charlottebrontë est le nom de l'astéroïde 39427, découvert le 25 septembre 1973 au Mont Palomar[359]. Les astéroïdes 39428 et 39429, découverts quatre jours plus tard, portent respectivement le nom de Emilybrontë et Annebrontë. Les trois astéroïdes appartiennent à la ceinture Main belt.
- Le cratère Brontë est un cratère de 68 km de diamètre à la surface de Mercure[360].
- Kate Bush a écrit pour son premier single (1978) une chanson intitulée Wuthering Heights, qui reprend les paroles de Catherine Earnshaw, personnage central du roman. Après l'avoir lu, Kate Bush s'est rendu compte qu'elle partageait avec Emily la même date de naissance (30 juillet)[361].
- En 1951, Bernard Herrmann (1911-1975) a adapté Wuthering Heights à l'opéra.
- En 1995, Gillian Lynne a présenté The Brontës, composition chorégraphique.
- Plusieurs chorégraphies ont été, durant le XXe siècle, inspirées par la vie et l'œuvre des sœurs Brontë. Ainsi le ballet de Martha Graham, Death and Entrances (« Morts et Entrées »), créé en 1943, dont le titre est emprunté à un poème de Dylan Thomas (1946)[362].
- L'Affaire Jane Eyre (The Eyre Affair), premier roman de Jasper Fforde et publié en 2001, se déroule en 1985 dans un monde parallèle, où la détective littéraire Thursday Next poursuit un criminel à l'intérieur de l'œuvre de Charlotte Brontë.
- Le groupe We Are Scientist a fait un mixage pour le New Haven Register qui comprend le Wuthering Heights de Kate Bush.
- Nathalie Stalmans, Si j'avais des ailes. Bruxelles au temps de Charlotte Brontë, Genèse édition, 2019.

## Chronologie des Brontë

### Arbre Généalogique
- - Elizabeth Branwell (1776-1842)
  - Maria Branwell (1783-1821) épouse Patrick Brontë (1777-1861)
    - Maria Brontë (1814-1825)
    - Elizabeth Brontë (1815-1825)
    - Charlotte Brontë (1816-1855) épouse Arthur Bell Nicholls (1819-1906)
    - Branwell Brontë (1817-1848)
    - Emily Brontë (1818-1848)
    - Anne Brontë (1820-1849)

## Pour approfondir

#### Sources
- (en) Christine Alexander et Jane Sellars, The art of the Brontës, Cambridge et New York, Cambridge University Press, 1995, 484 p. (ISBN 9780521432481 et 9780521438414).
- (en) Christine Anne Alexander et Juliet McMaster, The child writer from Austen to Woolf, Cambridge, Cambridge University Press, coll. « Cambridge studies in nineteenth-century literature and culture » (no 47), 2005, 312 p. (ISBN 9780521812931, lire en ligne).
- (en) Miriam Allott, The Brontës : The Critical heritage, Londres, Routledge, 1996, 496 p. (ISBN 978-0415134613, présentation en ligne)
- Claire Bazin, La vision du monde chez les sœurs Brontë, Paris, P. U. M, 1995.
- (en) Juliet Barker, The Brontës, Londres, St. Martin's Press, 1995 (réimpr. 1996), 1003 p. (ISBN 0-312-14555-1).
- (en) Edward Frederic Benson, Charlotte Brontë, Manchester, Ayer Publishing, 1978, 313 p. (ISBN 9780405082627, présentation en ligne)
- Jacques Blondel, Emily Brontë : expérience spirituelle et création poétique, Paris, Presses universitaires de France, 1955, 452 p. (OCLC 602435139).
- Anne Brontë (trad. de l'anglais), La Recluse de Wildfell Hall — Préface, Paris, Phébus, 2007, 474 p. (ISBN 9782752903105)
- (en) Anne Brontë et Stevie Davies, The Tenant of Wildfell Hall — Introductory Essay, Penguin Books, 1996, 576 p. (ISBN 9780140434743)
- (en) Deborah Cartmell, I.Q. Hunter, Heidi Kaye et Imelda Whelehan, Sisterhoods : Feminists in Film and Fiction, Pluto Press, 1998, 210 p. (ISBN 9780745312187, lire en ligne)
- (en) Terry Castle, Boss Ladies, Watch Out! : essays on women, sex, and writing, Londres, Routledge, 2002, 309 p. (ISBN 9780415938730 et 9780415938747, lire en ligne).
- (en) Margaret Drabble, The Oxford Companion to English Literature, Oxford et New York, Oxford University Press, 1985, 5e éd., 1155 p. (ISBN 0198661304)
- (en) Daphne du Maurier, The Infernal World of Branwell Brontë, Hardmonsworth, Penguin Books Limited, 1987 (réimpr. 1972) (1re éd. 1960), 256 p. (ISBN 0140034013).
- Elizabeth Durot-Boucé, Le lierre et la chauve-souris : réveils gothiques : émergence du roman noir anglais, 1764-1824, Paris, Presses Sorbonne Nouvelle, 2004, 286 p. (ISBN 9782878542776, lire en ligne).
- (en) Ian M. Emberson, Pilgrims from Loneliness: an interpretation of Charlotte Brontë's Jane Eyre and Villette, The Brontë Society, 2005, 172 p. (ISBN 1-903007-10-0).
- (fr + en) (en) Robert Ferrieux (dir.), La littérature autobiographique en Grande-Bretagne et en Irlande, Paris, Ellipses, 2001, 384 p. (ISBN 2-7298-0021-2).
- (en) Elizabeth Gaskell, The Life of Charlotte Brontë, Oxford, Oxford World's Classics, 1857 (ISBN 0-19-283805-9, lire en ligne).
- (en) Winifred Gérin, Charlotte Brontë : the evolution of genius, Oxford, Oxford University Press, coll. « Oxford paperbacks », 1969, 617 p. (ISBN 0198811527)
- (en) Winifred Gérin, Emily Brontë : a biography, Oxford, Clarendon Press, 1971 (réimpr. 1972), 334 p. (ISBN 0198120184).
- (en) Heather Glen, Charlotte Bronte : The Imagination in History, Oxford, Oxford University Press, 2004, 314 p. (ISBN 9780198187615 et 9780199272556, lire en ligne).
- (en) Sandra Hagan et Juliette Wells, The Brontës in the World of the Arts, Aldershot, Ashgate Publishing, Ltd., 2008, 256 p. (ISBN 9780754657521, présentation en ligne)
- (en) Ada Harrison et Derek Stanford, Anne Brontë – Her Life and Work, Archon Books, 1970, 252 p. (ISBN 9780208009876)
- (en) David Harrison, The Brontes of Haworth : Yorkshire's Literary Giants : Their Lives, Works, Influences and Inspirations, Trafford Publishing, 2002, 352 p. (ISBN 9781553698098, présentation en ligne)
- (en) Mark Knight et Emma Mason, Nineteenth-Century Religion and Literature, An Introduction, Oxford, Oxford University Press, 2006, 245 p. (ISBN 978-0-19-927711-7).
- (en) Drew Lamonica, "We are Three Sisters" : Self and Family in the Writing of the Brontës, University of Missouri Press, 2003, 240 p. (ISBN 9780826214362, présentation en ligne)
- (en) Elizabeth Langland, Anne Brontë. The Other One, Totowa, New Jersey, Barnes and Noble books, coll. « Women Writers », 1989, 172 p. (ISBN 0-389-20866-3 et 0-389-20865-5, lire en ligne).
- (en) Charles Lemon, Early visitors to Haworth, from Ellen Nussey to Virginia Woolf, Haworth, Brontë Society, 1996, 127 p. (ISBN 0950582964).
- (en) Angus McCay, The Brontës : Fact and Fiction, New York et Londres, Dodd Mead & Company / Service & Paton, 1897 (OCLC 372593).
- (en) Christopher John Murray (dir.), Encyclopaedia of the Romantic Era, 1760-1850, vol. 1, Taylor & Francis, 2004, 1277 p. (ISBN 9781579583613, lire en ligne).
- (en) Julie Nash et Barbara Ann Suess, New Approaches to the Literary Art of Anne Brontë, Ashgate Publishing, Ltd., 2001, 232 p. (ISBN 9780754601999)
- (en) Robertson Nicoll, The Complete Poems of Emily Brontë — Introductory Essay, New York et Londres, Hodder and Stoughton, 1908.
- (en) Margot Peters, Unquiet Soul, A Biography of Charlotte Brontë, Londres, Futura Publications Limited, 1975.
- (en) David Punter et Glennis Byron, The Gothic, Londres, Blackwell Publishing, 2004, 315 p. (ISBN 9780631220626).
- (en) Derek Roper et Edward Chitham, The Poems of Emily Brontë, Oxford, Oxford University Press, 1995 (ISBN 0-19-812641-7).
- (en) Andrew Sanders, The Oxford History of English Literature (Revised Edition), Oxford, Oxford University Press, 1996, 736 p. (ISBN 0-19-871156-5).
- (en) Karen Smith Kenyon, The Brontë Family — Passionate literary geniuses, Minneapolis, Twenty-First Century Books, 2002, 128 p. (ISBN 9780822500711, lire en ligne).
- (en) Brian Wilks, The Illustrated Brontës of Haworth, Londres, Tiger Books International, 1994 (OCLC 60303636).

#### Autres sources
- (en) Tom Winifrith, The Brontës and Their Background : Romance and Reality, Londres, Macmillan, 1973.
- (en) John Lock et William Thomas Dixon, A Man of Sorrow : The Life, Letters, and Times of the Rev. Patrick Brontë,1777-1861, I. Hodgkins, 1979, 566 p. (ISBN 9780930466152).
- (en) Emily Jane Brontë, The Complete Poems, Harmondsworth, Penguin Books, 1992.
- (en) Francis Beer (présentation et notes), The Juvenilia of Jane Austen and Charlotte Brontë, Harmondsworth, Penguin Classics, 1986 (first edition), 389 p. (ISBN 0-14-043267-1).
- (en) Joan Rees, Profligate Son Branwell and his Sisters, Londres, Robert Hale, 1986.
- (en) Lynne Reid Banks, Dark Quartet : The story of the Brontës, Harmondsworth, Penguin; New edition edition, 1986, 486 p., 16 cm (ISBN 978-0140083057)
- (en) Arthur Pollard, The Landscape of the Brontës, Exeter, Webb & Bower, 1988.
- (en) Edward Chitham, A life of Anne Brontë, Londres, Wiley-Blackwell Publishing, 1993, 224 p. (ISBN 978-0-631-18944-2).
- (en) The Brontës, Londres, Weidenfeld & Nicolson, puis Phœnix Giants, 1995, 1002 p. (ISBN 978-1857990690).
- (en) Charlotte, Branwell, Emily, Anne Brontë, The Brontës, High Waving Heather (abridged edition), Londres, A Phoenix Paperback, Orion Books, Ltd, 1996.
- (en) An Enduring Flame : The Brontë Story in Poetry and Photographs, The Parsonage, Haworth, Keighley, Wendy Bardsley, Smith Settle, 1998, 157 p. (ISBN 1 85825 103 6 et 1 85825 104 4).
- (en) Juliet Barker, The Brontës, a Life in Letters, Overlook Press, 1998, 414 p. (ISBN 9780879518387, présentation en ligne).
- (en) Charlian Knight et Luke Spencer, Reading The Brontës : An Introduction to their Novels and Poetry, Haworth et Leeds, The Brontë Society in Association with The University of Leeds, 2000, 155 p. (ISBN 1-903007-02-X).
- (en) Brontë Studies: The Journal of Brontë Society, intitulé de 1895 à 2001 Brontë Society Transactions, The Parsonage, Haworth, Keighley, West Yorkshire, BD22 8DR, England, The Brontë Society, 2001.
- (en) Heather Glen, The Cambridge companion to the Brontës, Cambridge, Cambridge University Press, 2003, 251 p. (ISBN 9780521779715, lire en ligne).
- Claire Bazin, Jane Eyre, le pèlerin moderne, Paris, Éditions du Temps, 2005.
- (en) Ann Dinsdale et Simon Warner, The Brontës at Haworth, Brontë Parsonage Museum, Haworth, Frances Lincoln Ltd, 2006, 160 p. (ISBN 9780711225725).
- (en) Émile Montégut, Miss Bronte : Sa vie et ses œuvres, Paris, « La Revue des Deux Mondes » (analyse de la biographie de Mrs Gaskell), 1857.
- (en) Pauline Nestor, Charlotte Brontë, Rowman & Littlefield, 1987, 140 p. (ISBN 9780389206927).
- Frédéric Regard, Augustin Trapenard, Claire Bazin et Bernadette Bertrandias, Jane Eyre : De Charlotte Brontë à Franco Zeffirelli, Paris, Sedes, 2008.
- Claire Bazin et Dominique Sipière, Jane Eyre, l'itinéraire d'une femme : Du roman à l'écran (broché), Paris, CNED PUF, novembre 2008.
- Laura El Makki, Les sœurs Brontë, Paris, Tallandier, 2017.

#### La famille Brontë
- Patrick Brontë, le père
- Maria Brontë (née Branwell), la mère
- Elizabeth Branwell, Aunt Branwell
- Maria Brontë, l'aînée des enfants
- Elizabeth Brontë, sa cadette
- Charlotte Brontë
- Branwell Brontë
- Emily Brontë
- Anne Brontë

#### Le monde et les œuvres des Brontë
- Glass Town, le royaume imaginaire des enfants Brontë
- Gondal, royaume imaginaire d'Emily et Anne
- Jane Eyre, roman de Charlotte Brontë
- Shirley, roman de Charlotte Brontë
- Villette, roman de Charlotte Brontë
- The Professor, roman de Charlotte Brontë
- Wuthering Heights, roman d'Emily Brontë
- Agnes Grey, roman d'Anne Brontë
- The Tenant of Wildfell Hall, roman d'Anne Brontë

#### Autres
- Pensionnats pour jeunes filles à l'époque victorienne
- Gouvernantes à l'époque victorienne
- Elizabeth Gaskell
- Bacille de Koch